# Antonín Wiehl

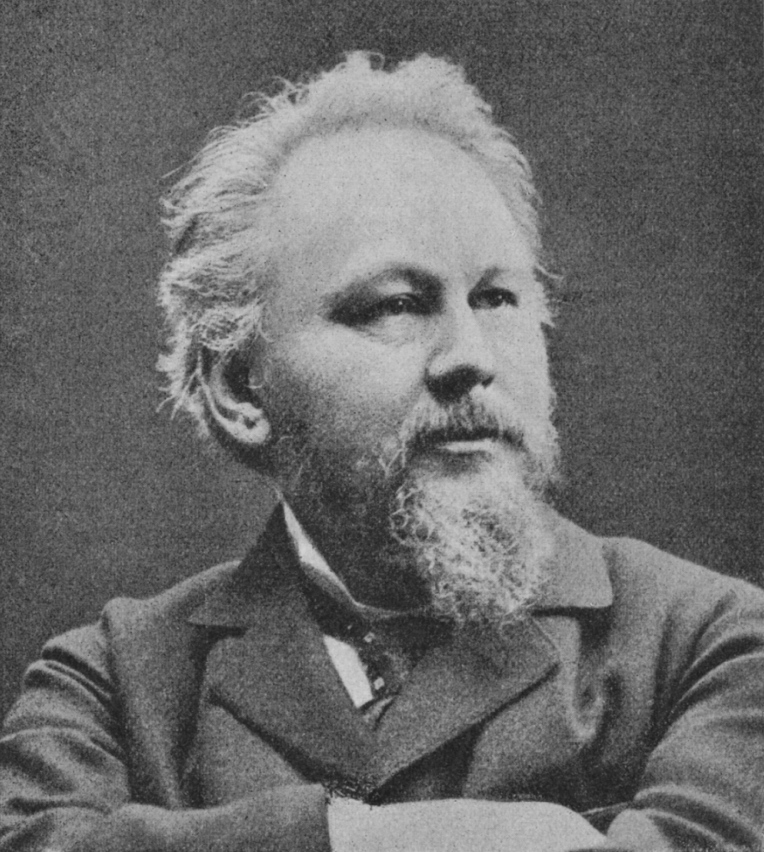
Antonín Wiehl
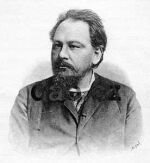
Antonín Wiehl

Antonín Wiehl (26. dubna 1846 Plasy – 4. listopadu 1910 Praha) byl český architekt, stavitel, muzejní pracovník, konzervátor památkové péče a mecenáš. Náleží ke generaci Národního divadla a k vůdčím osobnostem novorenesance navazujícího na tradici české renesance 16. století. Již za svého života byl uznáván za autora obnovené české renesance. V Komisi pro soupis památek Prahy spoluvytvářel první systém památkové péče v Čechách.

## Život

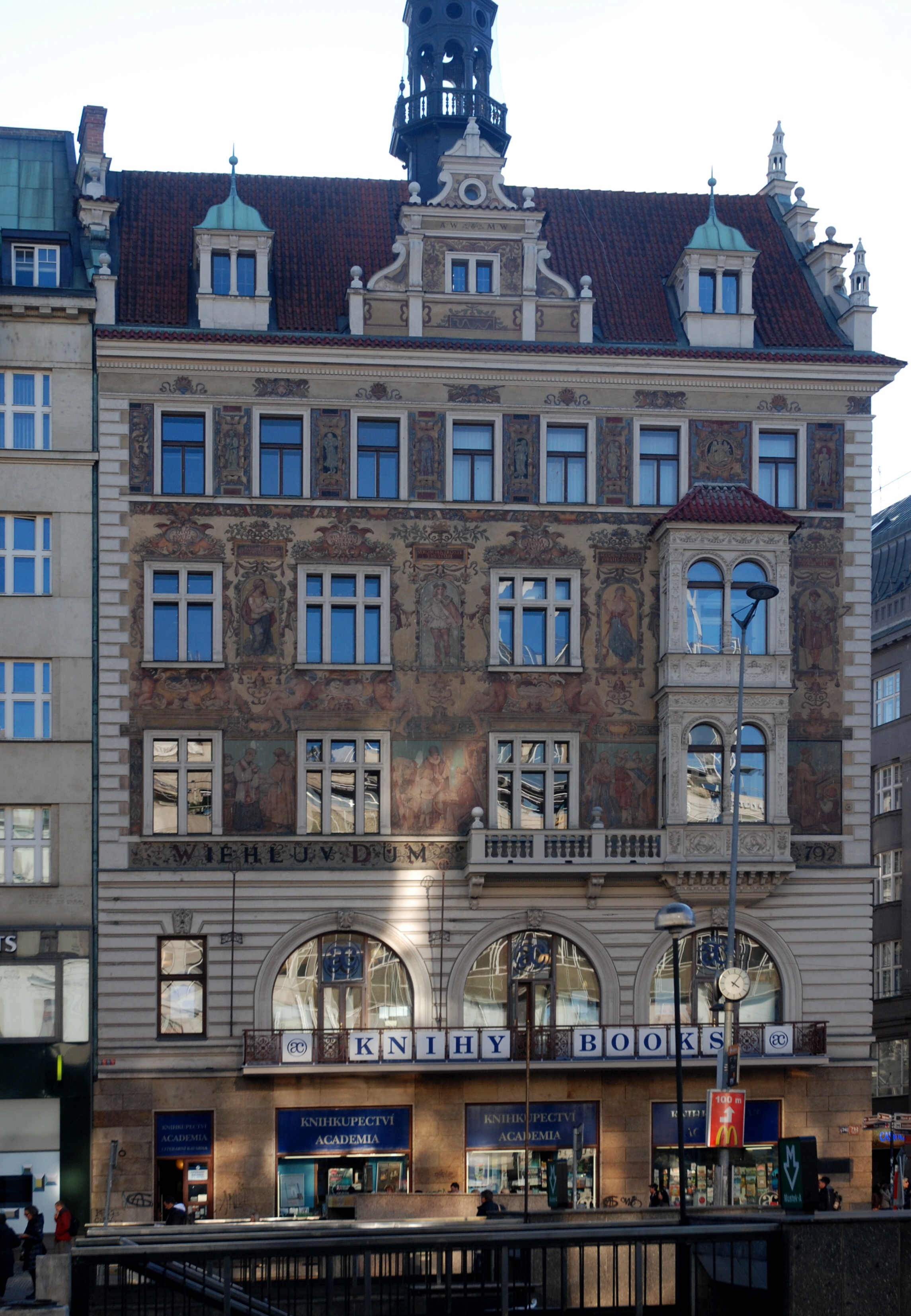
Wiehlův dům na Václavském náměstí

### Studia a studijní cesty v zahraničí
Narodil se 26. dubna 1846 v rodině lesního úředníka německé národnosti Antona Wiehla na Metternichově panství v Plasích. Vystudoval nižší reálku v Plzni a v letech 1857 až 1863 vyšší reálku v Praze. Od školního roku 1863/4 studoval na polytechnickém ústavu království českého. Studium na stolici stavitelství zahájil v době, kdy ji vedl profesor Karel Wiesenfeld. Po jeho penzionování byl žákem profesora Josefa Zítka, který byl od 6. listopadu 1864 jmenován profesorem pražské techniky. Studium ukončil ve školním roce 1867–1868. Nepatřil mezi nejlepší studenty, ale zřejmě již v době studia měl zájem o starožitnosti a renesanční architekturu, protože byl mezi účastníky exkurze studentů profesora Zítka na zámek v Nelahozevsi. V letech 1869–1870 byl krátkou dobu ve Slatiňanech u stavební firmy Františka Schmoranze, významného architekta, stavitele, restaurátora a představitele novogotiky druhé poloviny 19. století. Wiehl se tak zapojil do práce stavební huti zaměřené na puristické rekonstrukce památek nebo historizující novostavby. Pro svou další vlastní tvorbu získal bohaté zkušenosti zejména z rekonstrukce kostelů v severních a východních Čechách: restaurování kostela Nanebevzetí Panny Marie v Chrudimi, kostela svatého Jakuba v Poličce, katedrály svatého Ducha v Hradci Králové (1864–1876), regotizace kostela svatého Jana Křtitele ve Dvoře Králové. Wiehl měl u Schmoranze příležitost se seznámit s metodami tvorby návrhů nového neogotického mobiliáře. Pro Wiehlův další profesní vývoj bylo důležité, že Schmoranz působil jako krajský konzervátor vídeňské ústřední komise pro ochranu památek.
V letech 1871–1873 se Wiehl vrátil na Českou techniku v Praze, kde byl asistentem profesora Josefa Niklase na stolici architektury. Na počátku 70. let 19. století krátkou dobu cestoval po Evropě, zejména Itálii. Ze skicáků v jeho pozůstalosti lze sestavit cíle jeho studijních cest nejen v těchto, ale i v dalších letech: 1872 (s Janem Zeyerem) – Itálie, 1874 leden – Řím, únor – Florencie a Benátky, 1879 duben – Řím, 1885 Horní Rakousy, 1895 Vídeň, 1897 – březen – jižní Itálie a Sicílie, 1897 – Tyrolsko, 1900 – Řím, Švýcarsko, Paříž, 1901 březen Černá Hora, 1902 – Itálie, 1904 – Španělsko, 1904 březen Monte Carlo, severní Afrika, 1910 únor, březen Řecko, Asie. Skici z těchto cest jsou dokladem o zdrojích jeho inspirace pro vytváření vlastního pojetí neorenesance.
25. dubna 1876 se ve Slaném oženil s Marií Lukasovou (̈* 24.12.1856) ze Smolnice na Lounsku. Jejich manželství bylo bezdětné.

### Architekt a stavitel
Antonín Wiehl působil od roku 1873 jako samostatný architekt, stavitel a soudní znalec. Stavitelem se stal na základě výnosu c. a k. místodržitelství ze dne 15. 2. 1873 a magistrátního výměru z 24. 2. 1873. V praxi architekta a stavitele na jednotlivých stavbách postupně spolupracoval s jinými architekty a staviteli:
- 1873–1880 s Janem Zeyerem,
- 1880–1890 s Karlem Gemperlem,
- 1891–1894 s Osvaldem Polívkou.[6][16]
- 1895–1905 v závěru své stavitelské kariéry působil samostatně.

Kancelář měl umístěnu postupně v domech postavených podle svých návrhů:
- v Divadelní ulici čp. 1032/I., kde také v roce 1886 bydlel,[6]
- v domě na rohu ulic Na Poříčí a Jezdecké (Havlíčkově)
- nakonec ve vlastním Wiehlově domě na Václavském náměstí 792/II.[14][17][18]

Po celou dobu své architektonické a stavitelské praxe byl úspěšný a uznávaný. Neměl žádné rivaly a byl uznáván ve své generaci i mladšími architekty. Množství prestižních zakázek ve spojení s vrozenou skromností ho trvale hmotně zabezpečilo. Mohl v klidu tvořit, rozšiřovat svou sbírku starožitností a uměleckých děl přátel a podnikat studijní cesty do zahraničí i po Čechách.

### Veřejná a odborná činnost

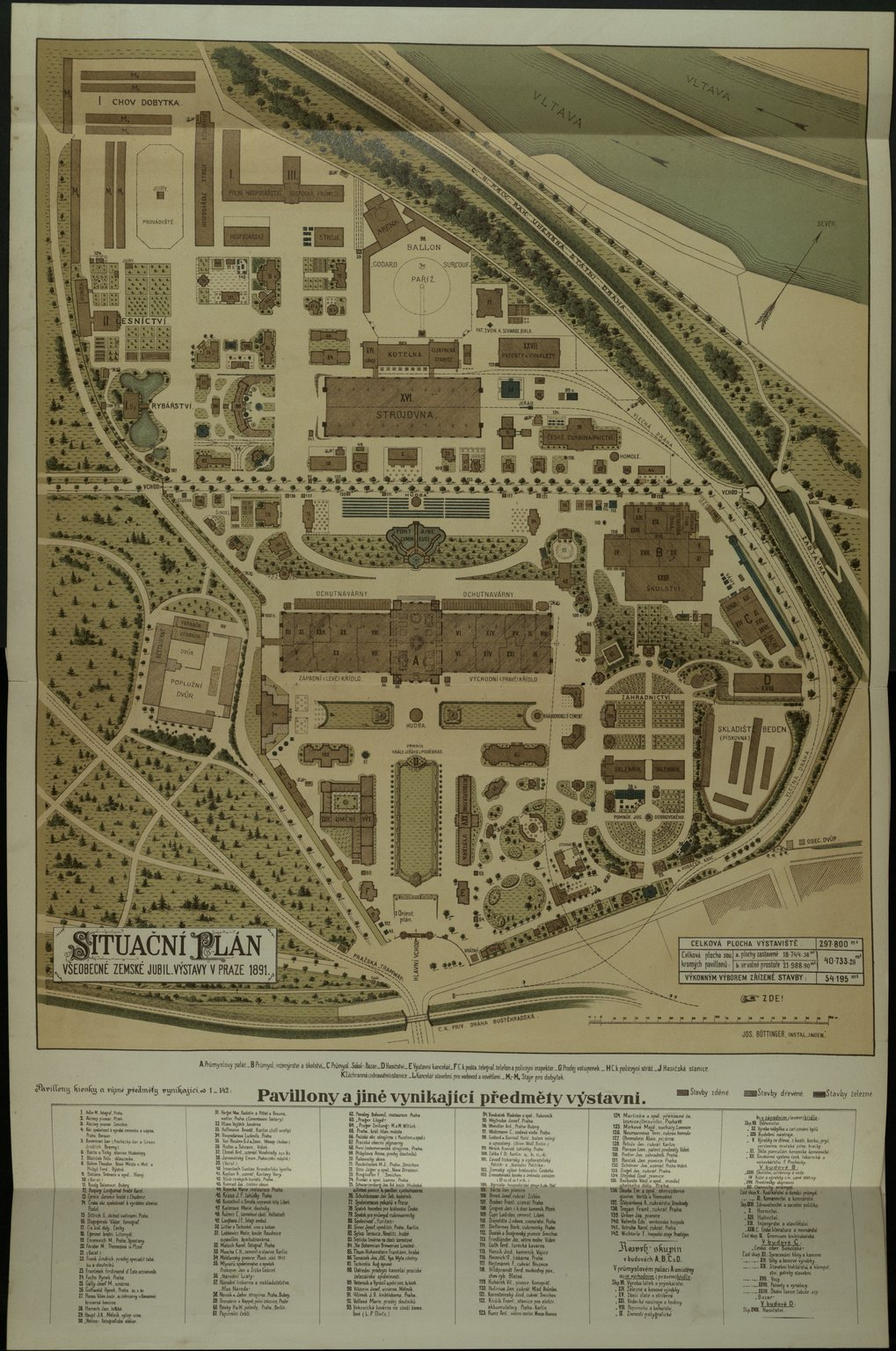
Situační plán jubilejní výstavy 1891

Významně se podílel na spolkové práci v obci stavitelů a architektů: byl prvním předsedou Spolku inženýrů a architektů v roce 1883. Byl členem České akademie věd a umění, kde od počátku členství zasedal v Archeologické komisi. Aktivně se věnoval památkové péči, muzeologii a archeologii, o kterou měl mimořádný zájem od svých studií. V letech 1892 a 1897 byl jmenován pražským konzervátorem památkové péče pro levý břeh Vltavy a okresy Dubá, Mladá Boleslav a Mělník. V roce 1907 se stal konzervátorem památkové péče pro VI. – VIII. čtvrť Prahy a okresy Karlín, Český Brod a Mladá Boleslav. Od roku 1882 byl členem zakládajícího komitétu Muzea hlavního města Prahy a v tomto muzeu aktivně působil až do své smrti jako jeho jednatel. Vypracoval i návrh budovy muzea, který nebyl akceptován. Předsedal nebo se aktivně účastnil práce různých spolků a výborů: v letech 1886–1887 byl předsedou výtvarného výboru Umělecké besedy, podílel se na přípravě Žižkova pomníku na Žižkově nebo na návrhu průvodu korunního prince Rudolfa a jeho manželky. V letech 1882–1884 působil v pražském obecním zastupitelstvu a v letech 1886 a 1888–1889 byl pražským radním. Dosáhl titulu vrchního stavebního rady. Wiehlovo vlastenectví se na sklonku 19. století projevilo i systematickým studiem české lidové architektury. Wiehlovy skicáky obsahují materiál z jeho studijních cest na severovýchod Čech (Jílovice, Prosek, Velká, Železný Brod, Semily, Broumov, Nové Město nad Metují, Dolánky), který si shromažďoval v době, kdy zpracovával koncepci Jubilejní zemské výstavy v Praze v roce 1891. Na výstavě byly některé pavilony provedeny jako české lidové stavby. Prvky lidové architektury Wiehl uplatnil ve svém návrhu dřevěné vstupní brány výstaviště. Lidové architektuře a folklóru byla věnována samostatná expozice "Česká chalupa", o jejíž umístění na výstavu významně usilovala historička a etnografka Renáta Tyršová. Wiehl v koncepci České chalupy vycházel z kreseb turnovského malíře a etnografa Jana Prouska, který podrobně studoval Dlaskův statek. Na tvorbě expozice se s Wiehlem podílel Jan Koula a Alois Jirásek. Vytvořený ideální typ lidového domu Wiehl doplnil o konkrétní vzory ze svých studií v terénu. Expozice byla přijata kladně, pouze návštěvníci z venkova ji kritizovali pro nesourodost vystavených předmětů a způsob jejich prezentace. Výstavu satiricky hodnotil i Svatopluk Čech v třetí knize o panu Broučkovi. Ve Wiehlově architektonické tvorbě jsou prvky lidových staveb jsou viditelné i v návrhu zvonice u kostela sv. Ludmily v Mělníku nebo u strážního domku u Hrobky rodiny Daubkovy v Litni (podle Wiehlova návrhu byl postaven v roce 1888), kde je ještě na lomenici instruktivní heslo pro strážného „NAPRZED VZADU OCI MEG LEPSI GEST ZDRZ HO, NEZ CHYT HO“. Všeobecný zájem o českou lidovou architekturu a národopis v české společnosti se projevil též na Národopisné výstavě českoslovanské v Praze 1895. Wiehl v období před výstavou studoval architekturu na Litoměřicku a kreslil si dřevěný kostel v Liberku.

### Závěr života

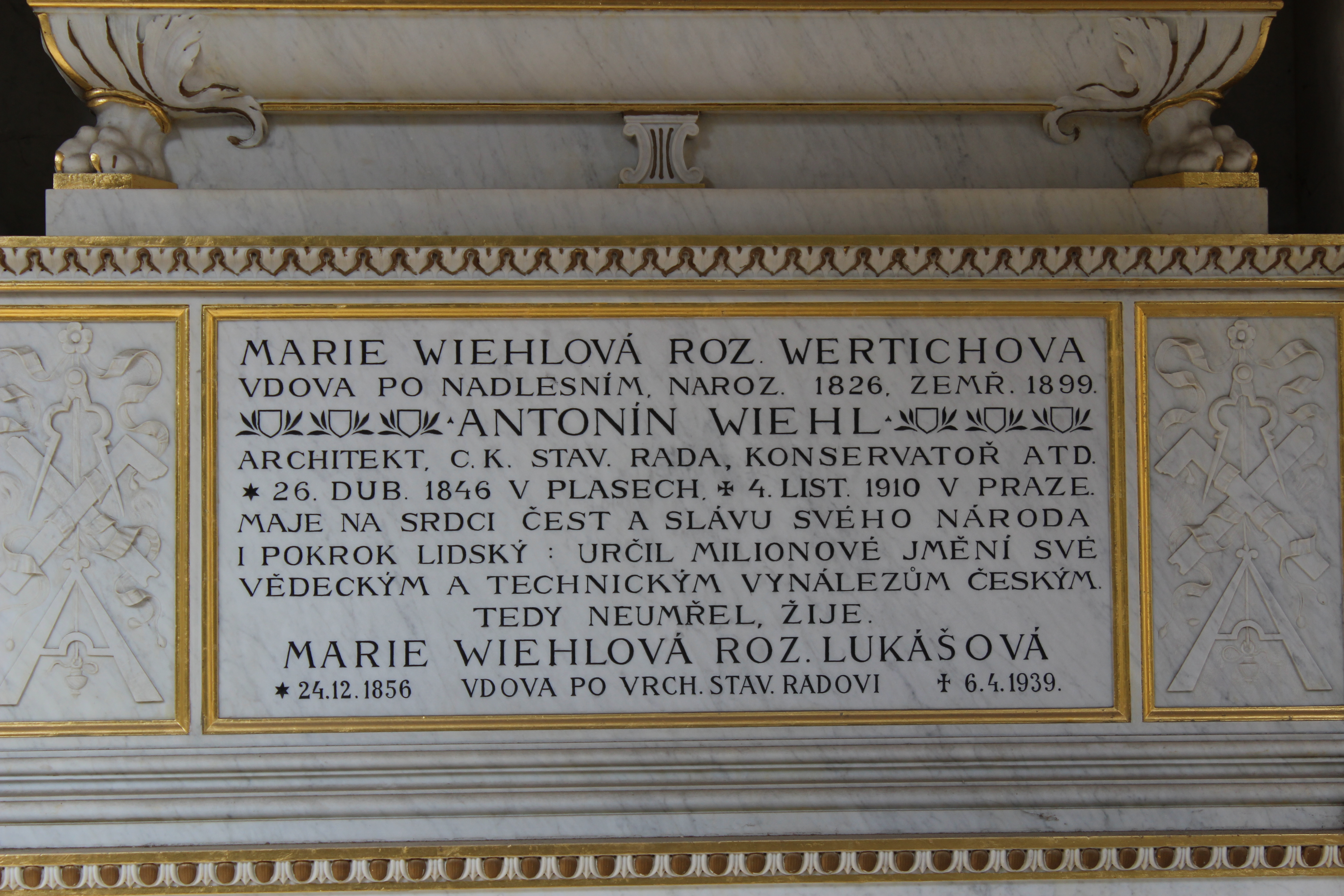
Hrobka Antonína Wiehla 03

V závěru života Wiehla stále intenzívněji postihovala hluchota. Proto postupně ukončil aktivní práci architekta a stavitele. Věnoval se většinou v ústraní svého domu na Václavském náměstí svým celoživotním zálibám: archeologii, muzeologii, sběratelství starožitností, malířství a zahradnictví. Denně navštěvoval Městské muzeum v Praze, získával materiál pro jeho sbírky, zpracovával evidenci sbírek. Rozpracovával koncepci Národohospodářského ústavu, jehož založení v závěti podpořil. Až do smrti se účastnil práce institucí na ochranu památek. V období pražské asanace působil v Komisi pro soupis stavebních, uměleckých a historických památek královského hlavního města Prahy, jejíž vznik inicioval a předsedal její první informační schůzi 10. 6. 1893, byl náměstkem jejího předsedy (do roku 1896) a jejím členem od roku 1899 do roku 1910. V této komisi v letech 1893–1895 spoluvytvářel systém evidence i ochrany památek. Inicioval záchranu architektonických prvků a plastik a jejich převod do sbírek městského muzea, pro který vyplňoval dotazníky, doplňoval je kresbami. V komisi zasedal s řadou uměleckých osobností, se kterými spolupracoval na svých architektonických návrzích – architekty Janem Koulou, Janem Zeyerem a Josefem Mockerem sochařem Bohuslavem Schnirchem, historiky – Břetislavem Jelínkem, c. a k. konzervátorem, ředitelem Městského muzea, Václavem Vladivojem Tomkem. Podílel se na záchraně kostela sv. Václava Na Zderaze, který měl být zbořen v rámci asanace při průlomu pro Resslovu ulici. V souvislosti s asanací také zpracovával své poslední architektonické návrhy. Závěrem jeho kariéry byl jeho vítězný návrh ve 3. soutěži na rekonstrukci Staroměstské radnice v roce 1909 (následně bylo rozhodnuto, že rekonstrukce nebude realizována).
Zemřel 4. listopadu 1910 ve svém domě na Václavském náměstí. Je pohřben v severních arkádách Vyšehradského hřbitova v rodinné hrobce upravené podle vlastního návrhu. Wiehl byl po celý svůj život uznávanou autoritou ve svém oboru, žádaným architektem a stavitelem, oblíbenou osobností, mecenášem a umělcem čistého štítu. Jeho význam pro českou architekturu, památkovou péči a muzeologii zhodnotil jako první na základě podrobného studia jeho archivu český historik umění, jeden ze zakladatelů památkové péče v Československu akademik Zdeněk Wirth.

## Obnovená česká renesance Antonína Wiehla

### Generace Národního divadla

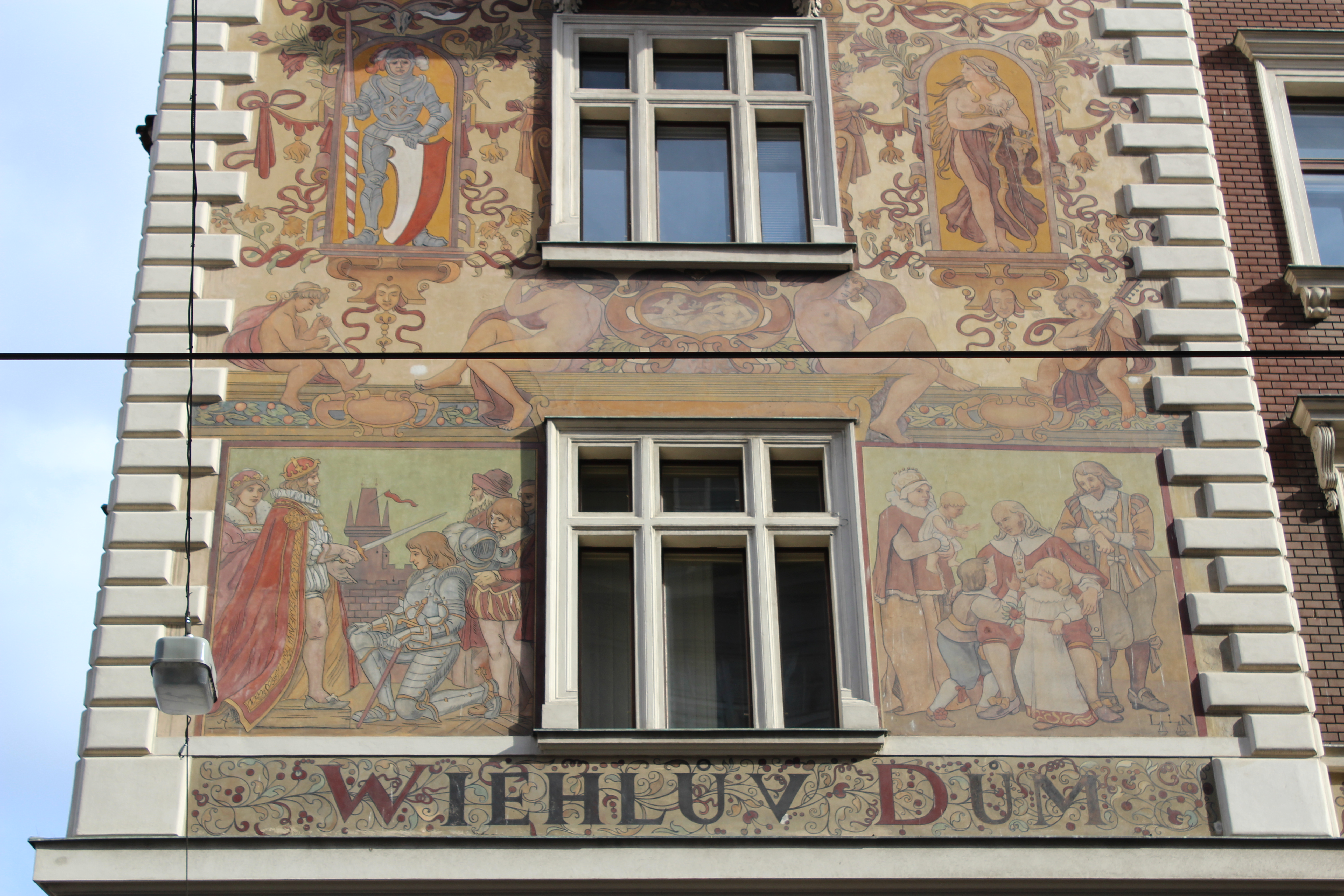
Alšova výzdoba fasády Wiehlova domu (nároží z Vodičkovy ulice)

Architektonické dílo Antonína Wiehla vyhovovalo společenské poptávce v době dynamického růstu českého hospodářství, průmyslu, vědy, techniky a kultury v období 70. a 80. let 19. století. Ekonomický potenciál a společenský význam českých podnikatelů hledal důstojnou reprezentaci v architektuře soukromých a zejména veřejných staveb. V českých městech jsou v tomto období rychle stavěny továrny, obchodní domy, tržnice, školy, divadla, nádraží, banky a záložny. Názor české střední vrstvy na moderní město na konci 19. století byl demonstrován ve výstavbě Vinohrad (do roku 1922 samostatné město), kde se rozšířila výstavba třípatrových domů, vznikaly honosné budovy škol, sady a parky. Představě měšťanské společnosti o architektonické formě symbolizující sílu a tvůrčí potenciál českého národa odpovídal právě novorenesanční sloh. Estetik Otakar Hostinský to vyjádřil slovy: „Duch tak zvaný moderní je podstatou svou arci jen novou fází ducha renesančního.“Novorenesanci uplatnili v návrzích a nejvýznamnějších a realizacích veřejných staveb architekti Josef Hlávka, Josef Zítek (Národní divadlo), Josef Schulz (dostavba) Národního divadla a Národní muzeum). Národní divadlo jako symbol celonárodního úsilí a touhy dalo jméno generaci architektů a umělců, kteří v době jeho výstavby tvořili (dokončeno 1881–1883). Wiehl nahlížel na architekturu obnovené české renesance jako na gesamtkunstwerk a tento názor naplňoval ve svých projektech ve spolupráci s malíři a sochaři. Jeho autorita v oboru architektury, poptávka po jeho projektech, bohatství, veřejná činnost a podpora mecenášů mu umožňovali spolupracovat s nejvýznamnějšími malíři a sochaři 2. poloviny 19. století označovanými jako generace Národního divadla: Josefem Václavem Myslbekem, Maxmiliánem Pirnerem, Mikolášem Alšem, Bohuslavem Schnirchem, Františkem Ženíškem, Stanislavem Suchardou, Josefem Mauderem, Antonínem Poppem. S řadou z nich jej pojilo i osobní přátelství a zejména shodný názor na uměleckou tvorbu a architekturu. To dokládají dochované listy těchto uměleckých osobností. Zvlášť intenzívní byla jeho spolupráce s Josefem Václavem Myslbekem, se kterým realizoval kromě hrobky rodiny Daubkovy v Litni i další návrhy pomníků, náhrobků a pamětních desek Pomník Jana Žižky v Čáslavi, pamětní desky Jindřicha Fügnera a Jana Evangelisty Purkyně v Praze a návrhy pomníků v Bělehradě a Miláně. Myslbek s Wiehlem spolupracoval také na výzdobě navrhovaných nájemních domů. Oba umělci pro svou spolupráci používali v korespondenci mezi sebou s nadsázkou názvu Wiehl Mýsa comp Později po ukončení aktivní spolupráce se titulovali a podepisovali jako "Tvůj bývalý Hofbildhauer" a "Tvůj bývalý Hofarchitekt". S největším počtem umělců spolupracoval při stavbě Městské spořitelny pražské v Rytířské ulici v letech 1891–1894. Ze sochařů kromě Bohuslava Schnircha (s nímž spolupracoval na Schnirchově domě) se na výzdobě monumentálního paláce v Rytířské ulici podíleli Stanislav Sucharda, F. Stránský, František Hošek, Gustav Zoula, František Hergesel, F. Seling, Antonín Procházka, Celda Klouček, Antonín Popp. Dodnes viditelným důkazem názorového a tvůrčího souznění Wiehla a jeho uměleckých přátel jsou Wiehlovy stavby. Jejich malířská a sochařská výzdoba je v souladu s Wiehlovou ideou obnovené české renesance a českého vlastenectví. Snad nejvýrazněji to vyjadřuje výzdoba Wiehlova domu, kde Mikoláš Aleš (malby prováděl Láďa Novák a další) a Josef Fanta jako autor návrhů ornamentální sgrafitové výzdoby vycházeli z Wiehlovy vlastní koncepce určující jeho představu o tématech fresek a sgrafit. Umělce generace Národního divadla od 80. let 19. století výrazně podporovala řada významných podnikatelů, například Josef Šebestián Daubek, majitel velkostatku Liteň a Brněnec, který navázal na mecenášství svého otce Josefa Františka Doubka. Spolu s Wiehlem patřili do okruhu Daubkových hostů další přední umělci František Ženíšek, Mikoláš Aleš, Václav Brožík, Vojtěch Hynais, Josef Václav Myslbek, Max Švabinský. Daubek je podporoval zadáváním uměleckých zakázek i možností tvůrčího pobytu na svých statcích. Wiehl pro Daubka realizoval přístavbu jeho vily v Brněnci u Svitav a společně s Myslbekem a Pirnerem Hrobku rodiny Daubkovy Účastnil se řady neformálních skupin umělců. Navštěvoval například Josefa Maudera v jeho bytě v Ječné ulici 18, kde se scházeli výtvarníci a literáti Jaroslav Vrchlický, Josef Václav Sládek, Jiří Karásek ze Lvovic, Beneš Knüpfer, František Ženíšek, Maxmilián Pirner, Zdenka Braunerová a Josef Fanta. Navštěvoval i umělecký kroužek v Kavárně Union na Národní třídě čp. 524/I, kde se scházeli Mikoláš Aleš, Josef Václav Myslbek, František Ženíšek, Alois Jirásek a další.

### Inspirace Wiehlovy architektonické tvorby

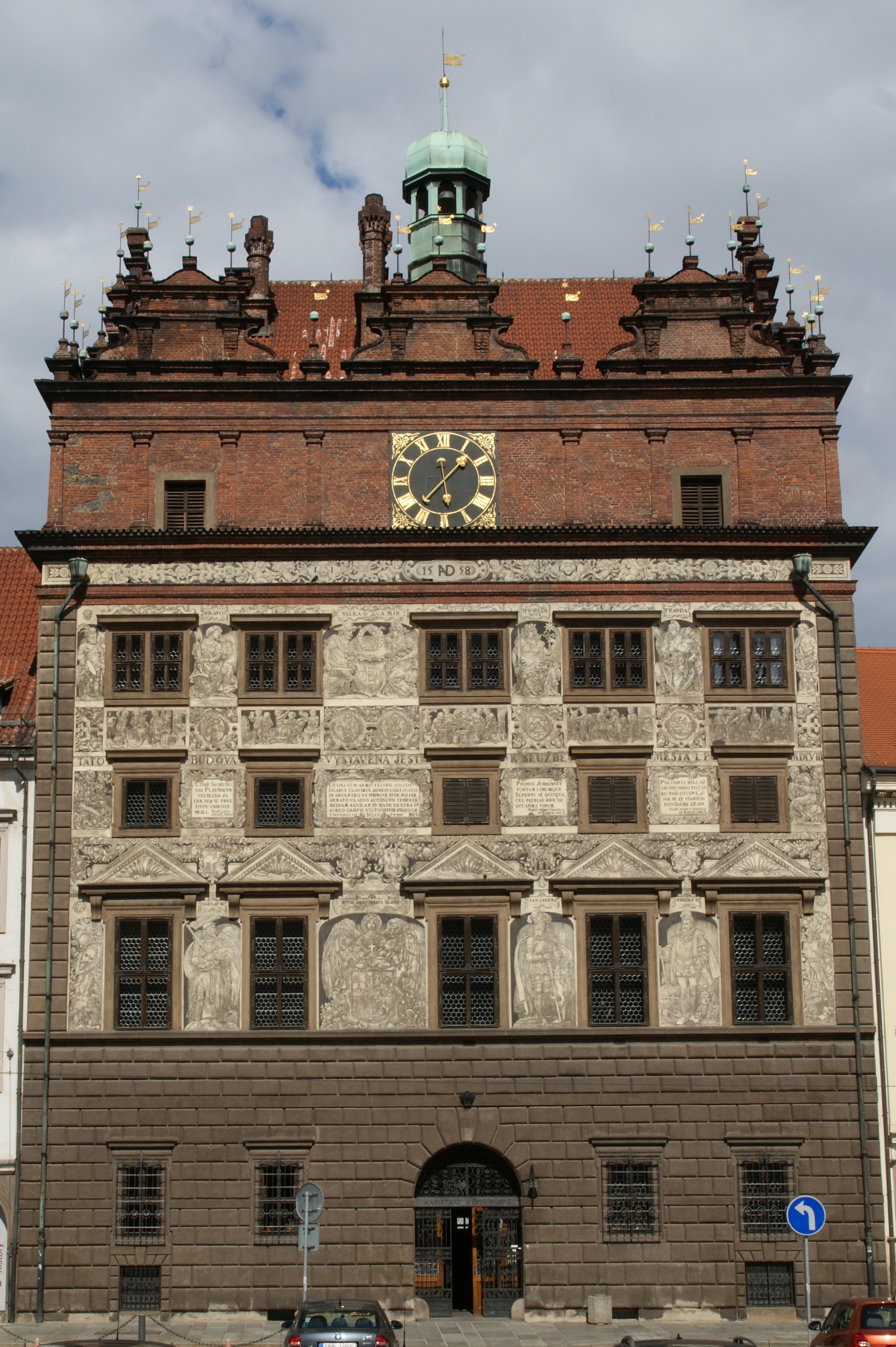
Plzeňská radnice rekonstruovaná Janem Koulou podle Wiehlových zásad

Podobně jako architektura jeho učitele Josefa Zítka je i Wiehlova tvorba ovlivněna italskou renesancí a především tvorbou Andrea Palladia. V duchu českého vlasteneckého vzepětí konce 19. století však toto klasické pojetí italské renesance a evropské neorenesance kombinoval s prvky české renesance 16. století. Je třeba zdůraznit, že v době Wiehlova studia a architektonické tvorby neexistovala odborná literatura o české renesanci. Wiehl tedy neměl možnost charakteristické prvky české renesance a její odlišnosti od renesance italské poznávat teoreticky, ale pouze prakticky vlastním studiem v terénu. Inspiraci pro své návrhy čerpal systematickým studiem českých měst, která si aspoň zčásti uchovala svůj vzhled z doby vrcholné české renesance v druhé polovině 16. století. Významná byla pro Wiehla Plzeň. Právě fasáda průčelí Plzeňské radnice, se kterou se mohl seznámit již v době studia na reálce v Plzni, Wiehla inspirovala[zdroj?] u řady jeho návrhů (sgrafita, alegorie, štíty, věžička, rustika a další). Z dalších měst Wiehl studoval Pardubice, Litomyšl, Telč, Český Krumlov, Třeboň, Jindřichův Hradec a další. Z významných českých renesančních staveb jej výrazně ovlivnily Martinický palác a Schwarzenberský palác v Praze. O rozšíření sgrafit v pražské novorenesanční architektuře se významně zasloužil architekt Josef Schulz, podle jehož návrhu se rekonstruoval Schwarzenberský palác v roce 1870. V rámci přípravy této rekonstrukce prakticky ověřoval metody tvorby sgrafitové výzdoby fasád v 15. a 16. století v českých klimatických podmínkách podle dochovaných receptur. Schulzovou zásluhou se zájem o sgrafita rozšířil a řada českých architektů je začala uplatňovat ve výzdobě novorenesančních činžovních domů a hledala inspiraci ve výzdobě renesančních domů. O uplatnění sgrafit například referoval Jan Koula v článku "Domy pp.architektů V.Skučka a J. Zeyera" a své zkušenosti se sgrafity publikoval i malíř Láďa Novák, který často na fasádách domů tvořil výzdobu podle Alšových kartonů. Jako první však sgrafita v Praze použil Vojtěch Ignác Ullmann v roce 1867 na budově Vyšší dívčí školy v Praze ve Vodičkově ulici. Podrobnější Wiehlovo studium české renesance probíhající souběžně s jeho prací na architektonických návrzích se odráží i na vývoji jeho projektů staveb od 70. do 90. let. Postupné rozšiřování znalostí o české renesanci je též důvodem, proč nejsou Wiehlovy návrhy ani v období jeho nejintenzívnější tvorby poznamenány šablonovitostí a proč se určitý model stereotypně neopakuje. Pro poznání zdrojů Wiehlovy inspirace a metod jejich studia jsou důležitým pramenem skicáky z jeho pozůstalosti. Dokazují, že před zahájením práce na každém návrhu pečlivě studoval stavby v terénu a pořizoval si detailní kresby pro vlastní dokumentaci. Například v roce 1885 studoval renesanční stavby v Českých Budějovicích, Hluboké nad Vltavou, Kratochvíli a Rožmberku nad Vltavou. V roce 1886 si kreslí štíty v Rokycanech a Žluticích. Stejně postupoval i u návrhů, ve kterých výjimečně uplatnil jiný historizující styl než neorenesance. v rámci přípravy projektu novobarokní fary u kostela svatého Jana Nepomuckého na Skalce (1907) studuje Dientzenhoferovu architekturu. Wiehl si tedy po celou dobu kariéry úspěšného architekta rozšiřoval své teoretické znalosti o české renesanci pořizováním podrobné dokumentace a obrazového materiálu.

### Wiehlova obnovená česká renesance

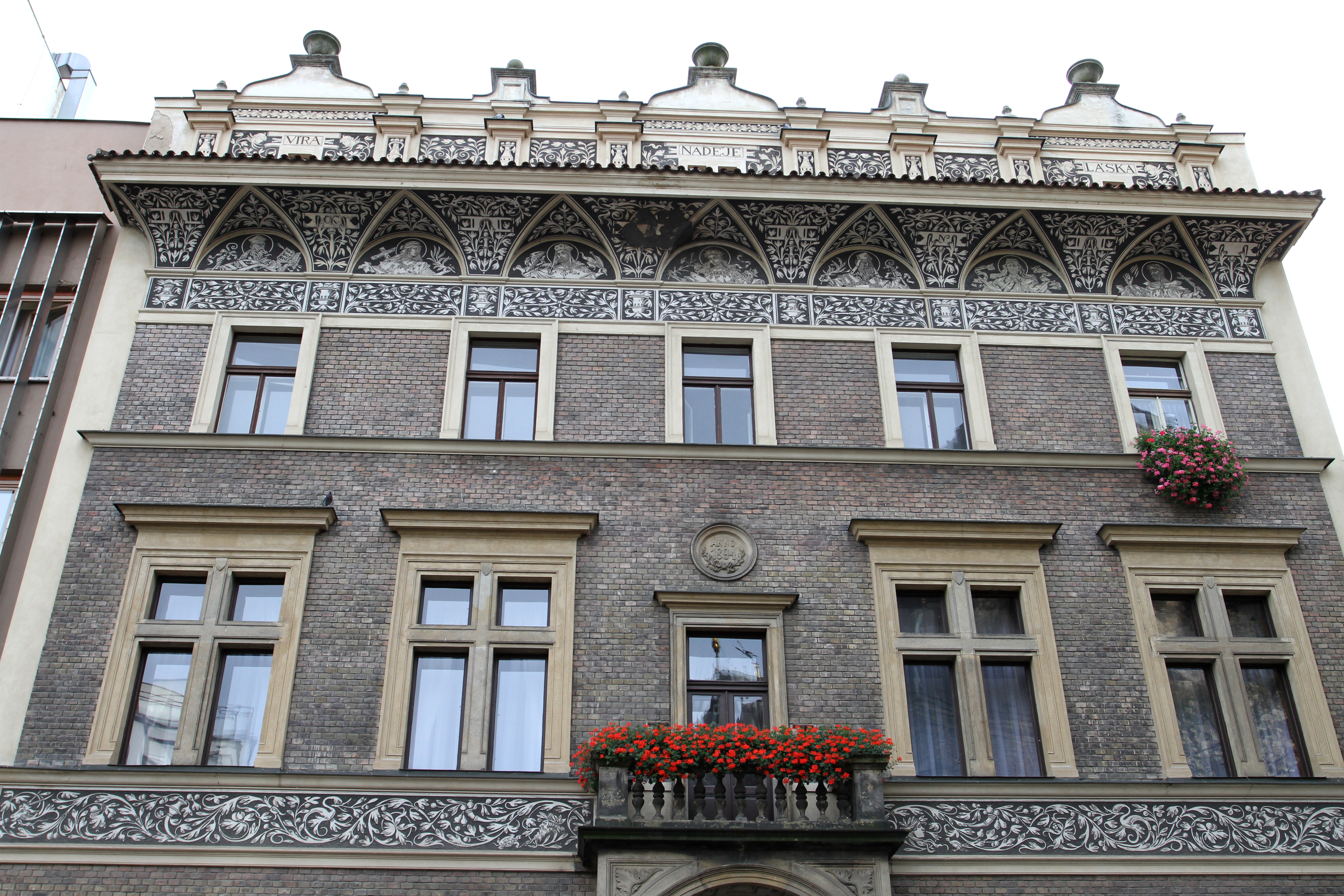
Fara u sv. Petra, Biskupská 13

Pro Wiehlovu architektonickou tvorbu jsou dominující typické prvky převzaté z české renesance: bohatě členěné štíty (rekonstrukce Novoměstské radnice, Staroměstské vodárny) a zdi zdobené sgrafity (např. budova pošty a telegrafu u vchodu do Výstaviště). Tento jeho styl se postupně vyvíjel z klasického pojetí neorenesance vycházející z italské renesance, se kterým se Wiehl seznámil již v době studia na Zítkových přednáškách. Wiehla tento palladiánský styl na počátku tvorby ovlivnil, ale své architektonické návrhy novorenesančních budov postupně obohacoval o typicky české prvky renesance 16. století. Proto je případné označení obnovená česká renesance. Wiehlovo pojetí obnovené české renesance se vyvíjelo ve dvou etapách. Na počátku svého stavitelského úspěchu měl Wiehl podrobněji nastudovanou českou renesanci v Plzni a částečně v Praze, jeho skicáky dokazují pozdější termíny jeho studijních cest za dalšími renesančními domy. I když na většině svých architektonických návrhů spolupracoval s vynikajícími malíři a sochaři, koncepci výtvarné výzdoby na každé fasádě v návrhu vždy plošně a tematicky vymezoval sám. Finální podoba sochařských prvků a maleb se vytvářela po konzultacích se spolupracovníky až při stavbě domu. Z hlediska Wiehlova architektonického stylu můžeme jeho tvorbu rozdělit na dobu studia a nerealizovaných návrhů a období 10 let jeho úspěchu, kdy realizoval většinu svých staveb, na kterých se zrodil fenomén obnovené české renesance.

#### Nájemní domy navržené v 70. letech

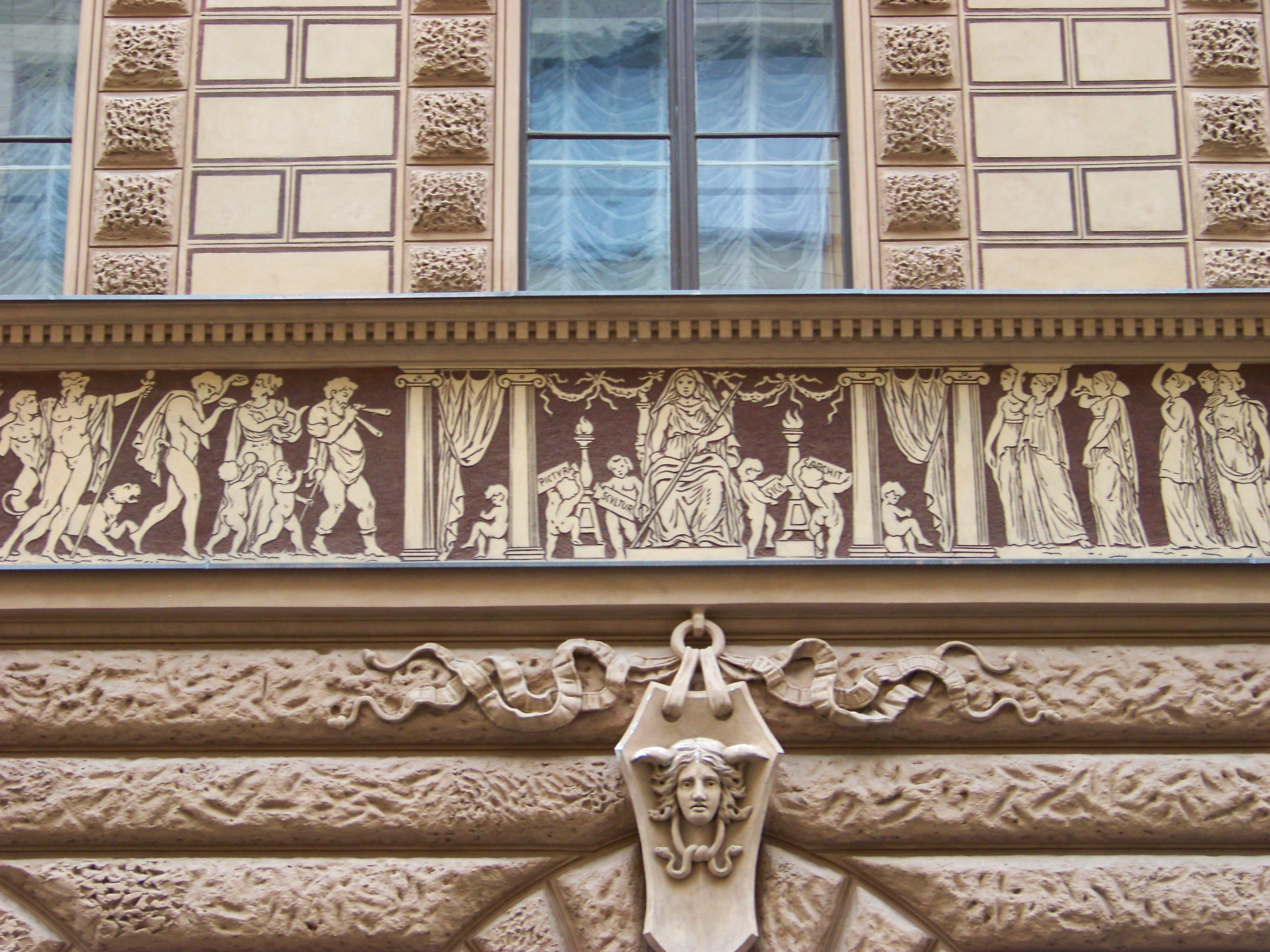
Detail sgrafit – Mikovcova 5

V prvé etapě v sedmdesátých letech 19. století Wiehl realizoval svoje první návrhy nájemních domů. První Wiehlovou realizovanou stavbou nájemního domu je Dům Bohuslava Schnircha v Mikovcově ulici čp. 548/5 na Vinohradech. Ve Wiehlově pozůstalosti je zachován původní návrh (1874) výrazně ovlivněný italskou renesancí. Wiehl se inspiroval florentským palácem Quadagni (bosovaná rustika v parteru, okna mezi portály, obruba oken a portálů obíhající kolem a nekončící v oblouku, otevřená lodžie se sloupy v 3. patře, sgrafitové vlysy, rozety) a Riccardi (odstupňování fasády od bosáže po hladkou zeď, tvar oken, sgrafitový vlys pod prvním patrem a pod hlavní konzolí domu). Skutečně realizovaný návrh z roku 1875 je založen na stejných motivech ale je podstatně jednodušší. Podobné motivy použil u bratrova Wiehlova domu čp. 560 ve Slaném. Následoval Olivův dům čp. 1032/14 v Divadelní ulici (1875) a Dům s taneční školou Karla Linka čp. 1050 (Krocínova 1, Divadelní 14). Zlomem Wiehlovy tvorby je dům čp. 1035/I. v Poštovské ulici, který Wiehl nenavrhoval a nestavěl na zakázku, ale ve vlastní režii. Návrh tedy zpracovával podle vlastních představ bez omezení stavebníkem. Důvodem úspěchu je i spolupráce s dalšími umělci: sgrafita jsou navržena Františkem Ženíškem a Josefem Václavem Myslbekem. Sgrafitová fasáda domu je ukončená lunetovou římsou, což bylo v té době ojedinělé řešení (podle protokolu se nesetkalo s pochopením u stavební komise. Wiehl lunetovou římsu zapracoval do projektu až v průběhu stavby a inspiroval se Schwarzenberským palácem v Praze po Schulzově rekonstrukcí (podobně se tímto palácem inspiroval u atiky a lunet Fary u sv. Petra v Praze. Vedle domu čp. 1035/I. v ulici Karoliny Světlé Wiehl v následujícím roce (1877) postavil opět ve spolupráci s architektem Janem Zeyerem, který patrně navrhoval fasádu činžovního domu čp. 317/15 v ulici Karoliny Světlé "U Vratislavů", kde se inspirovali Palladiův Orazio Porto v Benátkách (Poštovská ulice byla v roce 1898 přejmenována podle spisovatelky Karolíny Světlé).

#### Stavby navržené 1882–1895

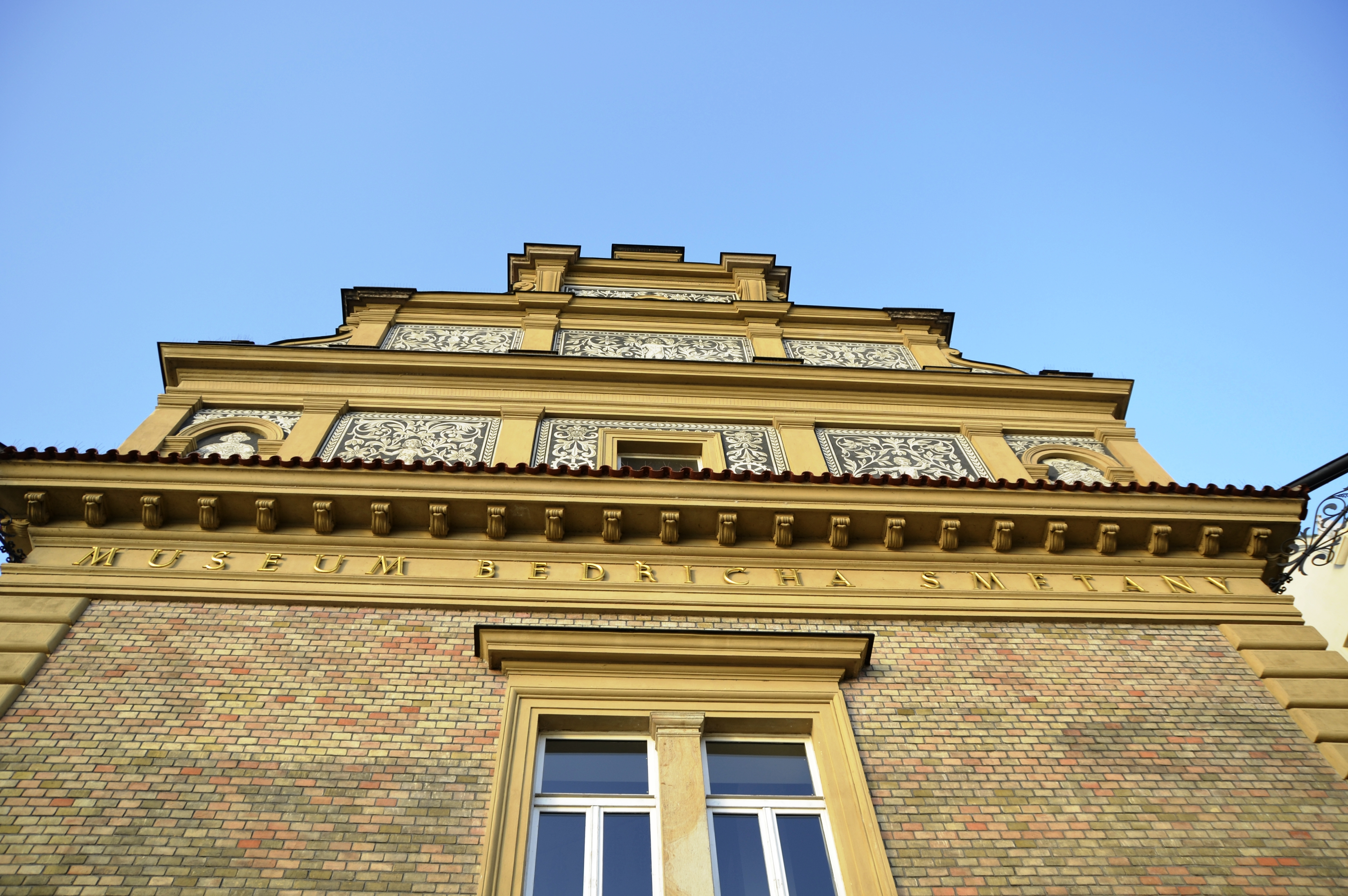
Detail režného zdiva a štítu Muzea B. Smetany (Staroměstská vodárna)

Výzdoba domů, které Wiehl navrhl v letech 1882–1895, vychází z jeho pojetí výzdoby u prvních nájemních domů navržených v 70. letech. Wiehl v této době intenzívněji studuje renesanční architekturu 16. století v českých městech a na těchto stavbách navržených po roce 1882 postupně formuluje a propracovává svoje pojetí české neorenesance. Podle prvků výzdoby lze jeho architektonické návrhy rozčlenit do třech směrů:
- První směr je fasáda tvořená režným zdivem z neomítnutých cihel se štukovými nebo kamennými články (Staroměstská vodárna, dům čp. 542 ve Zborovské ulici, dům čp. 1682 Na Poříčí, Dům U Mladých Goliášů čp. 527/I ve Skořepce, Fara u sv. Petra v Biskupské ulici). Ve stejném stylu je navržena ve spolupráci s Myslbekem Hrobka rodiny Daubkovy v Litni.)
- Druhý směr je hladká fasáda barevně bohatě dekorovaná: tento směr je zejména reprezentován výzdobou jeho vlastního Wiehlova domu, který také je vrcholem Wiehlovy architektonické tvorby. Na fasádě plně dominují fresky s typickými vlasteneckými motivy konce 19. století podle Alšových návrhů.[62]
- Třetí směr představuje střízlivá neorenesanční architektura s prvky architektonického eklesiasmu, jakou představuje výstavní pavilon Akademie výtvarných umění na Výstavišti a osově vkomponovaná budova Magistrátu hl. m. Prahy pro Retrospektivní výstavu z roku 1891 (dnes v přestavěné verzi z roku 1908 slouží pro Lapidárium Národního muzea).

### Dobové reakce na Wiehlův architektonický styl

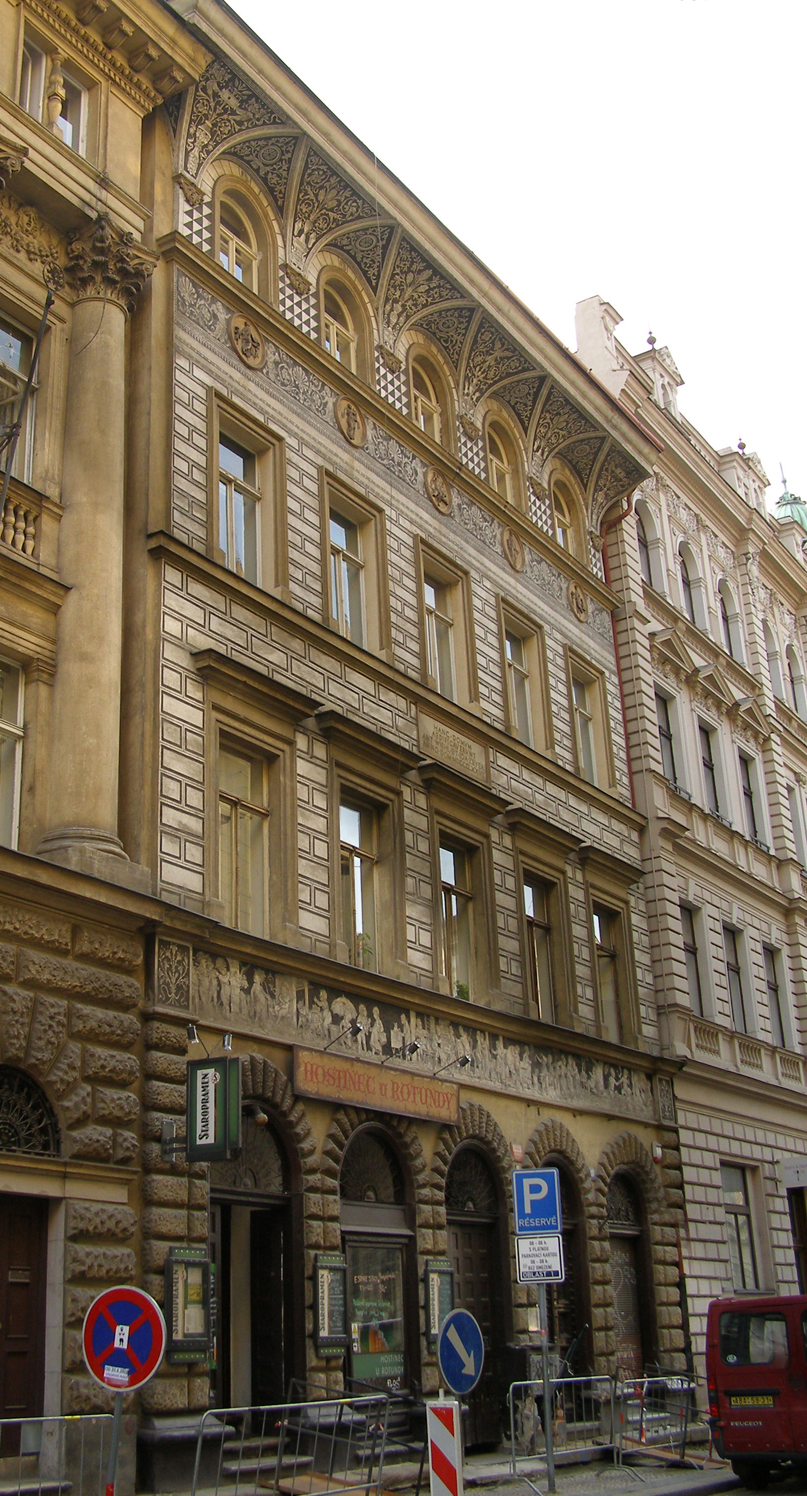
Dům Karoliny Světlé 17 (Michal Kmínek)

Wiehlovo do té doby neobvyklé pojetí výzdoby domů vzbudilo pozornost a příznivý ohlas. O tom svědčí svědčí názor historičky a etnografky Renáty Tyršové publikovaný po dokončení domu čp. 1035/17 v ulici Karolíny Světlé:
„Stavby Antonínem Wiehlem vytvořené mají vždy zcela zvláštní a osobitý půvab svůj. Půvab ten nezáleží jen ve vynikajících vlastnostech architektonických, ale též ve výzdobě figurální, kterouž s vybraným vkusem a taktem pro ně si volívá. Je to vždy kus místní biografie, jenž v takové dekoraci sgraffitové, malířské neb sochařské se zračí. Také vlys sgraffitový, kterýž před několika roky prof. Ženíšek pro dům v Poštovské ulici komponoval, líčí nám výjevy z pražského života, zachycené s oním humorem neodolatelným, jehož přední podmínkou jest vnitřní pravda, druhou pak jistá míra idealisace, bez níž všední scény podobného druhu banálními by ostaly. Toto idealisování spočívá zde především v převedení na postavy dětské, čímž zároveň požadavkům dekorativním i zevním poměrům nízkého vlysovitého pruhu je vyhověno. Uprostřed vlysu svého uvádí nás umělec na stavbu domu. Zde vidíme architekta s dvěma přátely, zedníka za zády polírovými dýmku si cpoucího, řadu soudruhů v horlivé práci i roztomilou dělnici o lopatu opřenou. Po obou stranách lešení řadí se scény z pražské přítomnosti, jež snad za půl věku bude již minulostí pozapomenutou a za století kouskem kulturní historie. Hned na okraji zvěčnil Ženíšek marciální držení našich junáckých ostrostřelců. U brány, charakterisované výběrčím, kverlá mlékařka horlivě podezřelý obsah svých bandasek. Ovocnářka v babce pod slunečníkem usazená je skvostným exemplářem pražské hokyně, neméně pak obě klepny v malebných nedbalkách své živé sny po ránu si vyprávějící. Invalidu – flašinetáři je pendantem jiná charakteristická figura – uzenkář, závěrek tvoří sad na ostrově s mrzutým pensistou na lavičce a s dvojicí děvčátek z hudební školy se vracejících, jimž mladý pán rozkošně se dvoří, a konečně lodice „Blesku“, situaci domu poblíž řeky nám připomínající…“

 Wiehlův kolega architekt Jan Koula jeho úsilí definoval v roce 1883 ve Zprávách Spolku architektů jako "výklad o vývoji a stylu A. Wiehla" 
 "........Wiehl bojuje o nové vyjádření architektonické na základě vzorů , pro Prahu a Čechy XVI. a XVII. století typických a ukázal k nim po prvé, když postavil svůj "sgrafitový domek" v Poštovské ulici. Od té doby pilně sbíral památky naší renesance, studoval je a kde mu bylo možno, hleděl jich užíti na svých stavbách. Wiehlovým přičiněním mluví se o "české renesanci"; cítíme oprávněnost tohoto názvu, ale nikdo dosud nestanovil přesně, v čem ráz těch staveb záleží...."

## Dílo Antonína Wiehla

### Nájemní domy navržené Antonínem Wiehlem

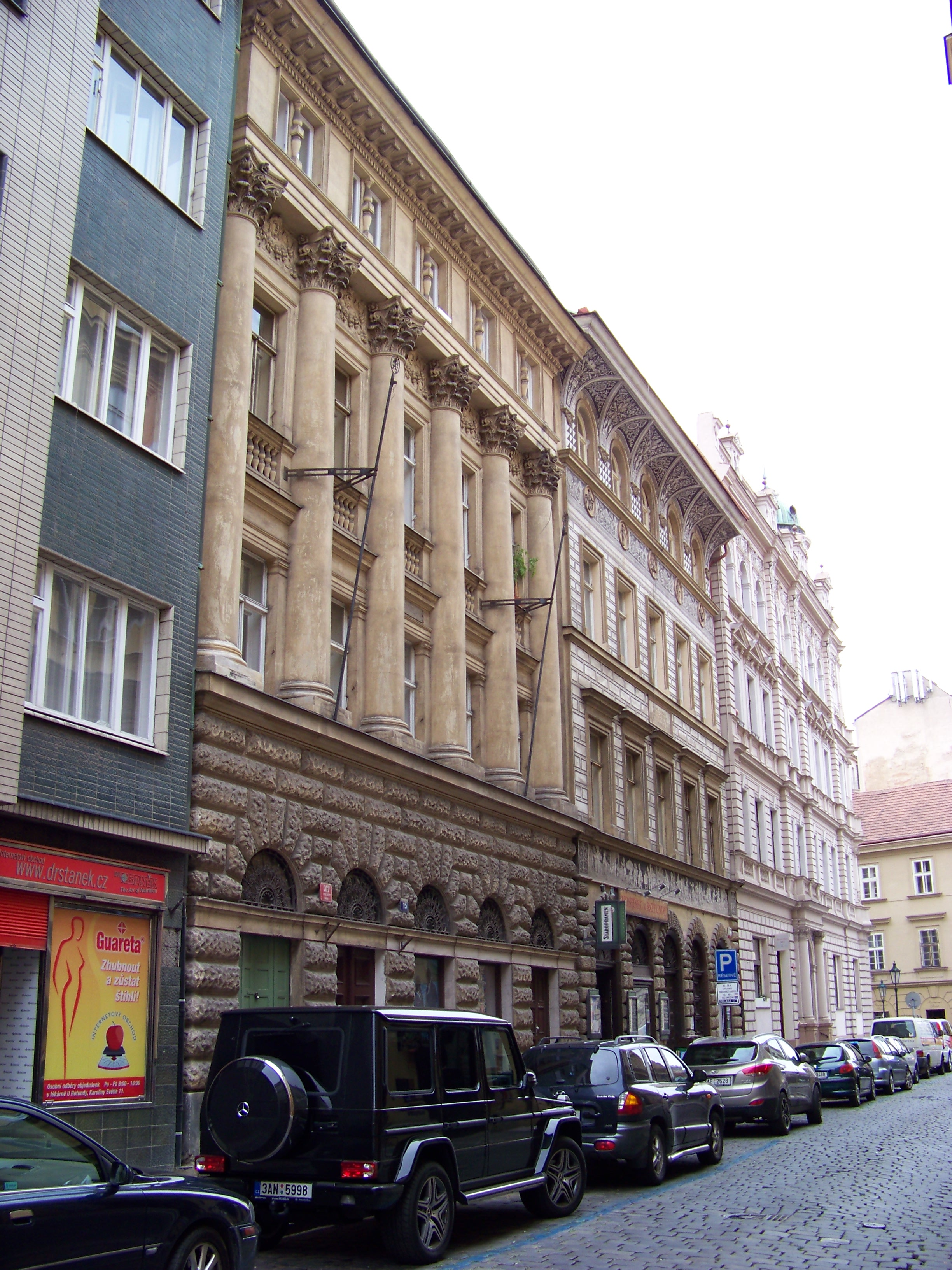
Nájemní domy čp. 317/15 a 1035/17 v ulici Karoliny Světlé

Od 70. let 19. století se Wiehl stal vůdčí osobností zejména mezi architekty novorenesančních nájemních domů v Praze. V letech 1875–1896 bylo podle jeho návrhů v Praze postaveno 11 činžovních domů na Starém Městě, Novém Městě , na Vinohradech (z toho dva byly zbořeny) a v Nuslích. Na těchto stavbách Wiehl postupně propracovával své typické prvky obnovené české renesance: štíty, sgrafita, režné zdivo. Ve spolupráci s Alšem, Ženíškem a dalšími malíři Wiehl na fasádách domů představuje veřejnosti výzdobu s českou vlasteneckou tematikou v duchu českého národního obrození a hrdiny a děje z české mytologie.
- Dům Bohuslava Schnircha v Mikovcově ulici čp. 548/5 na Vinohradech, autory výzdoby jsou Schnirch a Fr. Ženíšek (1875).[58][69]

#### Nájemní domy postavené s Janem Zeyerem
- Olivův dům čp. 1032/14 v Divadelní ulici Wiehl stavěl spolu se Janem Zeyerem, autory výzdoby jsou Tulka a Myslbek (1876).[58][59][70]
- nárožní Dům s taneční školou Karla Linka čp. 1050 v Praze 1, Divadelní ul. 12, Krocínova ul. 1. Wiehl stavěl spolu se J. Zeyerem (1875–1876).[71][72]
- Dům čp. 1035/17 Karolíny Světlé Wiehl stavěl spolu se J. Zeyerem. Autory výzdoby jsou Ženíšek a Myslbek (1876)[71][72][73]
- Dům čp. 317/15 v ulici Karoliny Světlé U Vratislavů Wiehl stavěl spolu se J. Zeyerem (1877)[71][72][74]

#### Nájemní domy postavené s Karlem Gemperlem
- Dům čp. 94 (Sadová 1) na Královských Vinohradech (1882), navržený a postavený ve spolupráci s Karlem Gemprlem. Nárožní dům se zvýšeným přízemím a třemi patry a 7 osami. V přízemí rustika, v obou patrech a na štítech sgrafita. V třetím patře alegorie dne a noci a čtyř ročních období (autorem Jakub Schikaneder). V portále domu světlíková mříž. Pod prvním patrem byla deska s označením autorů: H.DOMUS. AEDIF. ANT. WIEHL ET C. GEMPRLE. MDCCCLXXXII. V pozůstalosti Antonína Wiehla se dochovala původní skica, tušová ("rustika sgrafirovaná").[17]
- Nárožní dům U Mladých Goliášů čp. 527/I ve Skořepce Praha 1 Staré Město, Jilská 2, Skořepka 1. Wiehl postavil s Karlem Gemperlem. Návrhy sgrafit Mikoláš Aleš (1888–1889).[72][72][75][76][77][78]
- Nárožní dům čp. 542 ve Zborovské ulici 42 na Smíchově. Wiehl postavil s Karlem Gemperlem. Návrhy plastik J. V. Myslbek (1885).[72][79][80][81]
- Nárožní dům čp. 1682 Na Poříčí (or. č. 18), (Havlíčkova č. o. 15). Wiehl postavil s Karlem Gemperlem (1886).[17]

#### Nájemní domy postavené Antonínem Wiehlem samostatně
- Vlastní nárožní Wiehlův dům čp. 792 na Václavském náměstí, autoři výzdoby Aleš a Josef Fanta (1894–1896).[17][82][83]
- Nárožní Wiehlův dům čp. 560 ve Slaném pro svého bratra Julia Wiehla, Wiehl sám navrhl sgrafita na fasádě (1879–1880).[17][84][85][86][87][88]

#### Nedochované nájemní domy navržené Antonínem Wiehlem
Některé Wiehlovy realizace se nedochovaly z důvodu pozdější demolice:
- novorenesanční dům Josefa Vincence Nováka v Praze 1, Na Florenci 1020/11 (1896–1897). Řadový dvoupatrový dům se 7 osami. V přízemí bosáž, v obou patrech rustika v omítce, nad okapní římsou balustrová atika. Fasáda byla zčásti vyzdobena prvky italské provenience, zčásti českými renesančními motivy ve stylu královského letohrádku.[17] V prvém patře obrazárna. Stavebník Josef Vincenc Novák byl významným mecenášem a v době výstavby spolupracoval s Wiehlem v Komisi pro soupis stavebních, uměleckých a historických památek královského hlavního města Prahy, kde zastupoval Městské muzeum.[8] Dům byl v roce 1983 odstraněn při výstavbě komplexu budov Rudého práva,
- dům čp. 94 (Sadová 1) na Královských Vinohradech (1882), navržený a postavený ve spolupráci s Karlem Gemprlem.

### Veřejné stavby navržené Antonínem Wiehlem

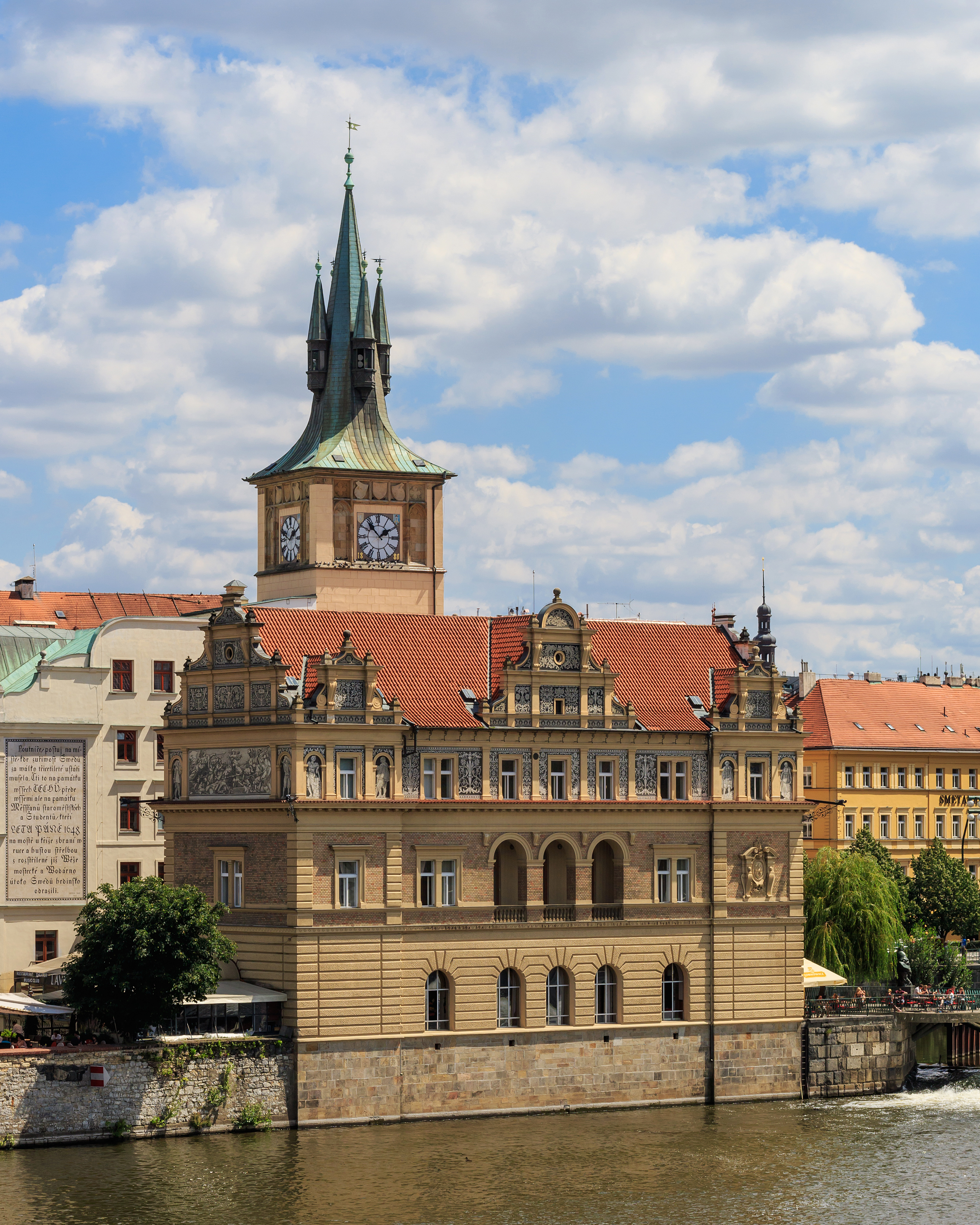
Muzeum B.Smetany – původně Novoměstská lávka

Podle Wiehlových návrhů byly realizovány významné stavby a rekonstrukce historických budov v Praze i dalších městech v Čechách:
- Staroměstská vodárna (Městská vodárna staroměstská v Praze) na Novotného lávce u Karlova mostu – od 12. 5. 1936 Muzeum Bedřicha Smetany (spolupráce na sgrafitech s Mikolášem Alšem, Františkem Ženíškem a Janem Koulou)[17][72](1883),[89]
- Městská přečerpávací stanice v Praze čp. 1264/7 v Sokolské ulici(1883)[17] jako součást vodárenského areálu na Karlově,[90][91]
- arkády Vyšehradského hřbitova (1887),
- hrobka významných osobností Slavín[17][92] na Vyšehradě (spolupráce se sochařem Josefem Maudrem)[93][94] (1889–1893),
- koncepce výstaviště Jubilejní výstavy v roce 1891 (spolupráce Bedřichem Münzbergerem),[17][23][95]
- Wiehl kromě toho navrhl situační plán a několik objektů a pavilonů v areálu výstaviště (1891)[95] Jubilejní výstavy v roce 1891: hlavní brána výstaviště (dřevěná), budova pošty a telegrafu, budova výstavní kanceláře, retrospektivní výstava (Lapidárium Národního muzea (následně upraveno novobarokně podle návrhu Františka Hergesela a Gustava Zouly)), výstava umělecká (budova Akademie výtvarných umění), pavilon Živnostenské banky, zahradnický, rybářský (dřevěný), lesnický (dřevěný), světelná fontána (realizoval František Křižík), Česká chalupa (dřevěná).(1891) Většina dřevěných pavilonů Jubilejní výstavy v roce 1891 se nedochovala, případně byla přemístěna (například stánek Klubu českých turistů na Jubilejní zemské výstavě v roce 1891 navržený Quido Bělským byl po skončení výstavy přemístěn na Petřín a upraven jako Bludiště na Petříně),[72][96]
- Městská spořitelna pražská v Rytířské ulici čp. 536. Společný návrh s architektem Osvaldem Polívkou z roku 1891. Stavba provedena 1892–94. Na výzdobě se podíleli malíři Mikoláš Aleš a František Ženíšek a další, sochaři Bohuslav Schnirch a Stanislav Sucharda a řada dalších),[17][72][97]
- fara u sv. Petra v Praze u kostela svatého Petra na Poříčí, Praha 1 – Nové Město, Biskupská 1137/13, návrh sgrafit Celda Klouček (1893–1894),[17][72][98][99]
- novobarokní administrační budova čp. 1991 ve Vyšehradské ulici v Praze 2 při kostele sv. Jana Nepomuckého na Skalce (1902–1904),[17][100]
- novorenesanční chorobinec a azyl chudých v Trhanově u Domažlic pro profesora Josefa Thomayera (1907).[101]

### Rekonstrukce památek navržené Antonínem Wiehlem

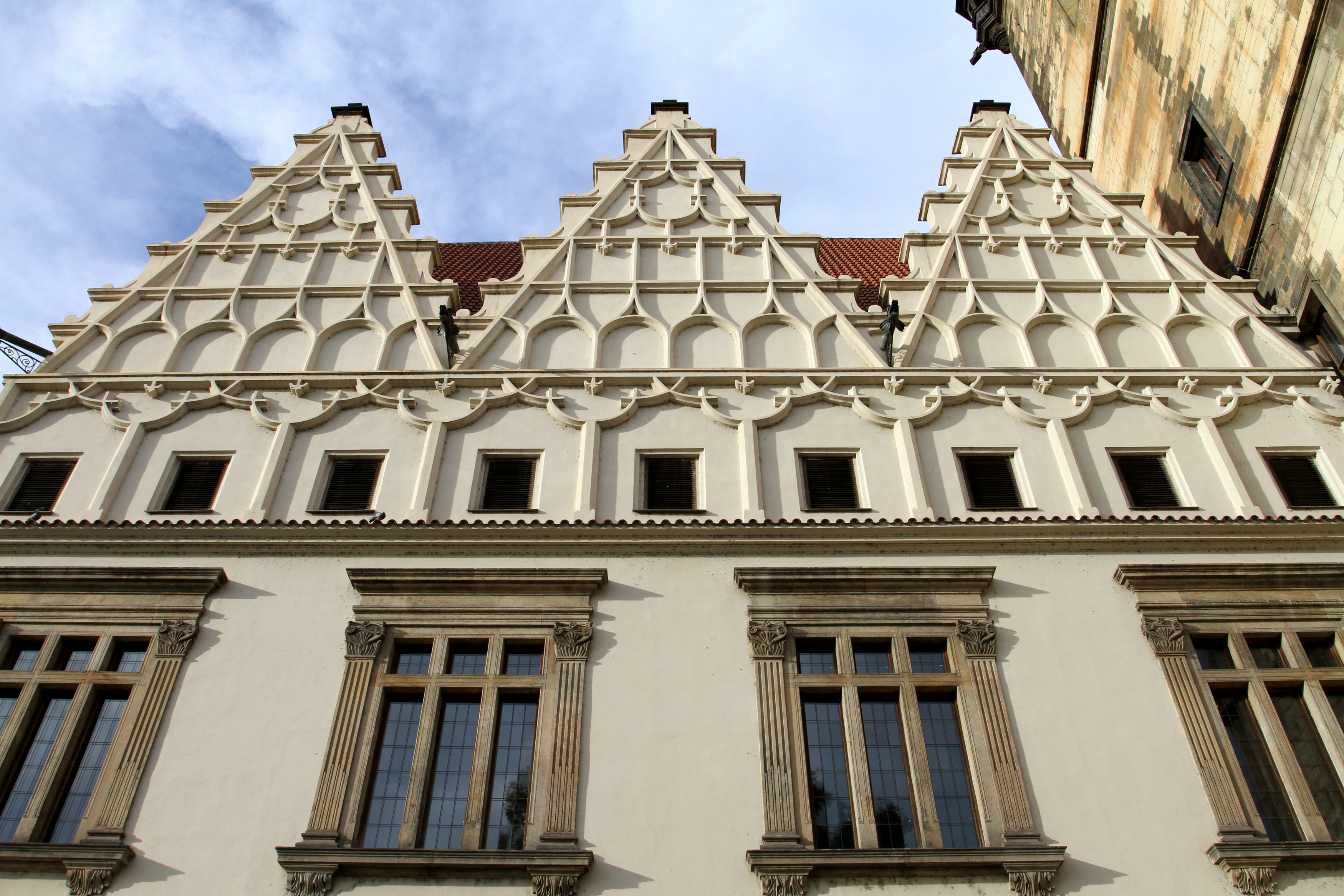
Štíty Novoměstské radnice (Ondřej Kořínek)

Erudici v památkové péči uplatnil při návrhu rekonstrukce významných historických památek:
- Rekonstrukce Novoměstské radnice (spolupráce s Kamilem Hilbertem (1904–1905)[102][103]
- Zvonice (dřevěná) u kostela svaté Ludmily v Mělníku (1906)[104]
- Kostel Nejsvětější Trojice v Dobříši, okres Příbram (1907)[105]
- Muzeum – původně Sbor Českých bratří v Mladé Boleslavi (rekonstrukce) (1895)[17][106]

### Drobné realizace
Wiehl je autorem návrhů mříží, luceren a dalších ozdobných prvků výzdoby budov, ulic a parků.
- Architektonické kandelábry na Myslbekově desce Jana Evangelisty Purkyně na průčelí domu čp. 74/II. ve Spálené ulici 28 (1883)[71]
- Návrh na dvojramenné schody s nikou a skupinou plastik před královským letohrádkem (1903)[101]
- Návrh na železné kované dveře parku Zámku v Dobříši[101]

### Pomníky, hrobky a náhrobky navržené Antonínem Wiehlem

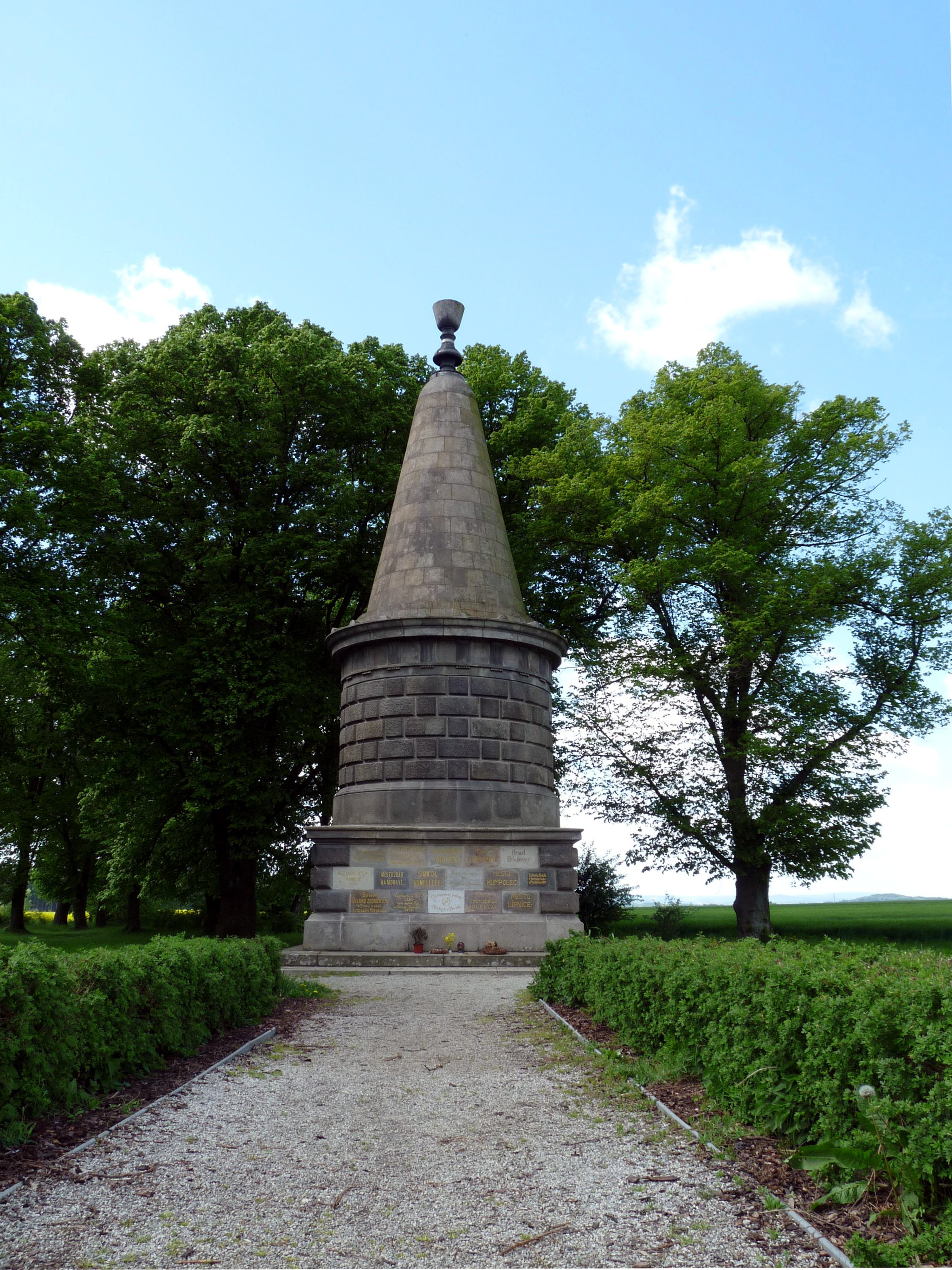
Žižkova mohyla je první Wiehlovou větší realizací (Cheva)

#### Pomníky a hrobky
- Žižkova mohyla u vesnice Žižkovo Pole, okres Havlíčkův Brod, kde údajně Jan Žižka zemřel (1874)[17][107]
- Pomník Jana Žižky v Čáslavi (s Josefem Václavem Myslbekem) (1881)[17][108]
- Hrobka rodiny Daubkovy (s Josefem Václavem Myslbekem a Maxmiliánem Pirnerem (1888)[17][41][46][48][109]

V Praze byly podle Wiehlova návrhu realizovány pomníky na Vyšehradském hřbitově, na Olšanském hřbitově a na Malvazinkách. Na těchto návrzích spolupracoval se sochaři Josefem Václavem Myslbekem, Josefem Mauderem a Antonínem Poppem.

#### Rodinné hrobky a náhrobky navržené Wiehlem na Vyšehradském hřbitově
Wiehl je autorem řady návrhů hrobek a náhrobků na Vyšehradském hřbitově

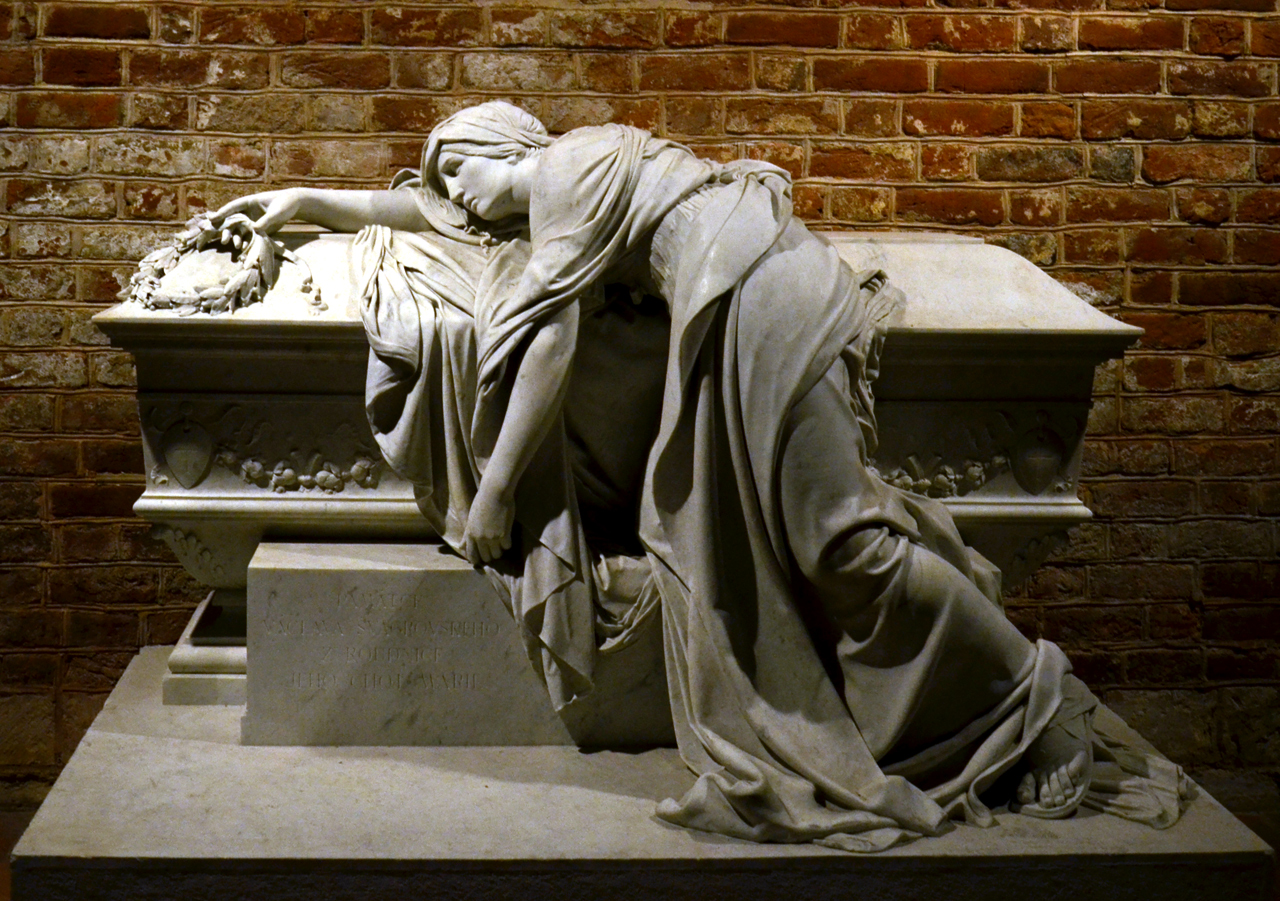
J. V. Myslbek – Ant. Wiehl Sarkofág V. Švagrovského (1881–1883) (NoJin)

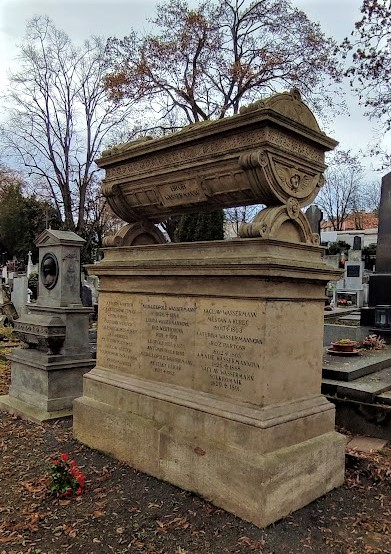
Wassermannova hrobka a hrobka jejich syna ve Slaném

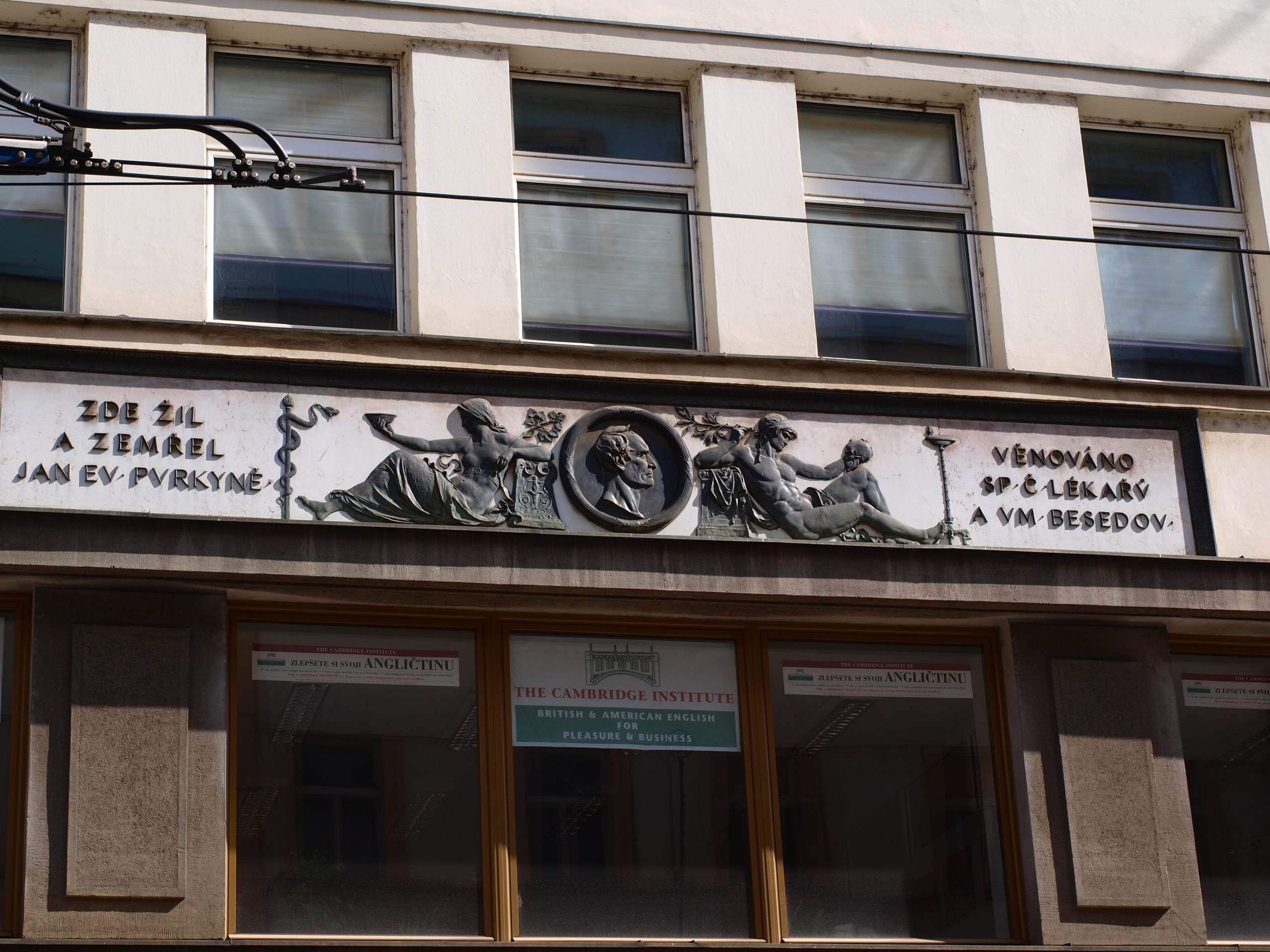
J. V. Myslbek – Pamětní deska J. E. Purkyně Spálená 28 (VítVít)

- Rodinná hrobka Schmidt ze Schönbergu (1899), deska s renesančním tympánem
- Brejcha z Ungrů (plastika od Antonína Poppa
- Bucek
- Svatopluk Čech (1908)
- Petr Fischer (+1892)
- Holub
- Jirásek (2 varianty z r. 1900)
- Dr. František Lauschmann
- Josef Vincenc Novák 4 varianty z let 1904, 1907)
- Dr.František Ladislav Rieger
- Špaček
- Ulrich
- Vondráček
- Antonín Wiehl (5 variant z r. 1900)
- Valentin Teirich (+ 1876)
- Návrh podstavce pro pomník Jana Karla Škody (1810–1876) na vyšehradském hřbitově (medialon od Josefa Václava Myslbeka) (1878)[17]
- Mramorový sarkofág V. Švagrovského (spolupráce s Josefem Václavem Myslbekem) (1883)[17]
- Hrobka sourozenců Srbových v Praze 5 na Malvazinkách

Podle Wiehlových návrhů byly realizovány pomníky a náhrobky i na dalších místech v Čechách, kde Wiehl pravidelně pobýval (Slaný u bratra Julia a ve Smolnici na Wiehlově letním sídle):
- Sarkofág rodiny Lukášovy ve Smolnici (1878)[17]
- 2 sarkofágy rodiny MUDr. Wassermanna a jejich syna s poprsím chlapce, 1884 (Městský hřbitov ve Slaném II.)[17]

### Vily navržené Antonínem Wiehlem
Wiehl je autorem návrhu vil významných osobností:
- Duslova vila v Berouně (1890)[111][112]
- Vila Josefa Šebestiána Daubka v Brněnci u Svitav – přístavba ke staršímu objektu (spolupráce František Ženíšek – sgrafita) (1887)[17][45]
- vlastní Vila Antonína Wiehla ve Smolnici u Loun (spolupráce Mikoláš Aleš, Josef Václav Myslbek a Josef Mauder) (1898)[17][113][114]

### Nerealizované návrhy Antonína Wiehla
Antonín Wiehl je autorem dalších architektonických návrhů a projektů, které nebyly realizovány (ve vypsané soutěži nebyly vybrány, záměr nebyl realizován nebo Wiehl předložil svůj návrh v několika variantách).
- Projekt administrační budovy pro ředitelství buštěhradské dráhy v Praze 1533/II (Bredovská ulice 7) (1871)[17]
- Návrh pomníku na paměť osvobození Milána od Rakušanů (18.–23. 3. 1848) (společně s Josefem Václavem Myslbekem) (1878)
- Návrh na novou farní budovu u kostela sv. Jindřicha (1881)[17]
- Projekt divadla ve Slaném (1881)[17]
- Návrh na cvičné ústavy zemské Strakovské akademie v bývalé jezuitské zahradě (1882)[17] Stavba byla realizována podle návrhu Václava Roštlapila v letech 1891–1896.
- Soutěžní návrh na Museum království českého (společně s Janem Koulou) (1884)[17] Stavba byla realizována podle návrhu Josefa Schulze v letech 1885–1895.
- Návrh na úpravu kostela sv. Václava Na Zderaze ve spojení s obecnou školou (1889)[17]
- Návrh na Collegium nepomucenum v Praze III. (Thunovská) (1900)[17]
- Návrh na ohradní zeď židovského hřbitova v Praze V. (1903) návazně na pražskou asanaci[17][115][116]
- Návrh na restaurování kaple sv. Longina (s architektem Rosipalem) (1903)[102]
- Návrh na rekonstrukce Táborské brány na Vyšehradě (1905)[102]
- Návrh na umístění university na Petříně s průkopem (1905)[17]
- Soutěžný návrh na Staroměstskou radnici v Praze (třetí soutěž) – návrh odměněn I. cenou (1908)[101]
- Projekt 25 čestných hrobek u Slavína na Vyšehradě[101]

## Wiehlův odkaz
Wiehlovo dílo je obdivuhodné počtem staveb i jejich architekturou. Jeho tvorba ovlivnila široký okruh mladších architektů: Osvalda Polívku, Antonína Balšánka, Jana Koulu, Jiřího Stibrala, Rudolfa Kříženeckého, Jana Zeyera, Rudolfa Štecha. Naprostá Wiehlových dochovaných staveb byla prohlášena za kulturní památku. Svému neokázalému vlastenectví zůstal věrný i ve své poslední vůli, kterou velkoryse obdaroval řadu českých institucí v oboru vědy, techniky a vzdělávání. Dům na Václavském náměstí odkázal České akademii věd a umění. a podle přání Wiehla slouží od jeho smrti jako majetek Akademie věd České republiky potřebám nakladatelství Academia. Návštěvníkům nakladatelství a knihkupectví to v přízemí Wiehlova domu připomíná pamětní deska:
C. K. STAVEBNÍ RADA ARCHITEKT / ANTONÍN WIEHL / A JEHO MANŽELKA / MARIE WIEHLOVÁ / ROD. LUKÁŠOVÁ / VĚNOVALI TENTO DŮM / I OSTATNÍ SVÉ JMĚNÍ / ČESKÉ AKADEMII CÍSAŘE / FRANTIŠKA JOSEFA PRO VĚDY / SLOVESNOST A UMĚNÍ, / ABY Z NĚHO ZALOŽEN BYL / FOND ARCHITEKTA / ANT. WIEHLA A MANŽELKY / JEHO MARIE K POVZBUZOVÁNÍ / VĚDECKÝCH OBJEVŮ / A TECHNICKÝCH VYNÁLEZŮ.
Pamětní deska Wiehlova domu

České akademii věd a umění odkázal i svoje jmění na založení Národohospodářského ústavu. Umělecké sbírky odkázal Technickému muzeu v Praze, knihovnu, fotografie a starožitnosti Uměleckoprůmyslovému muzeu, obrazy, kartony, k nástěnným dekoracím a plastiky Moderní galerii. Nápis na Wiehlově hrobce v arkádách Vyšehradského hřbitova vystihuje význam a rozsah jeho podpory české vědy, vzdělávání a umění: ...maje na srdci čest a slávu svého národa i pokrok lidský určil milionové jmění své vědeckým a technickým vynálezům českým tedy neumřel, žije....

## Galerie Antonína Wiehla

### Antonín Wiehl
- Antonín Wiehl
- Antonín Wiehl

### Wiehla učili a ovlivnili

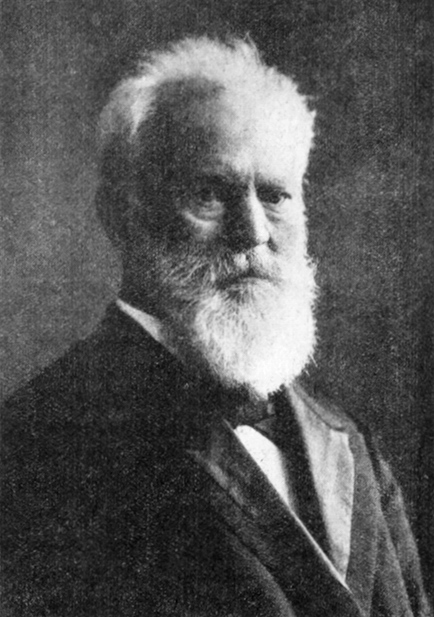
Josef Zítek
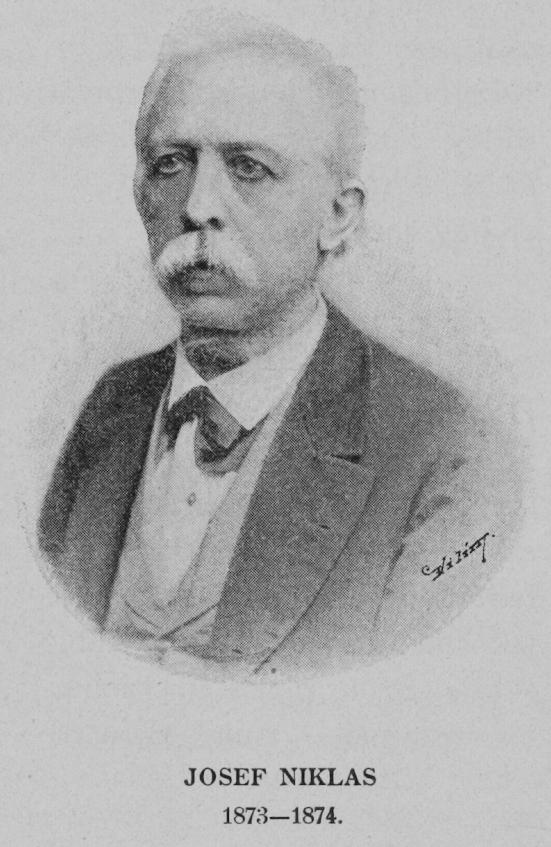
Josef Niklas (1895 Vilim)
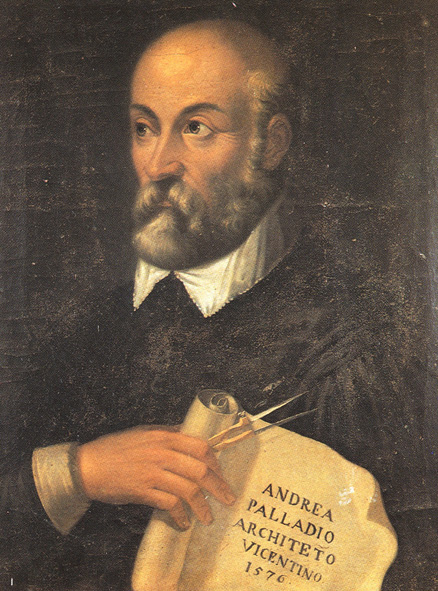
Andrea Palladio
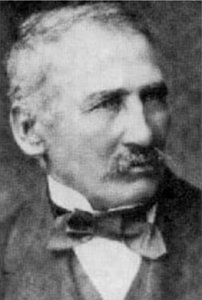
František Schmoranz

### Wiehlovi spolupracovníci

#### Architekti

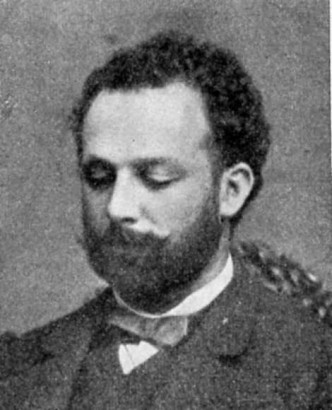
Jan Zeyer (1847–1903)
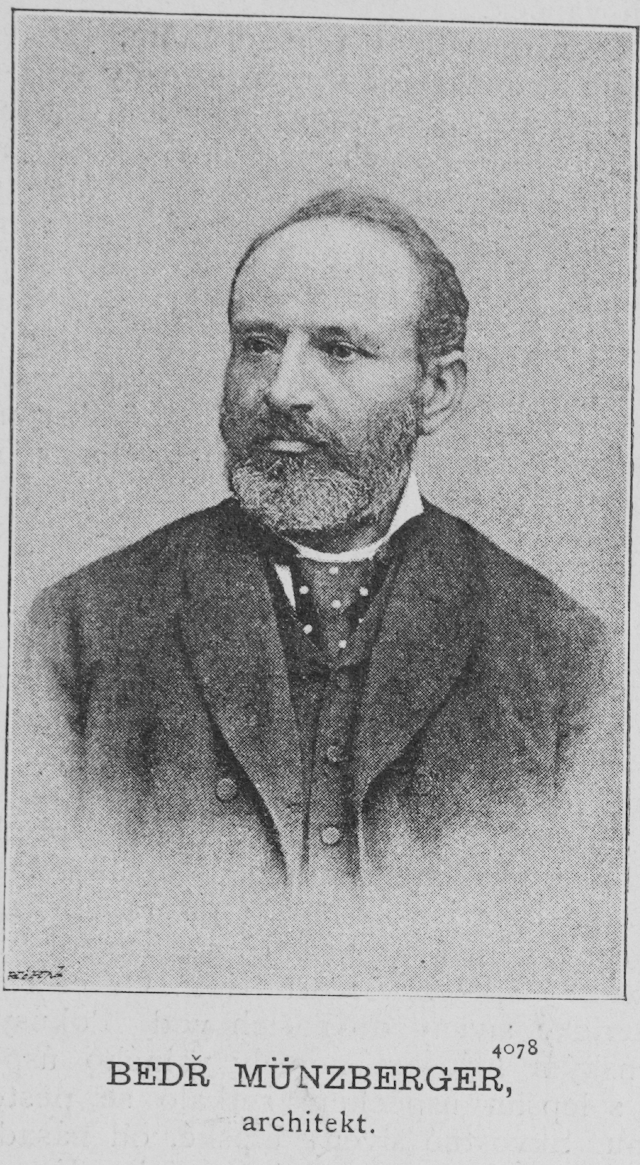
Bedřich Münzberger
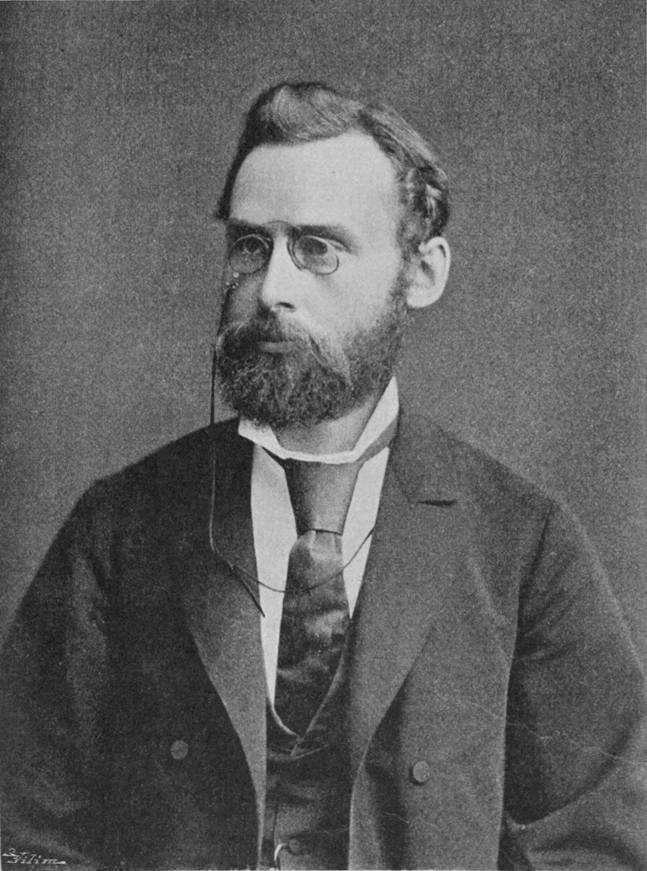
Jan Koula (1895 Langhans)
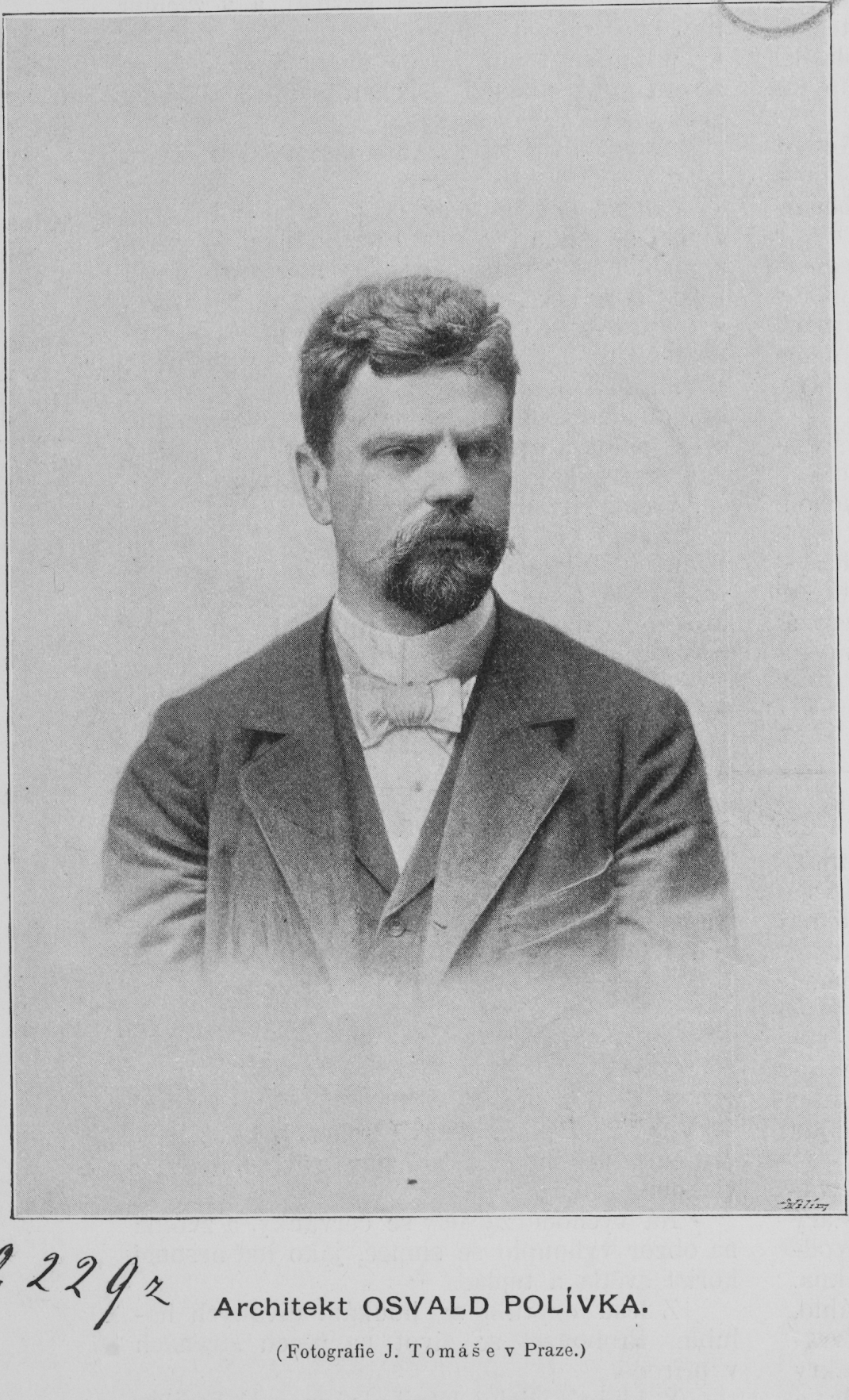
Osvald Polívka (1896 Jan Tomáš)
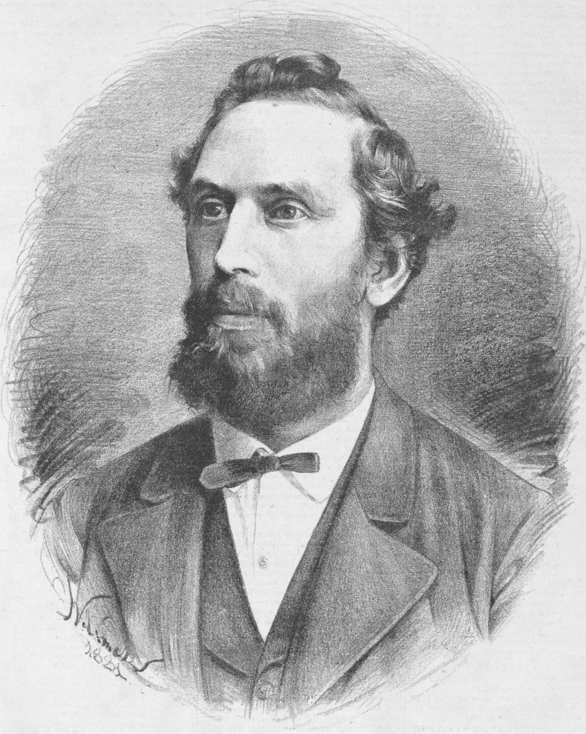
Josef Mocker (Jan Vilímek)

#### Malíři

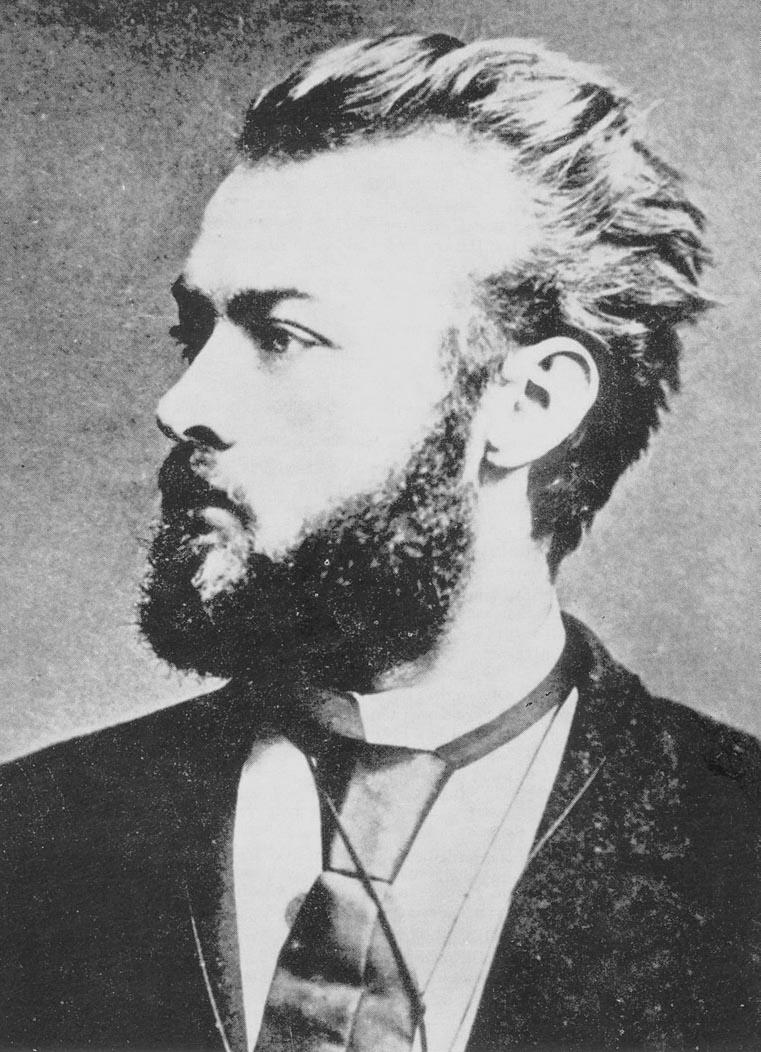
Maxmilián Pirner
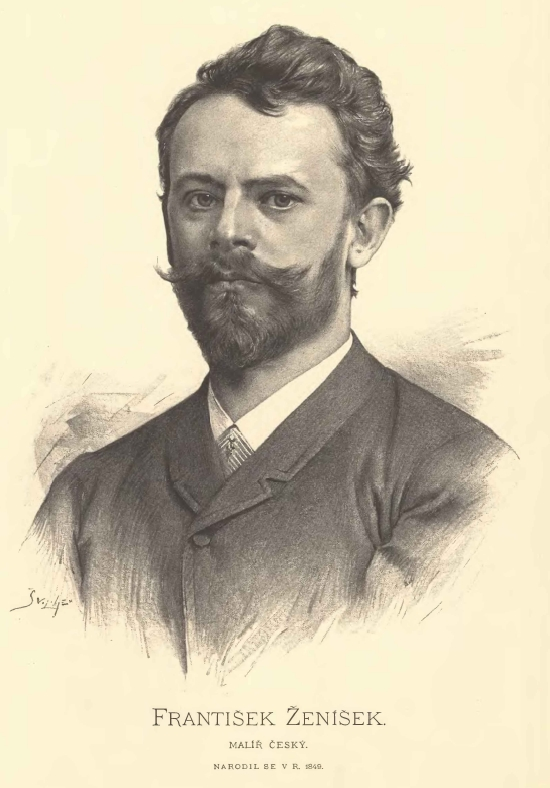
František Ženíšek
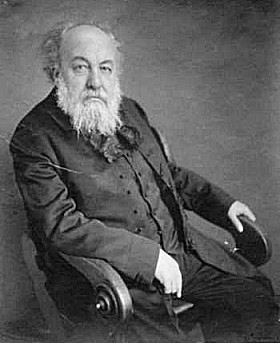
Mikoláš Aleš
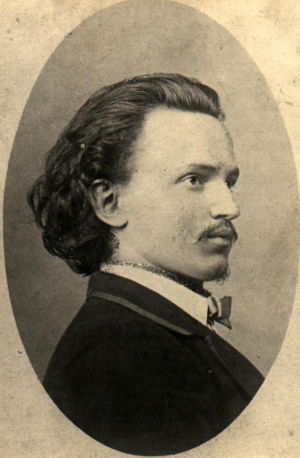
Josef Tulka
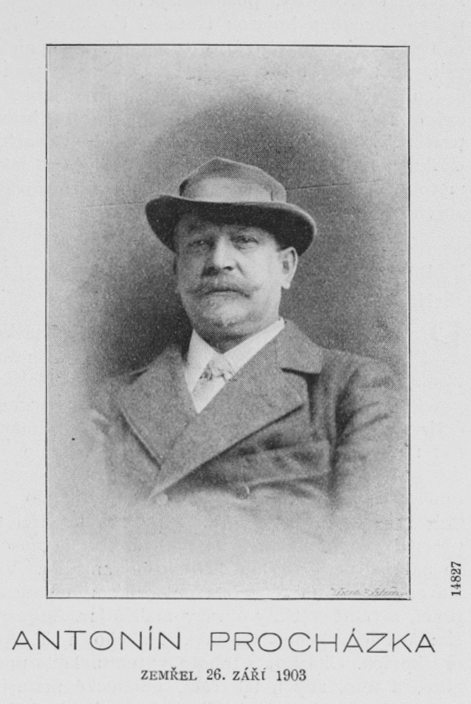
Antonín Procházka 1903
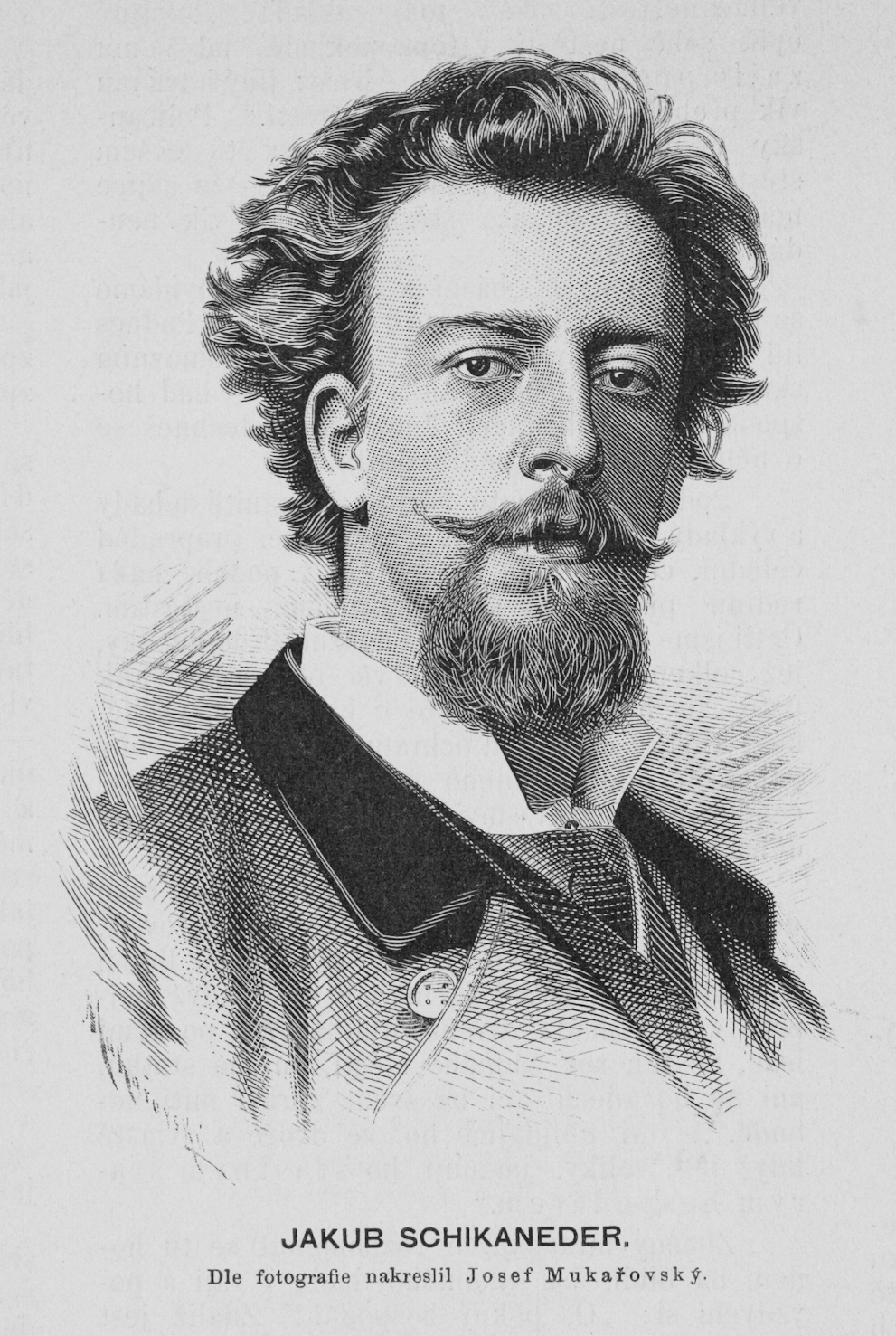
Jakub Schikaneder (1887 Mukařovský)
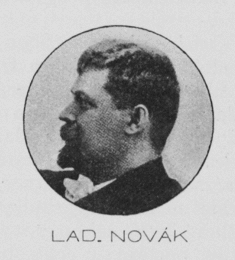
Ladislav Novak (1903)

#### Sochaři

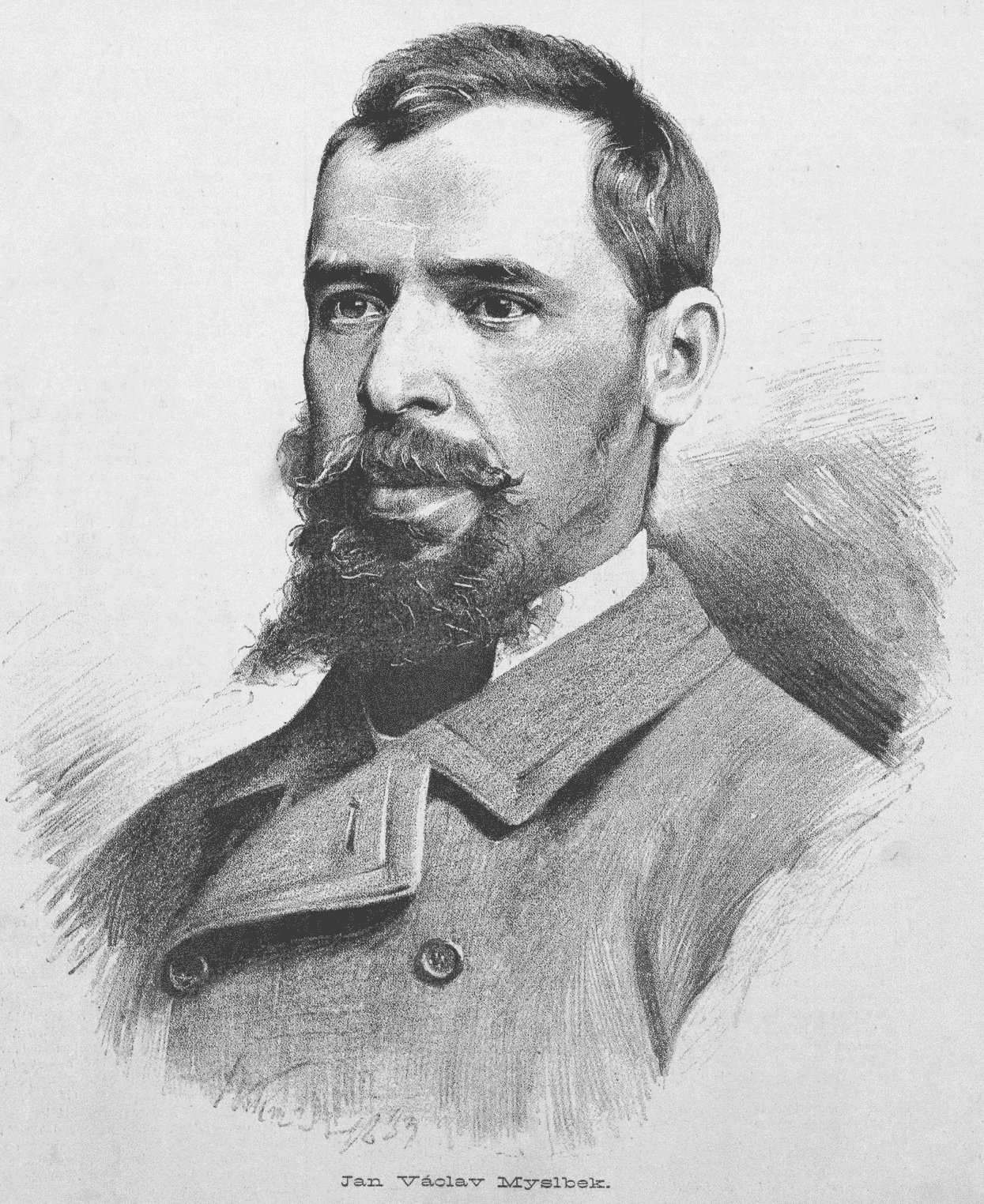
Josef Václav Myslbek
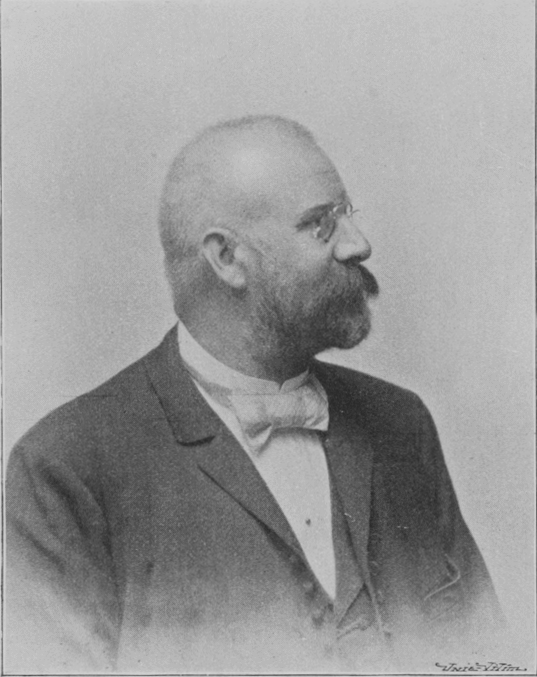
Bohuslav Schnirch
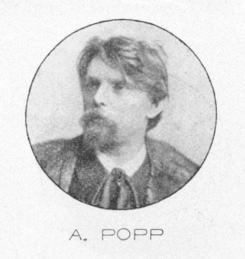
Antonín Popp (1903)
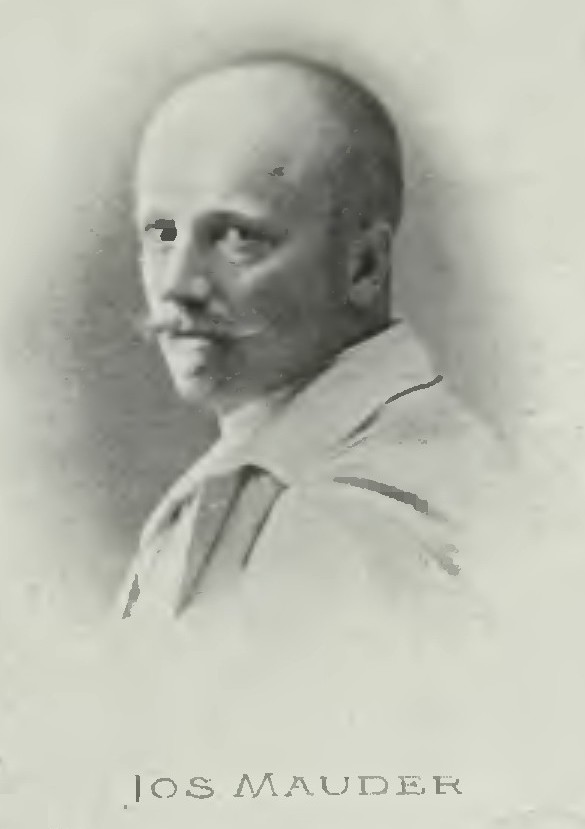
Josef Mauder
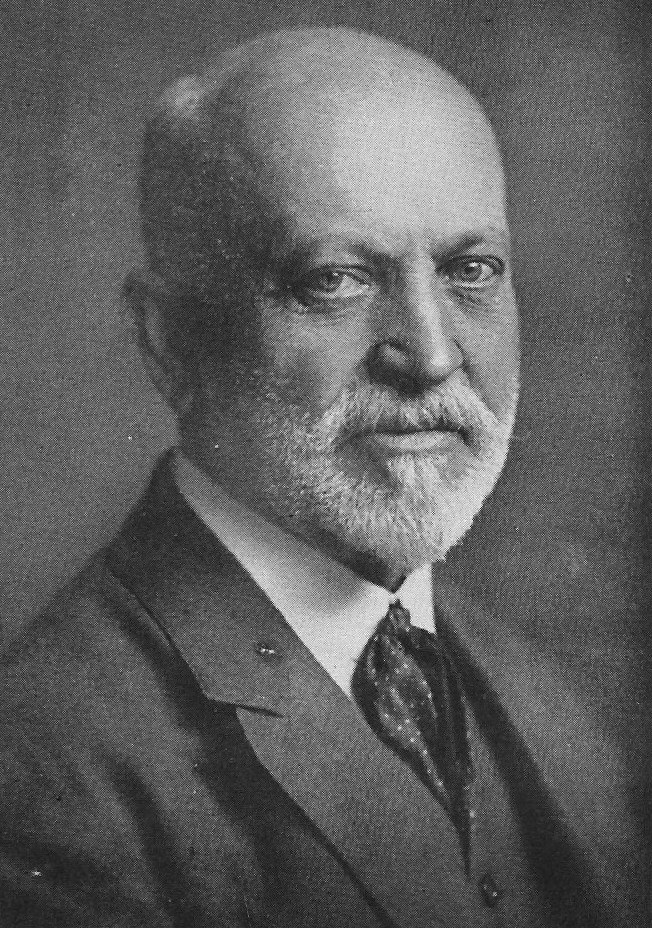
Celda Klouček (1855–1935)
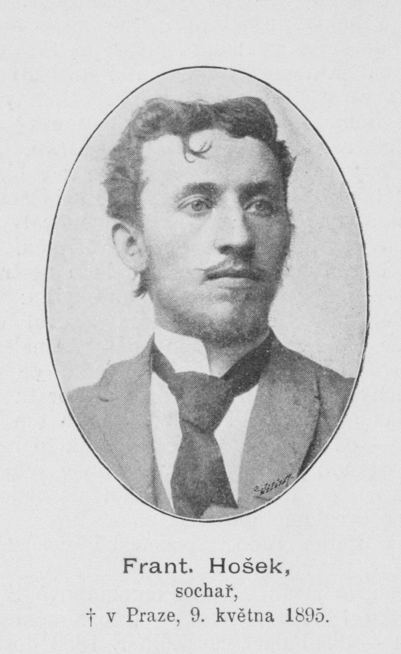
František Hošek 1895

### Místa spojená s Antonínem Wiehlem

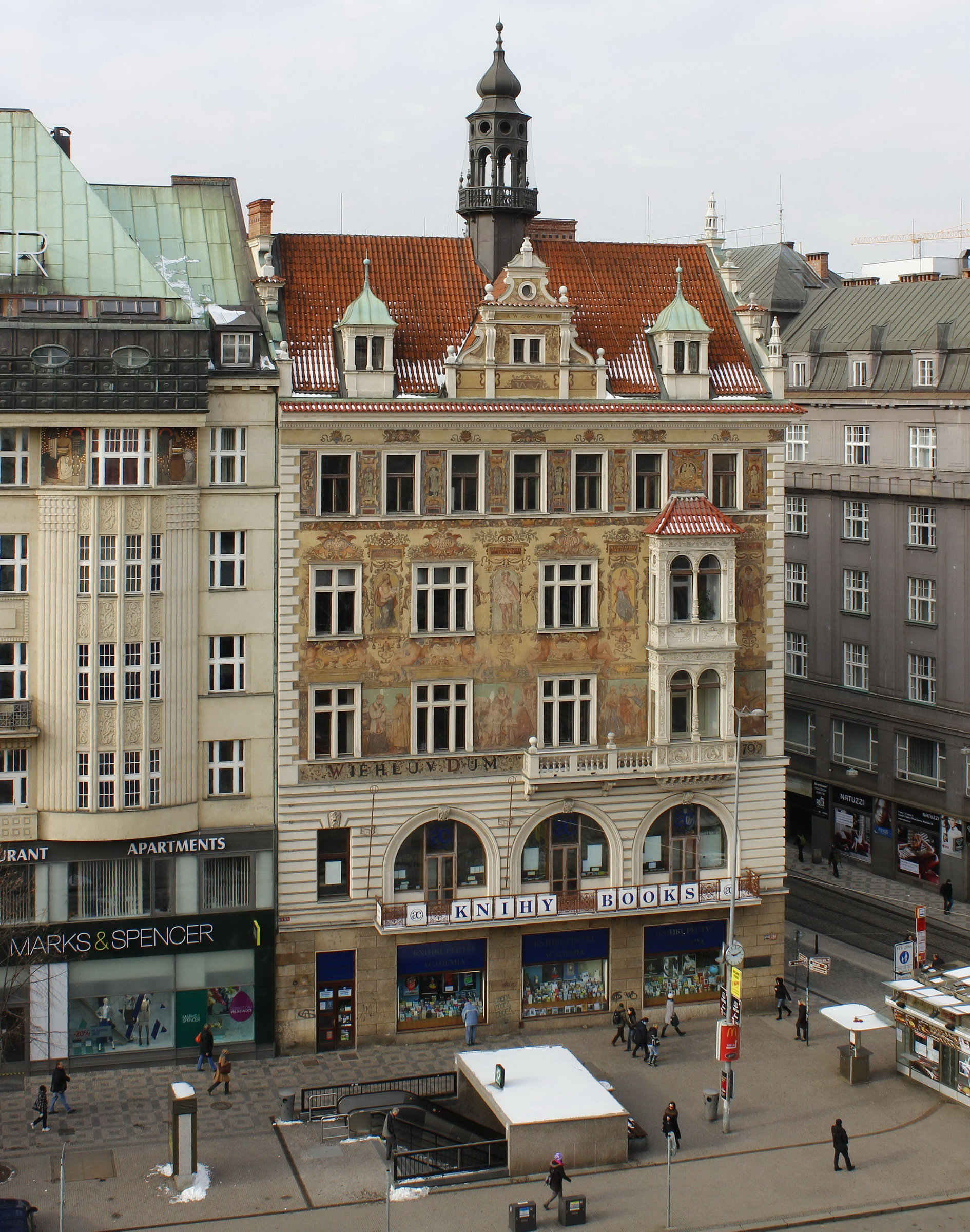
Wiehlův dům na Václavském nám. v Praze
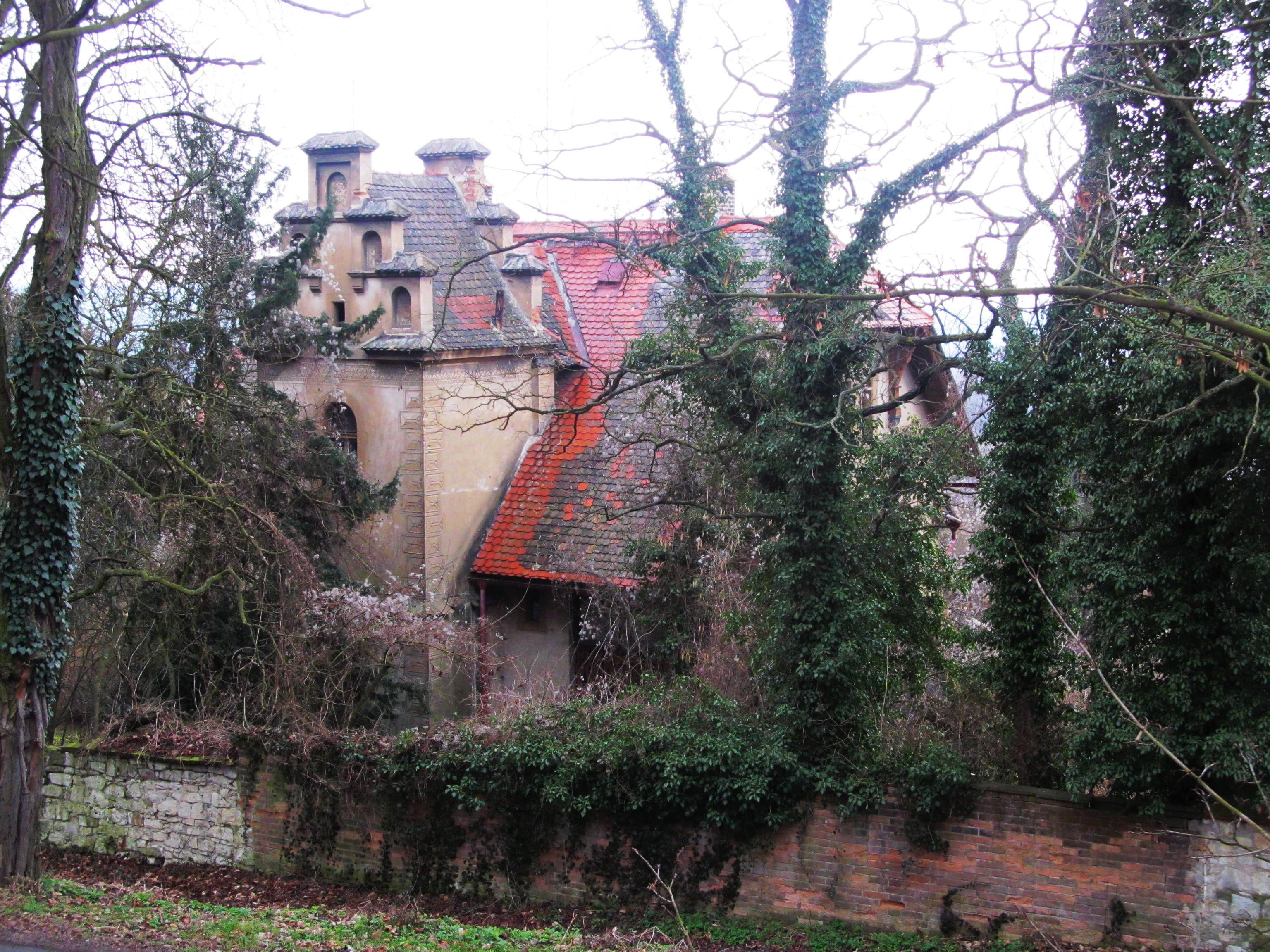
Vila Antonína Wiehla ve Smolnici
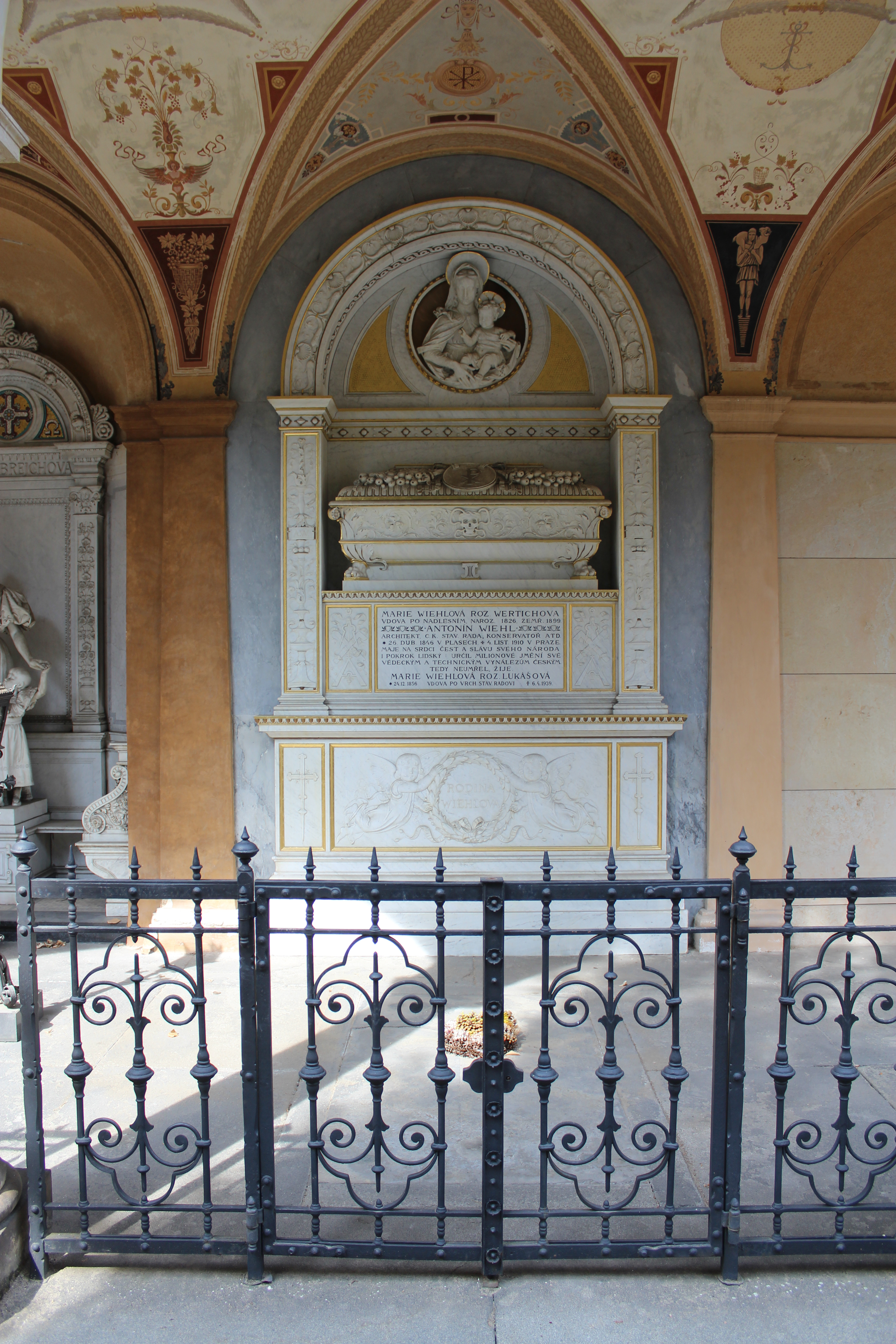
Hrobka Antonína Wiehla v arkádách Vyšehradského hřbitova.
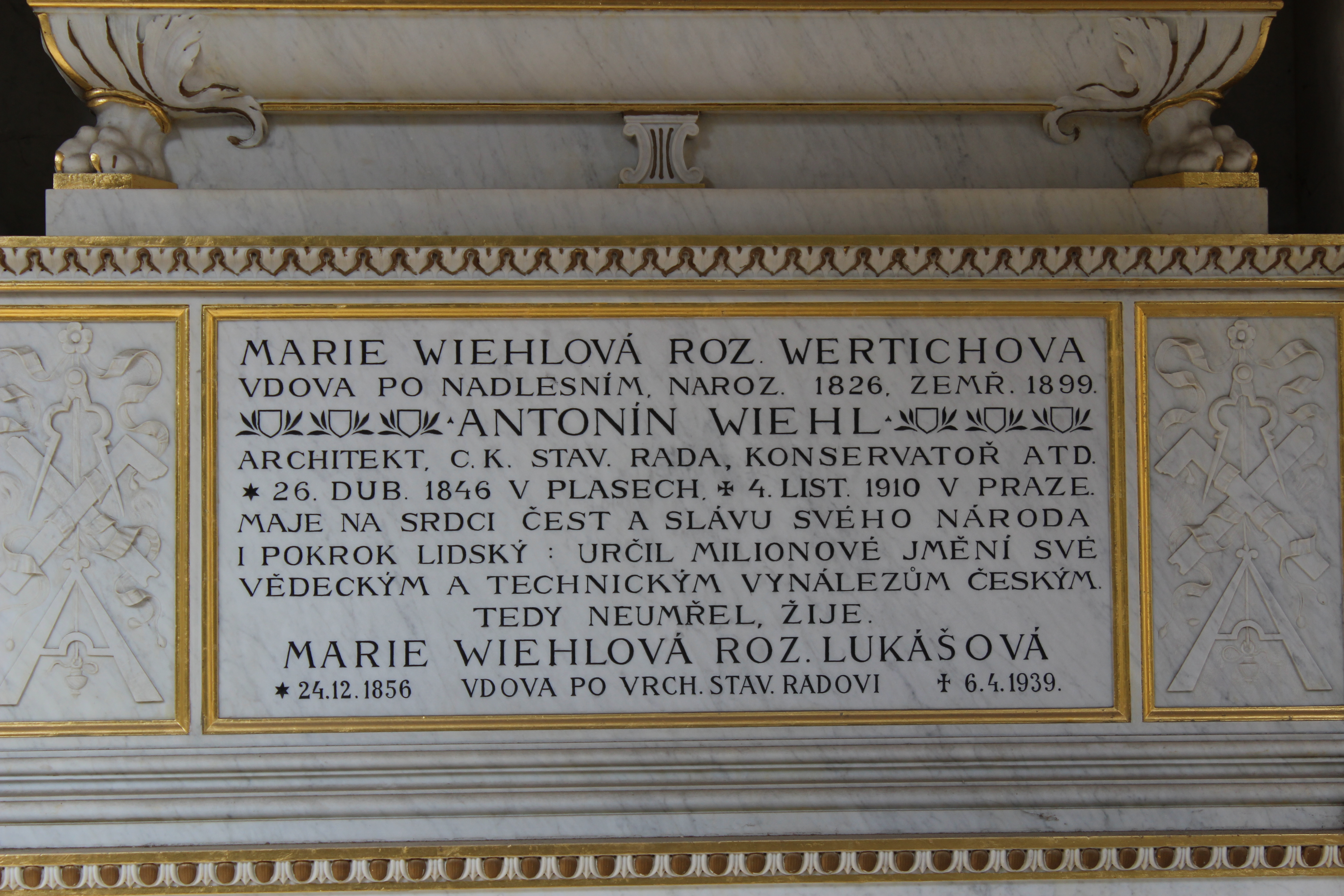
Nápis na hrobce Antonína Wiehla připomínající jeho odkaz české vědě, technice a umění
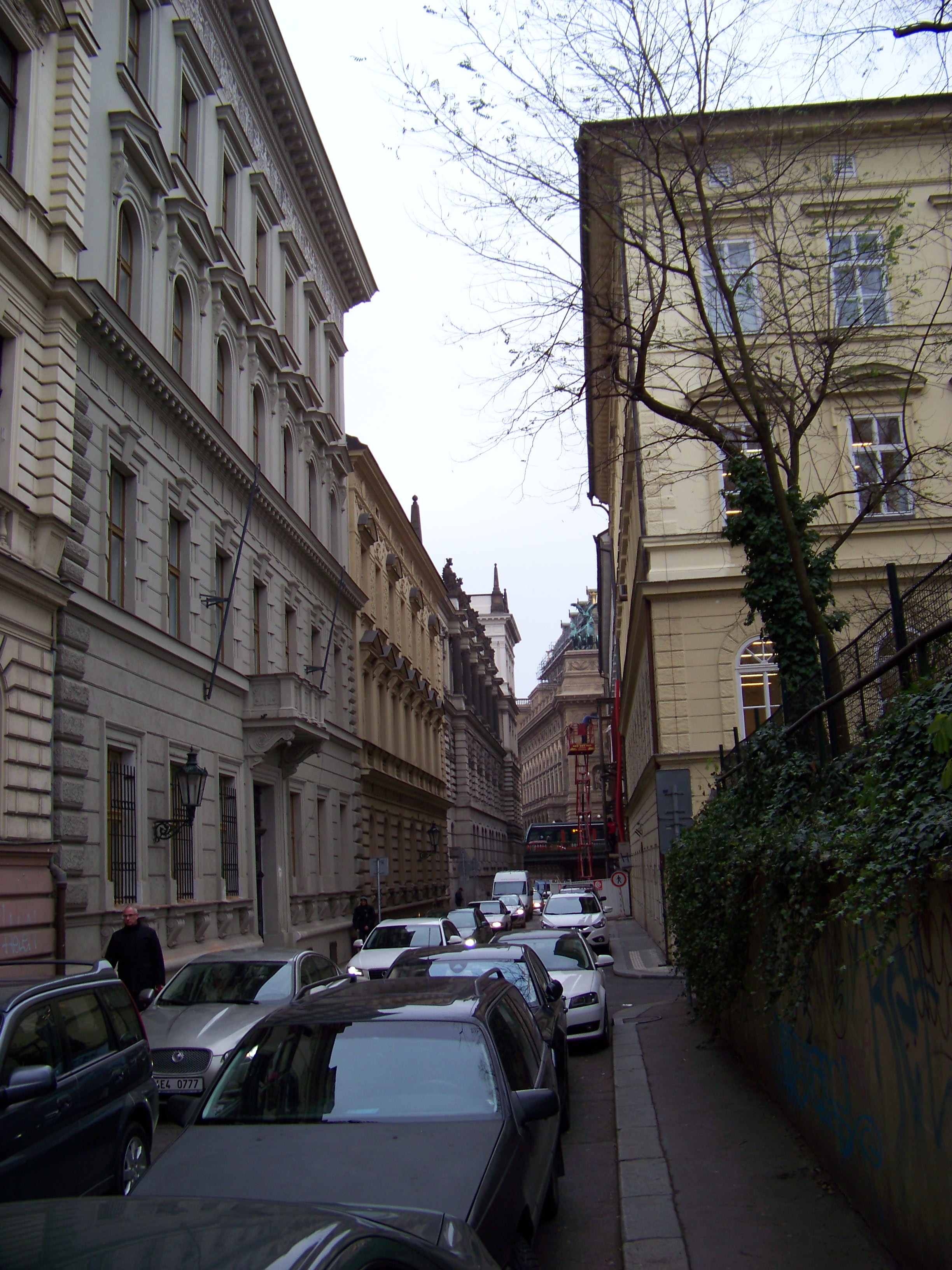
Divadelní 1032/I., kde měl Wiehl kancelář
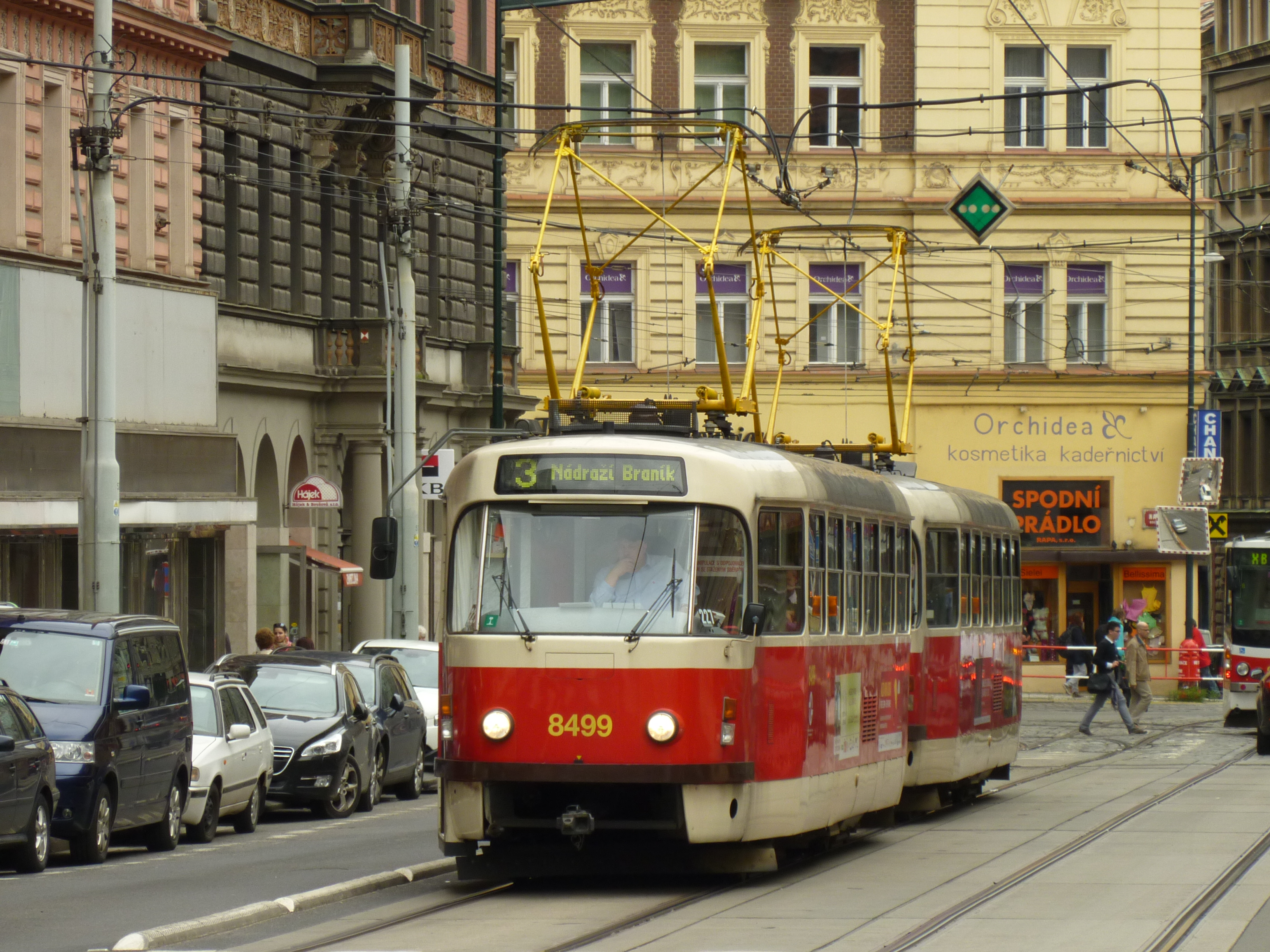
Havlíčkova (Jezdecká) 1682 (vlevo), kde měl Antonín Wiehl kancelář

### Veřejné stavby navržené Antonínem Wiehlem

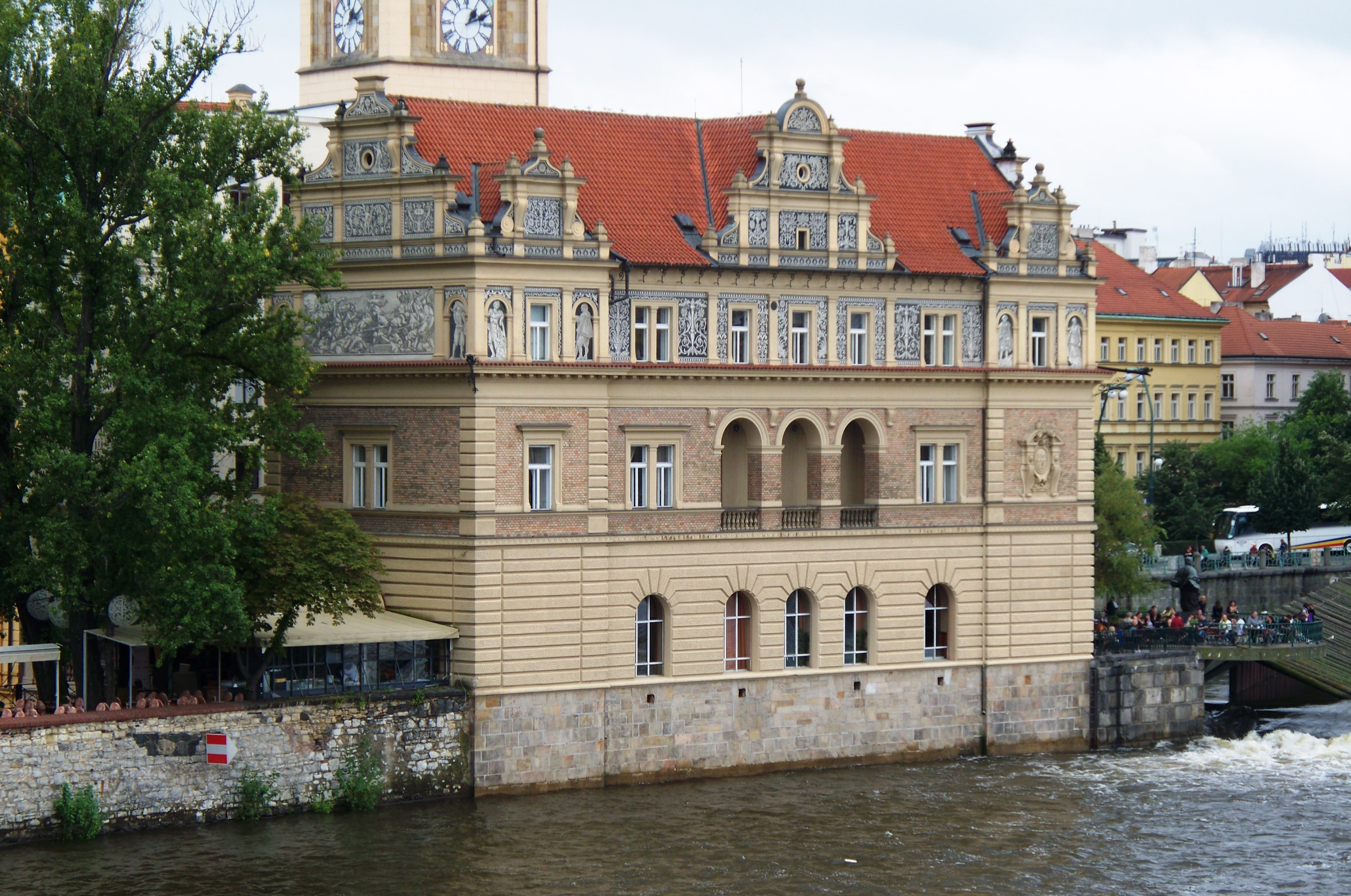
Muzeum Bedřicha Smetany v Praze
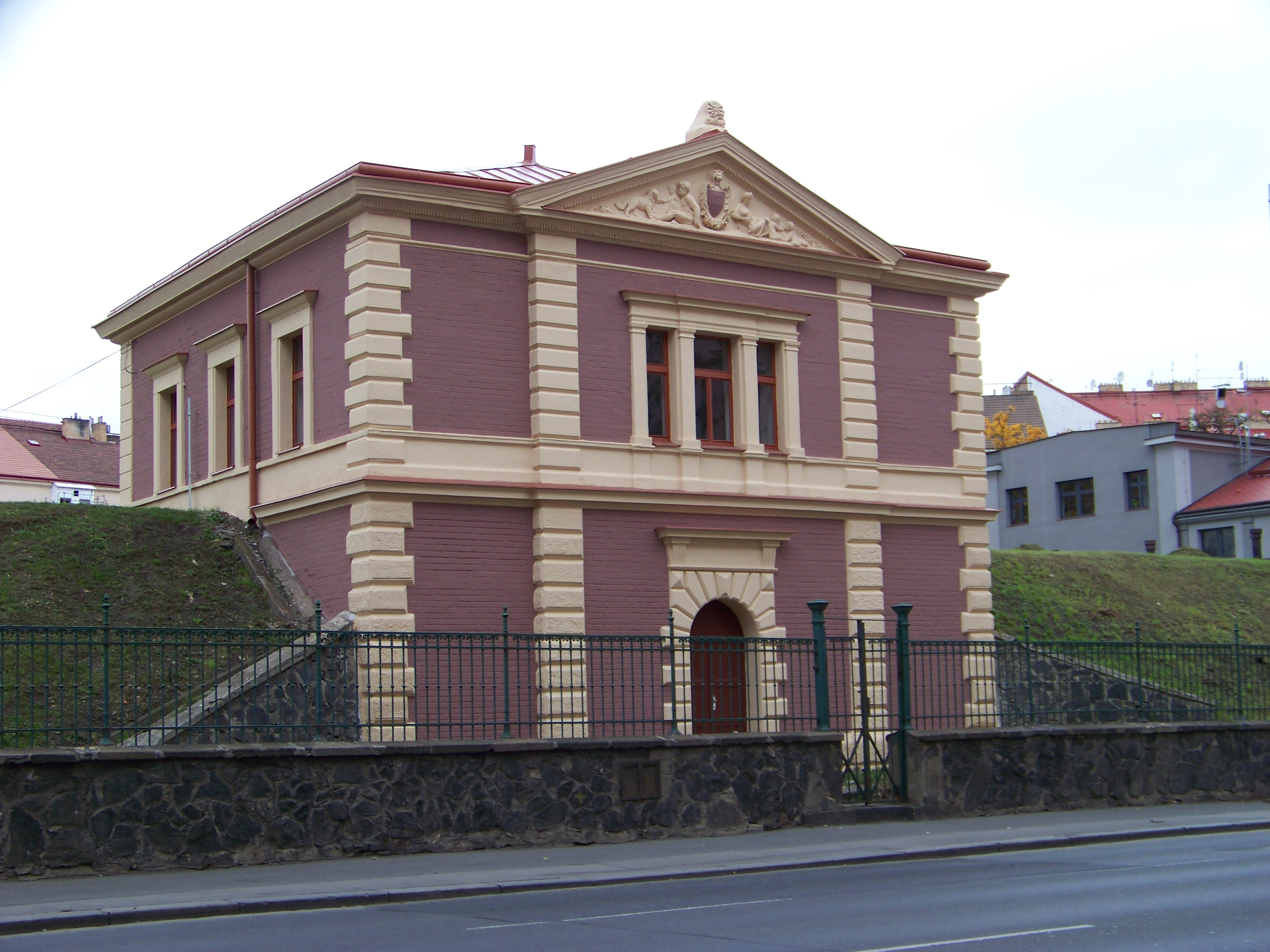
Městská přečerpávací stanice v Praze, Nové Město
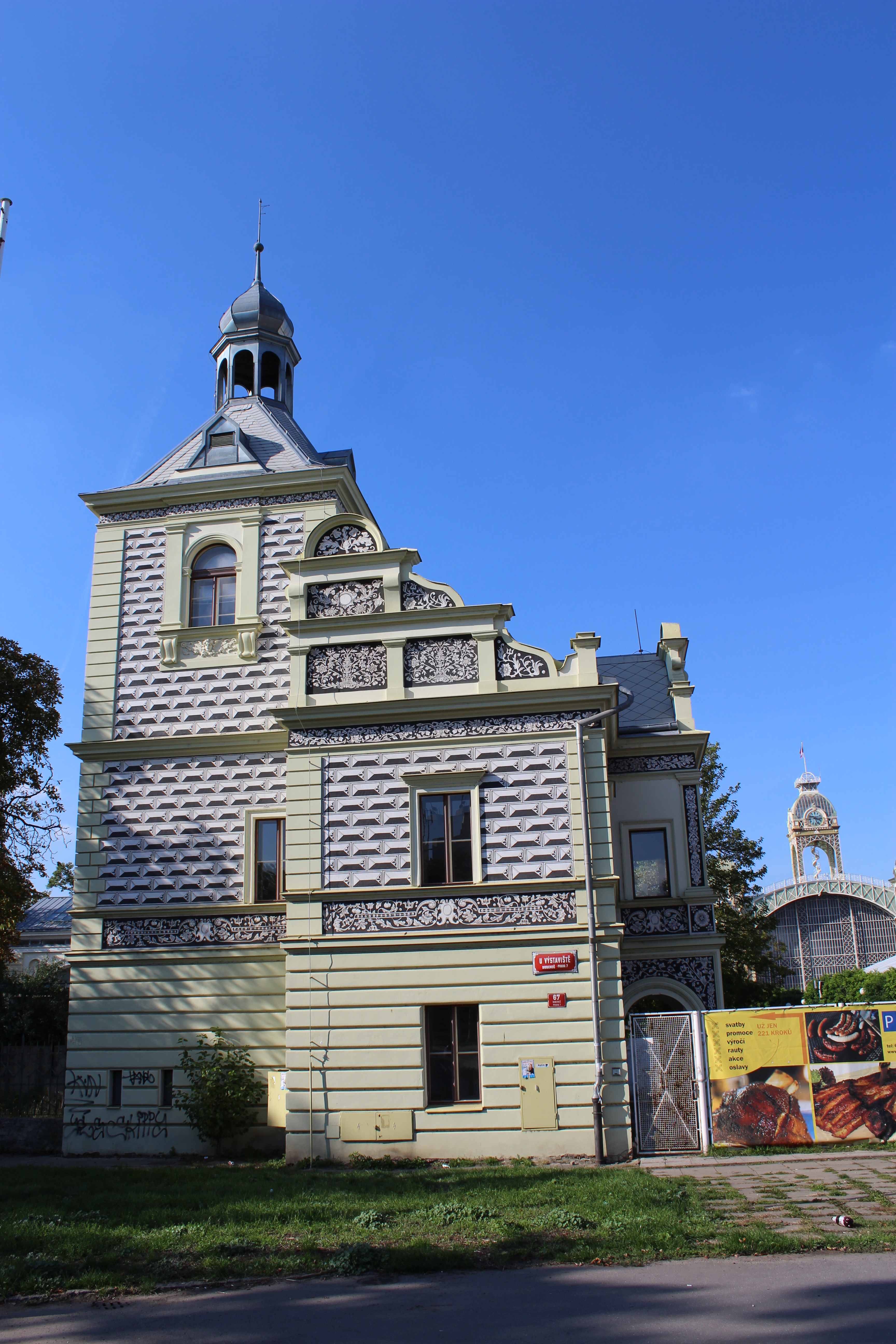
Budova pošty na Výstavišti 1891
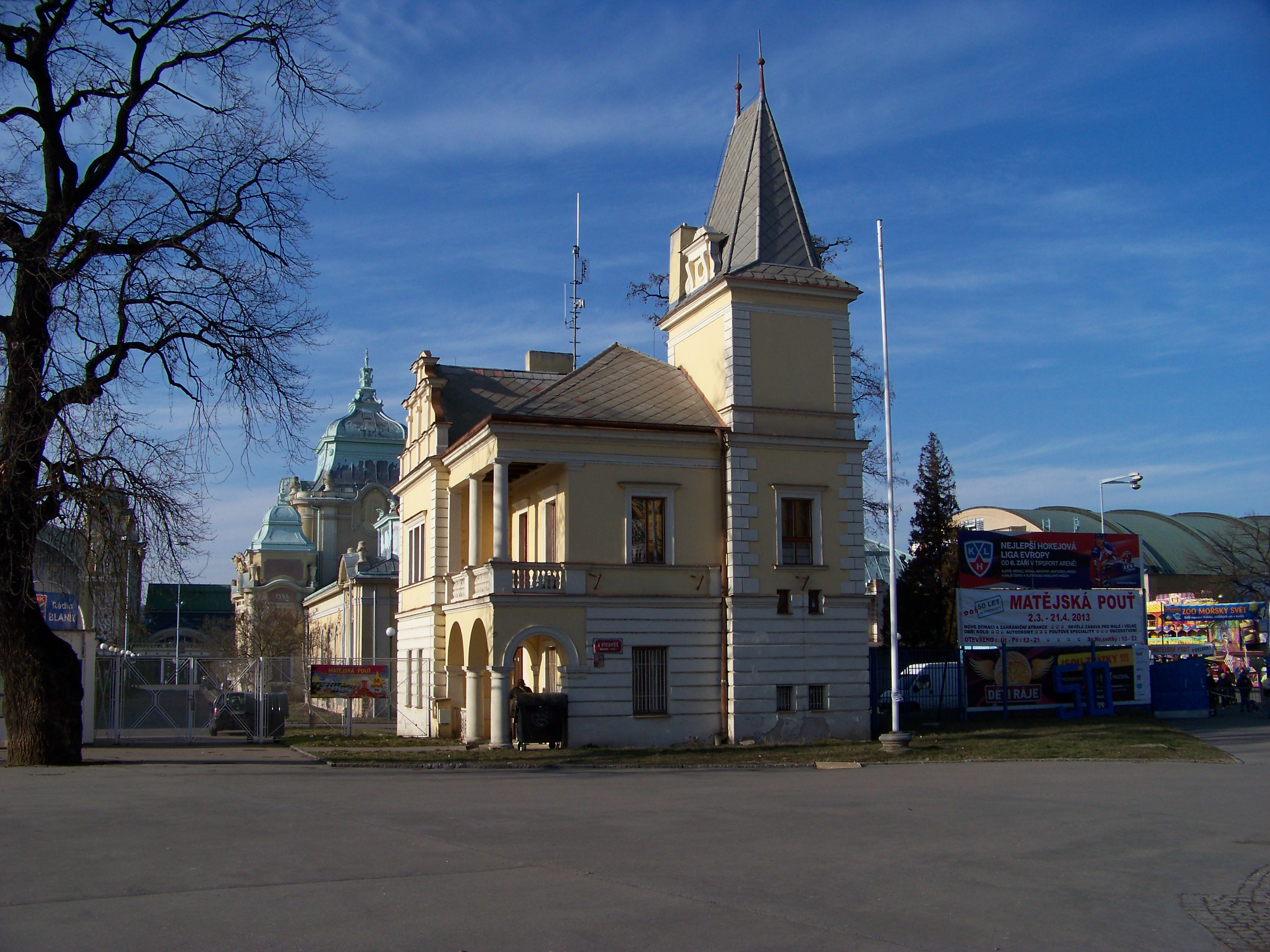
Výstaviště – budova kanceláře Výstavy 1891
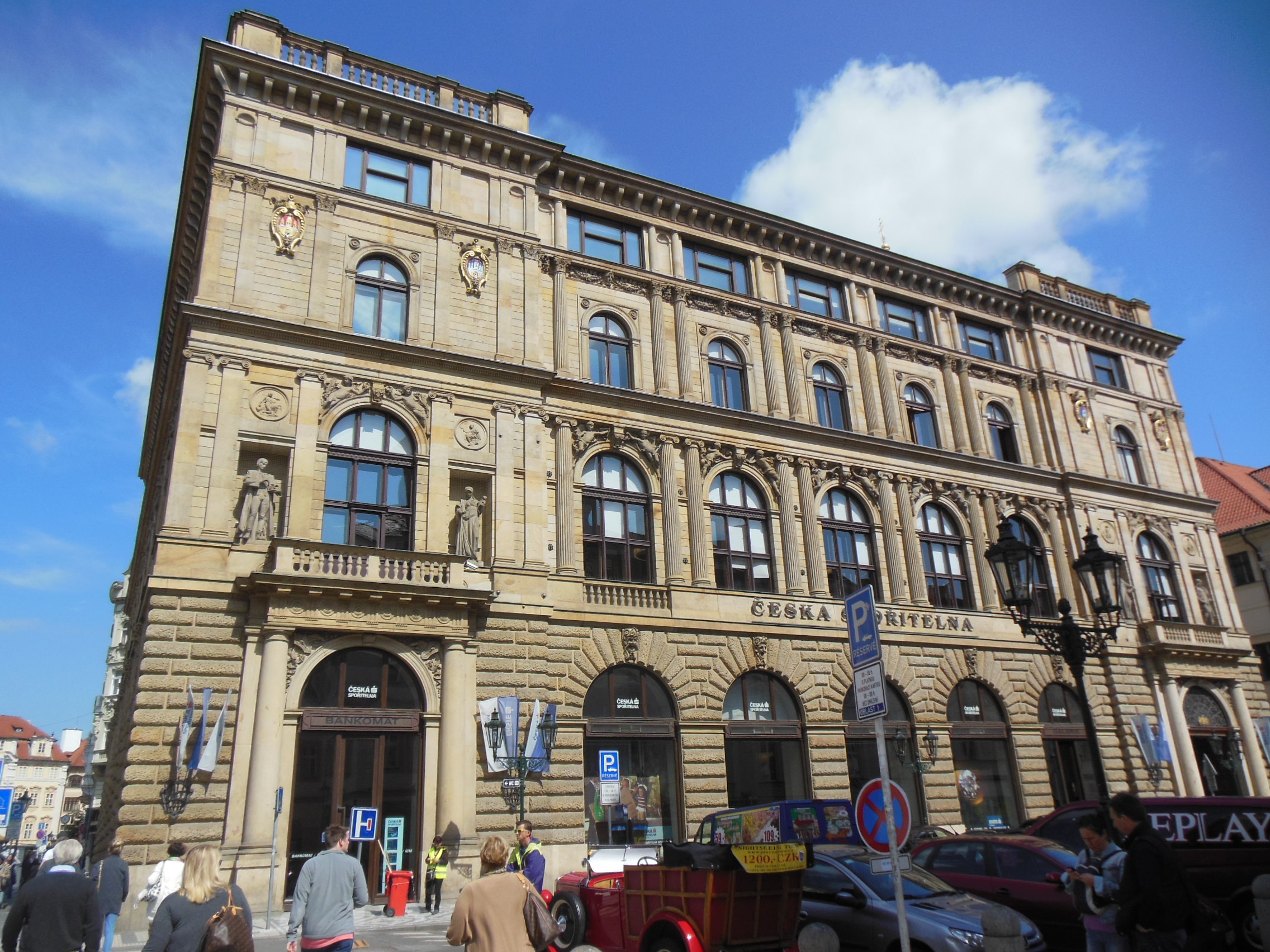
Městská spořitelna Praha, Staré Město, Rytířská 536
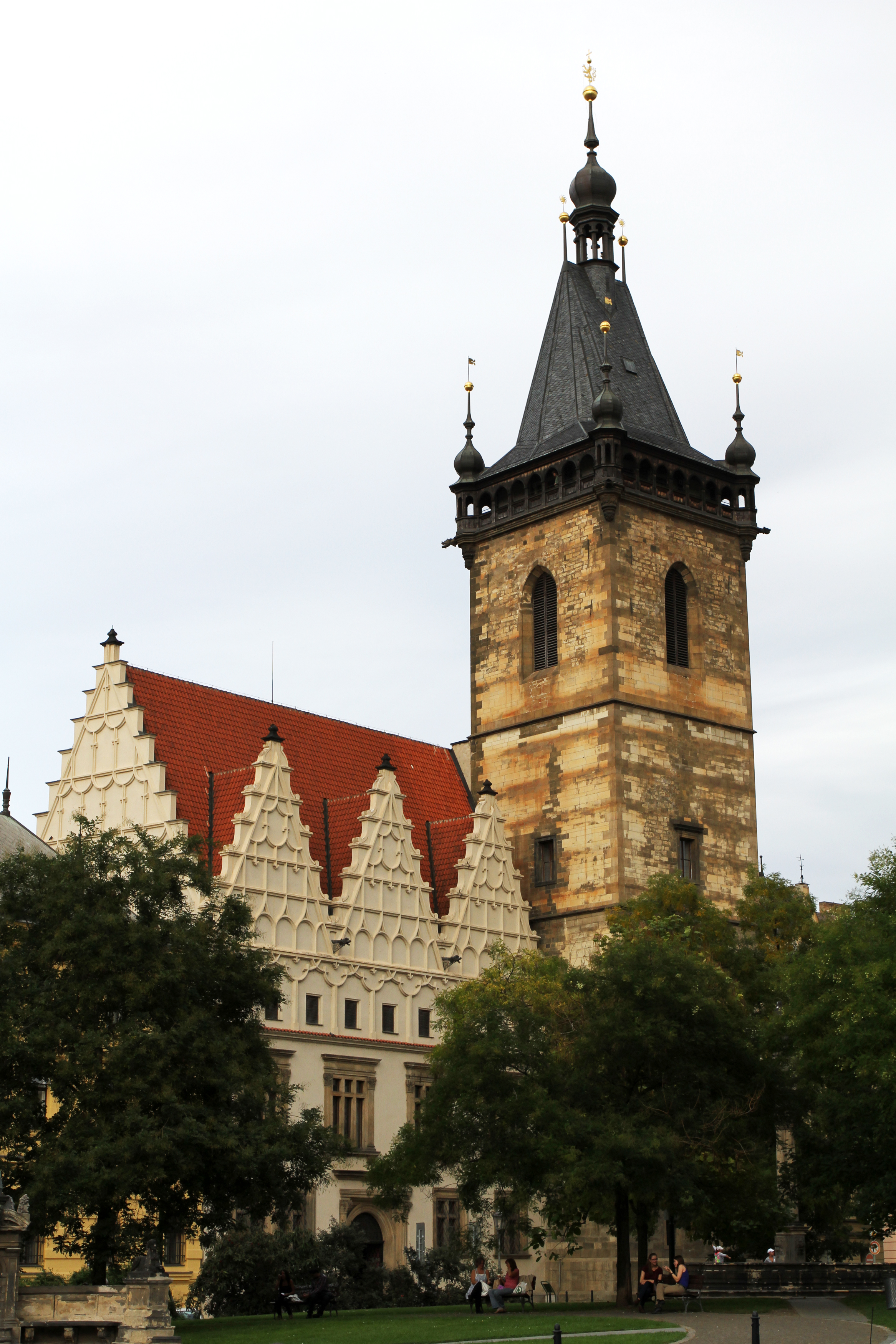
Novoměstská radnice (Nové Město), Karlovo nám. 23
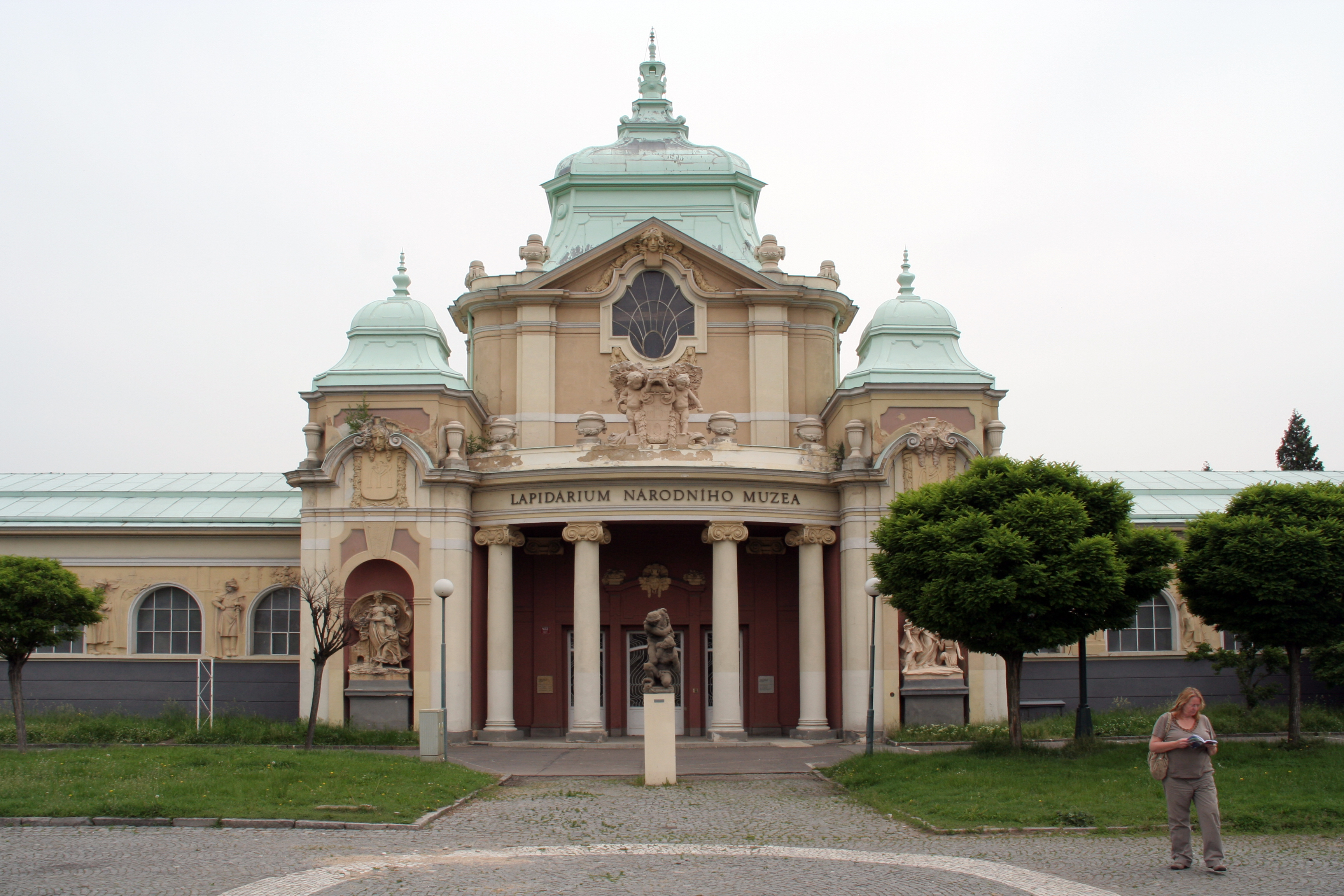
Lapidarium – výstaviště (po novobarokní úpravě)

### Kostely, fary, pomníky, hrobky navržené Antonínem Wiehlem

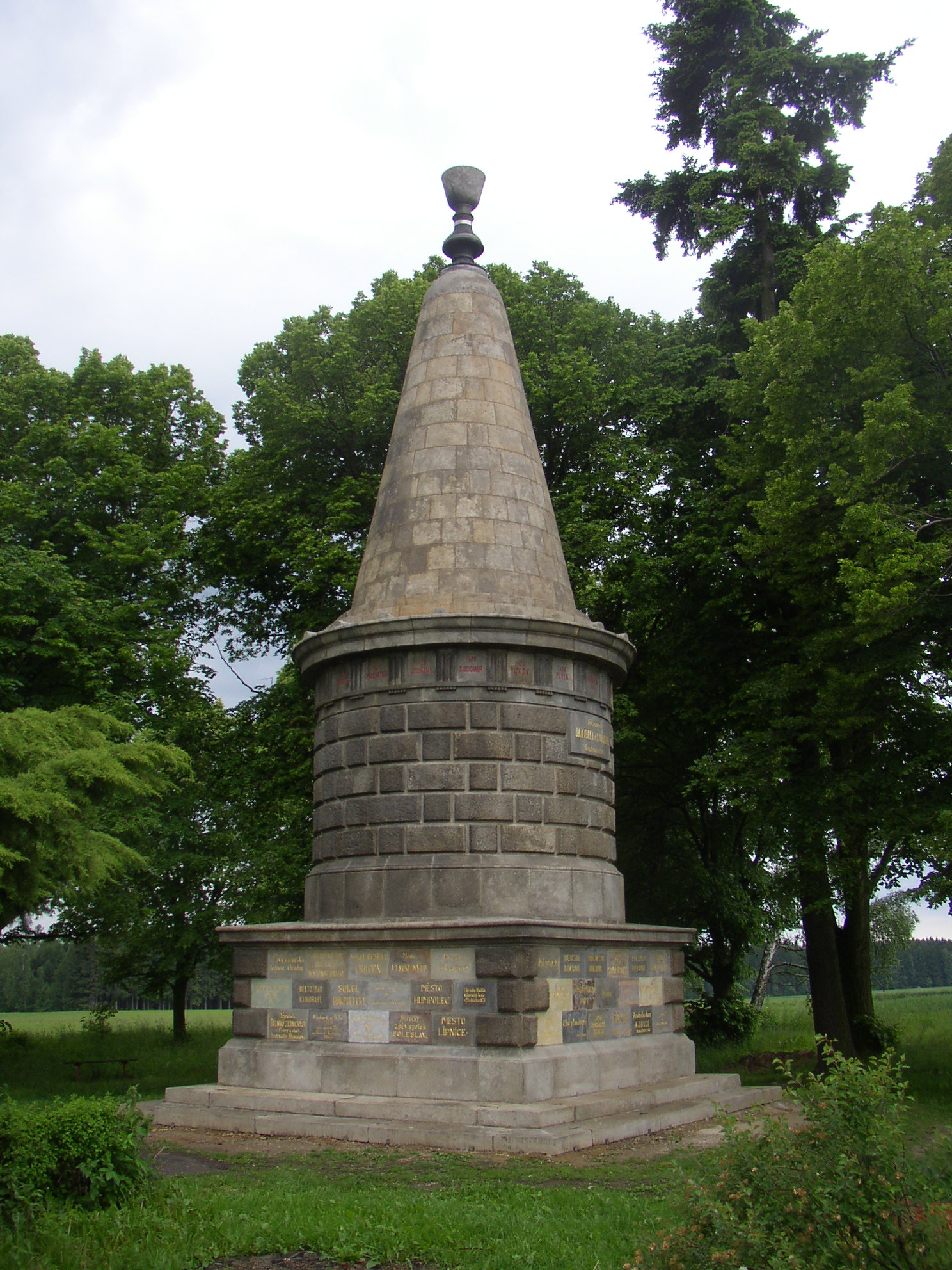
Pomník Jana Žižky – Žižkovo Pole
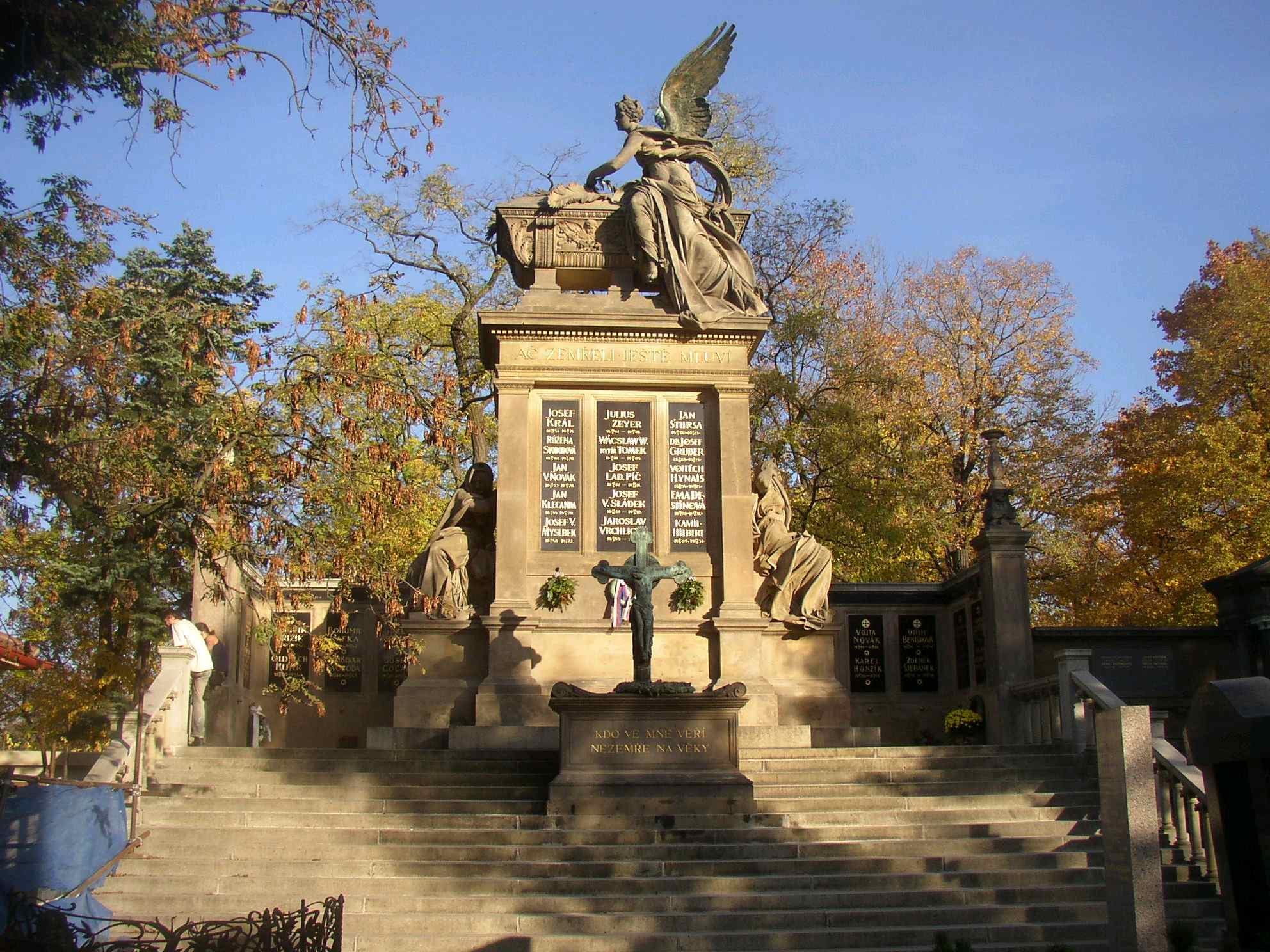
Slavín na Vyšehradském hřbitově
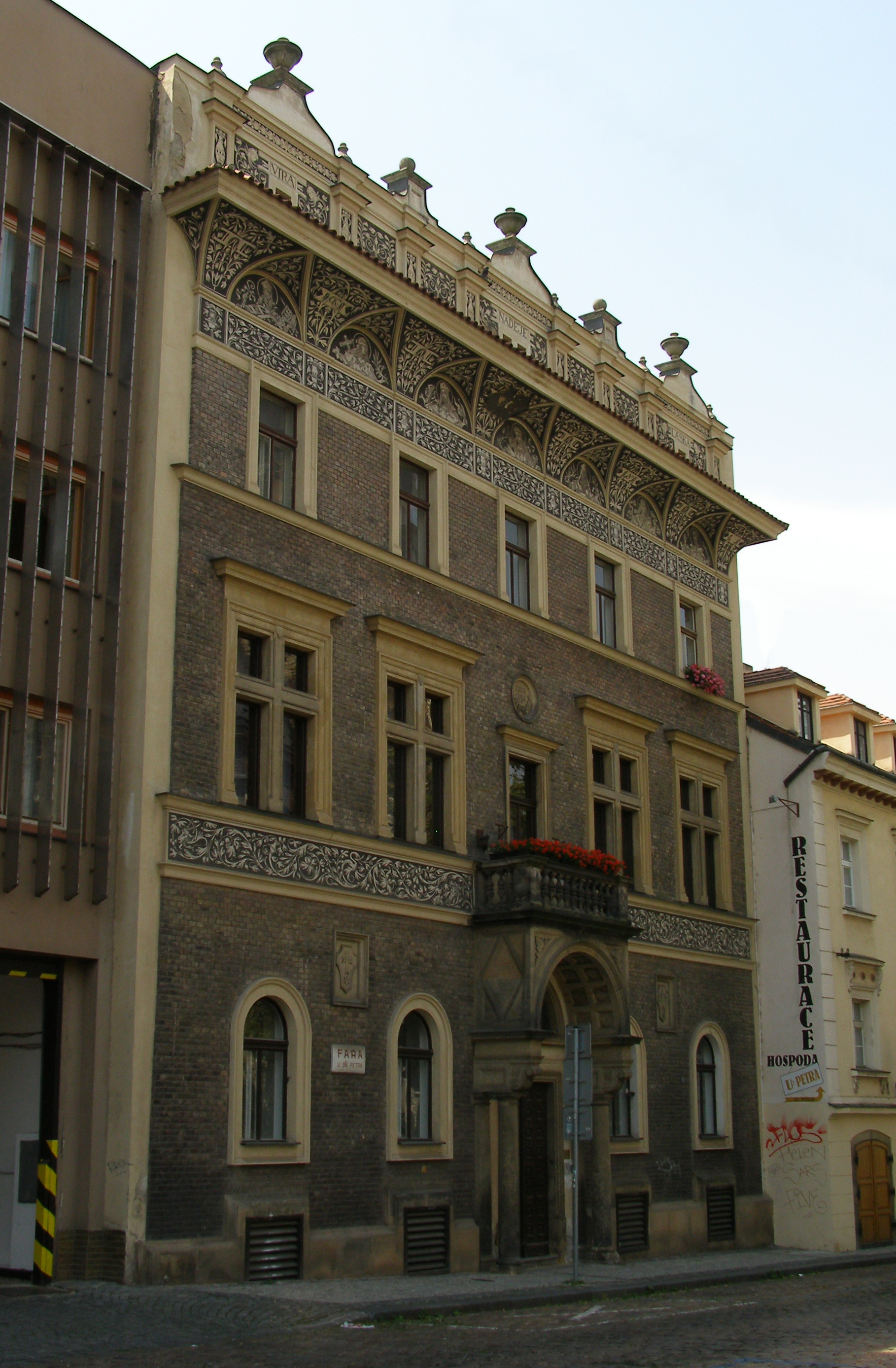
Fara u kostela sv. Petra, Biskupská 13, Praha – Nové Město
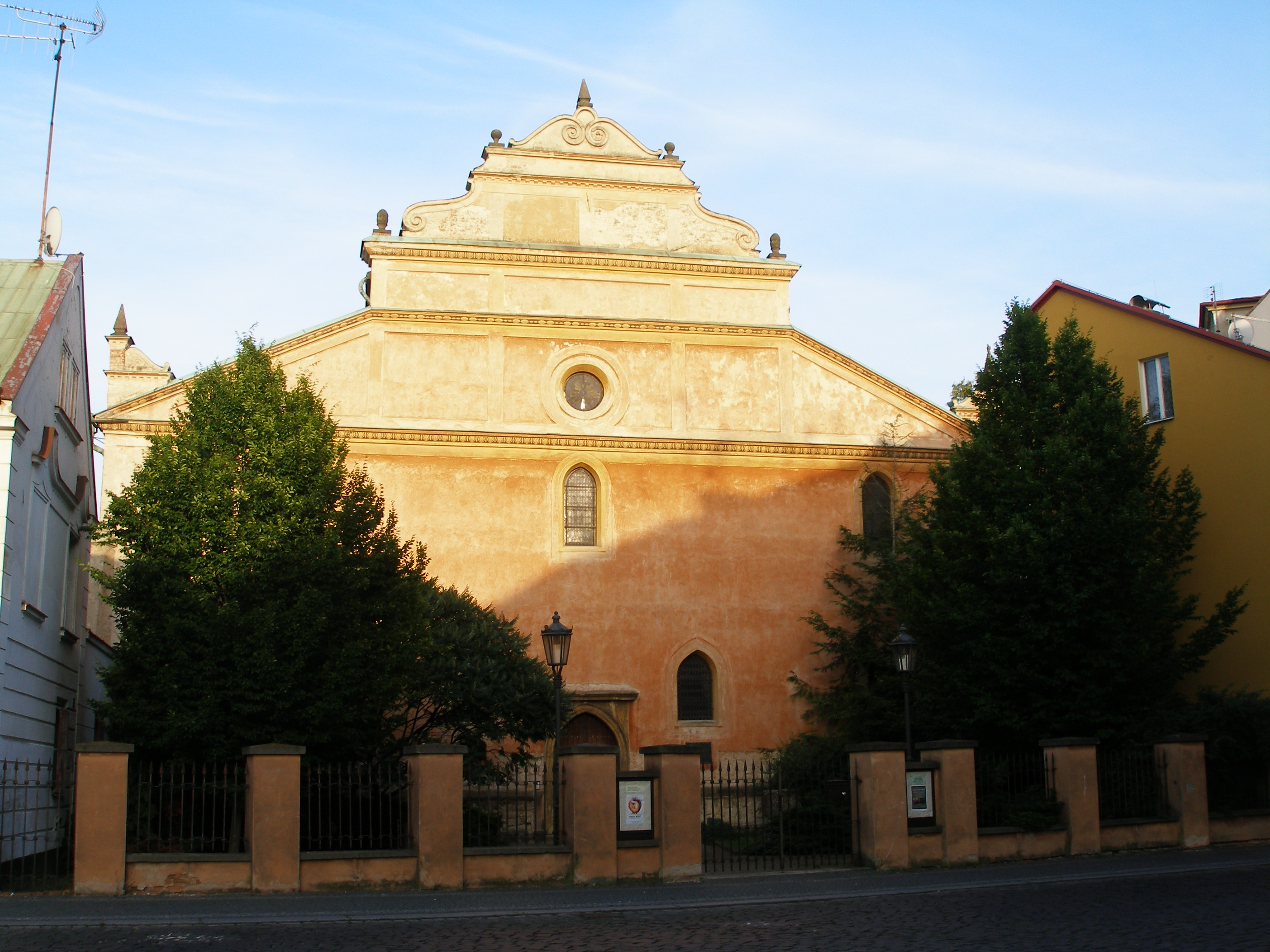
Sbor Jednoty bratrské v Mladé Boleslavi
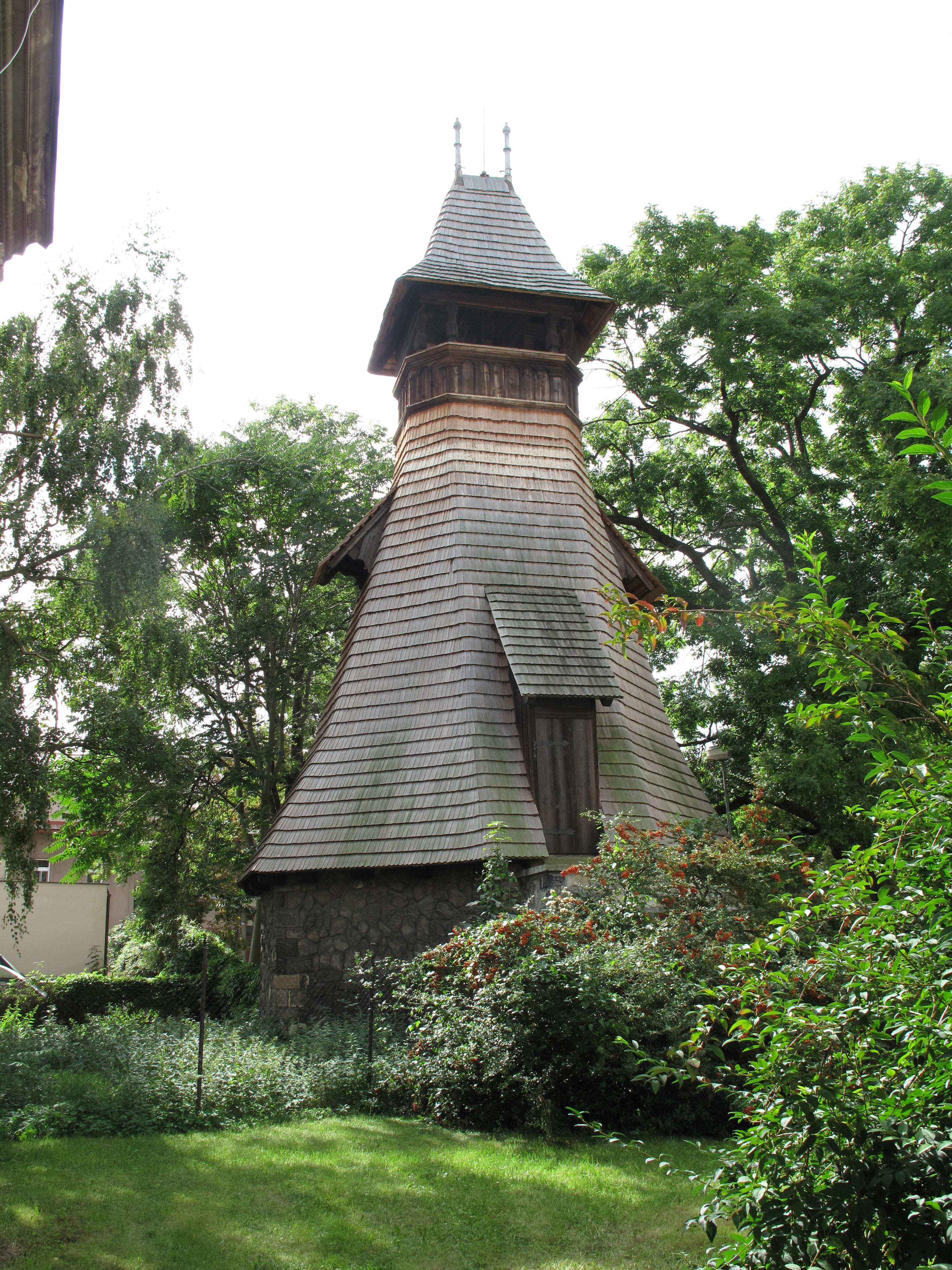
Dřevěná zvonice u kostela sv. Ludmily v Mělníku
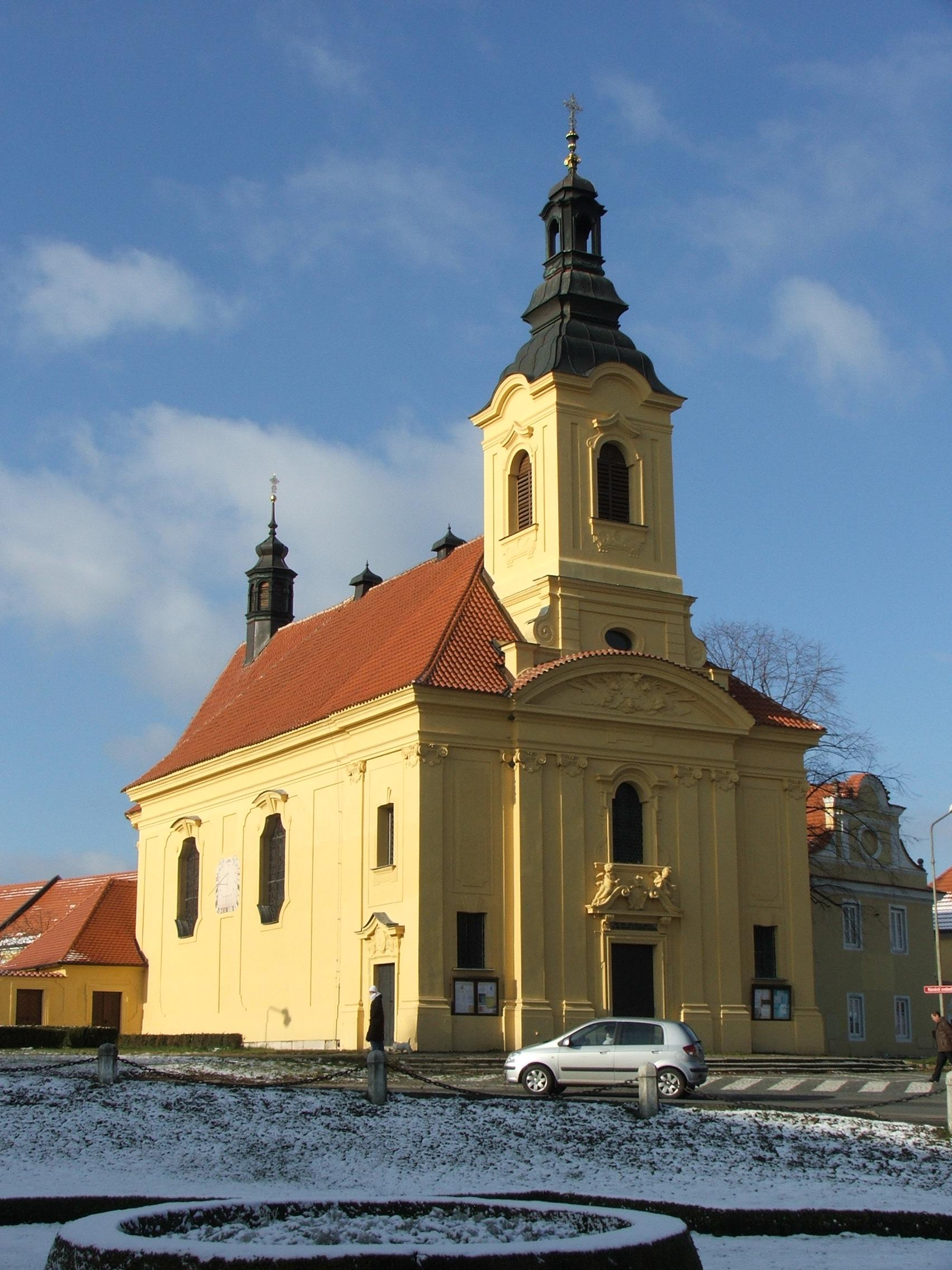
Dobříš kostel Nejsvetejsi Trojice
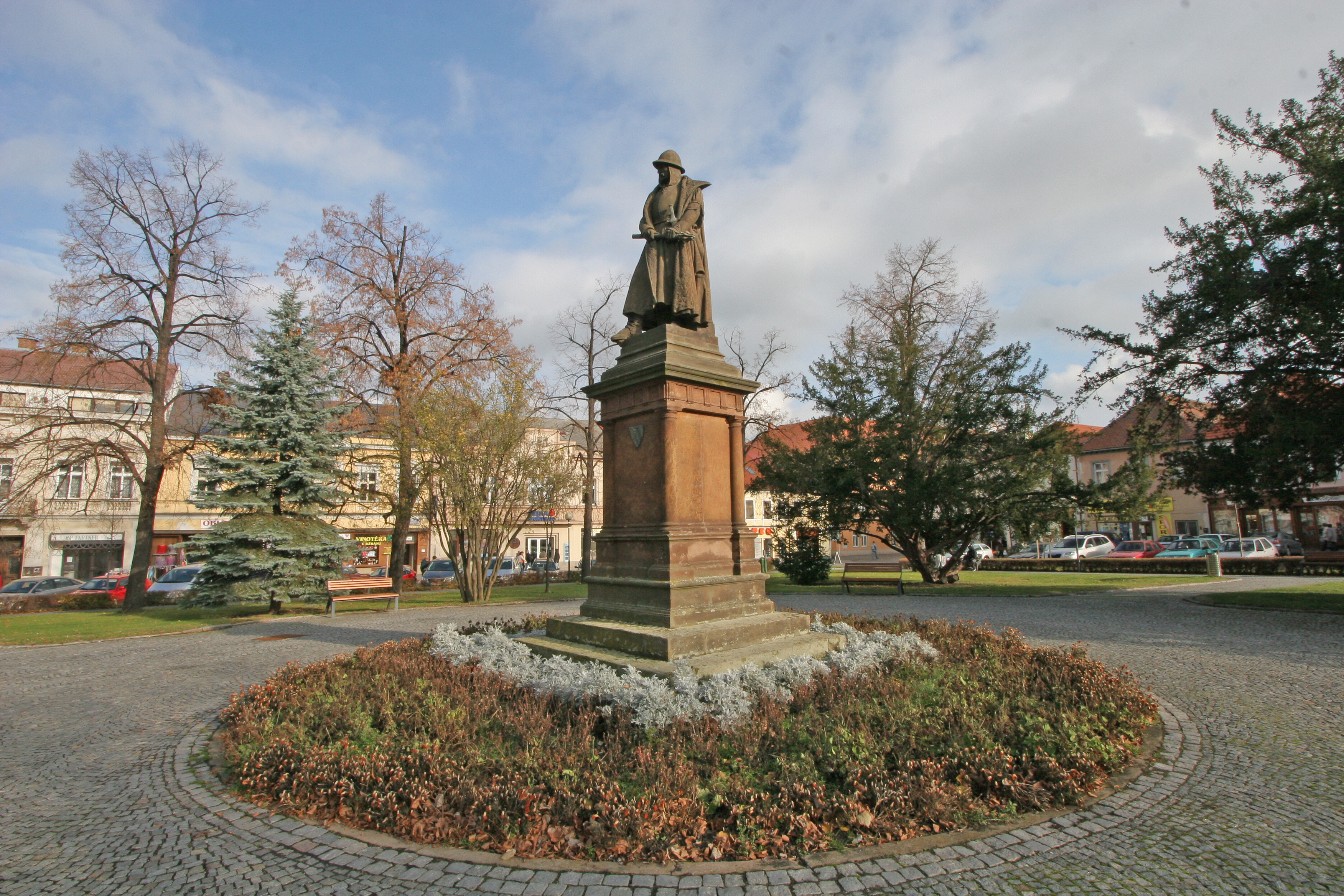
Pomník Jana Žižky z Trocnova v Čáslavi

### Nájemní domy a vily navržené Antonínem Wiehlem

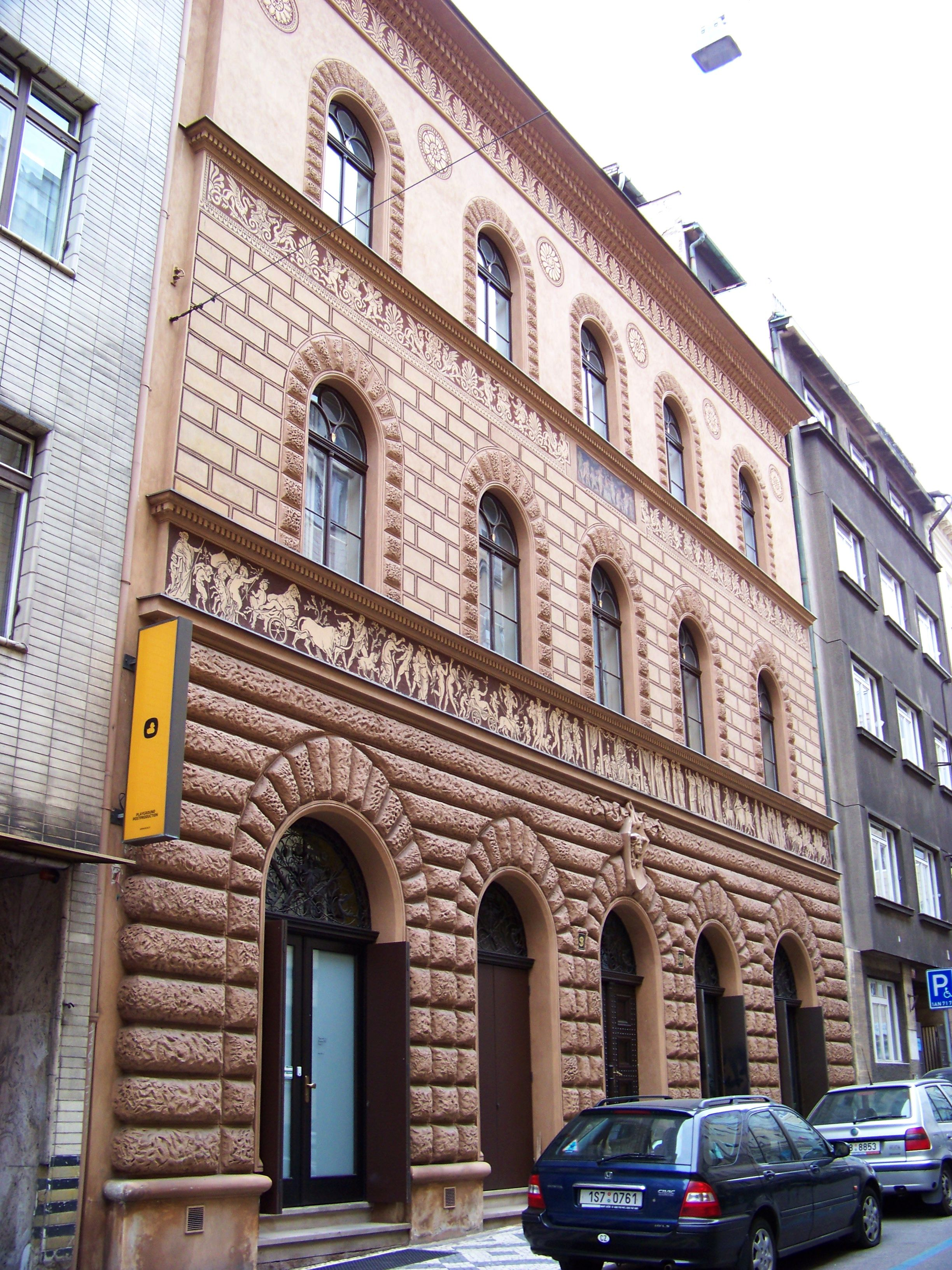
Schnirchův dům, Vinohrady, Mikovcova 5
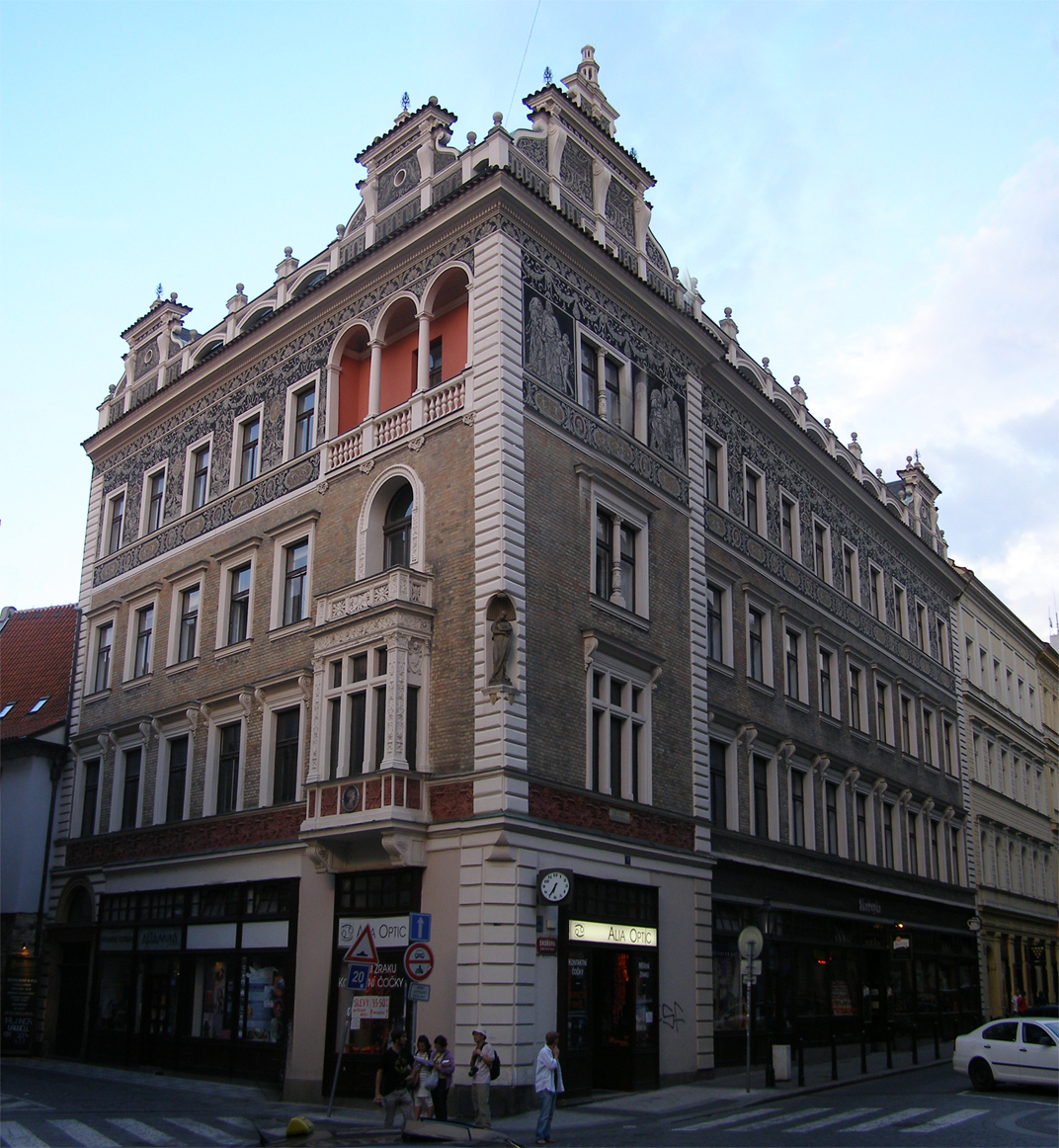
Městský dům U Bechyňů, Praha 1 – Staré Město, Skořepka čp. 527
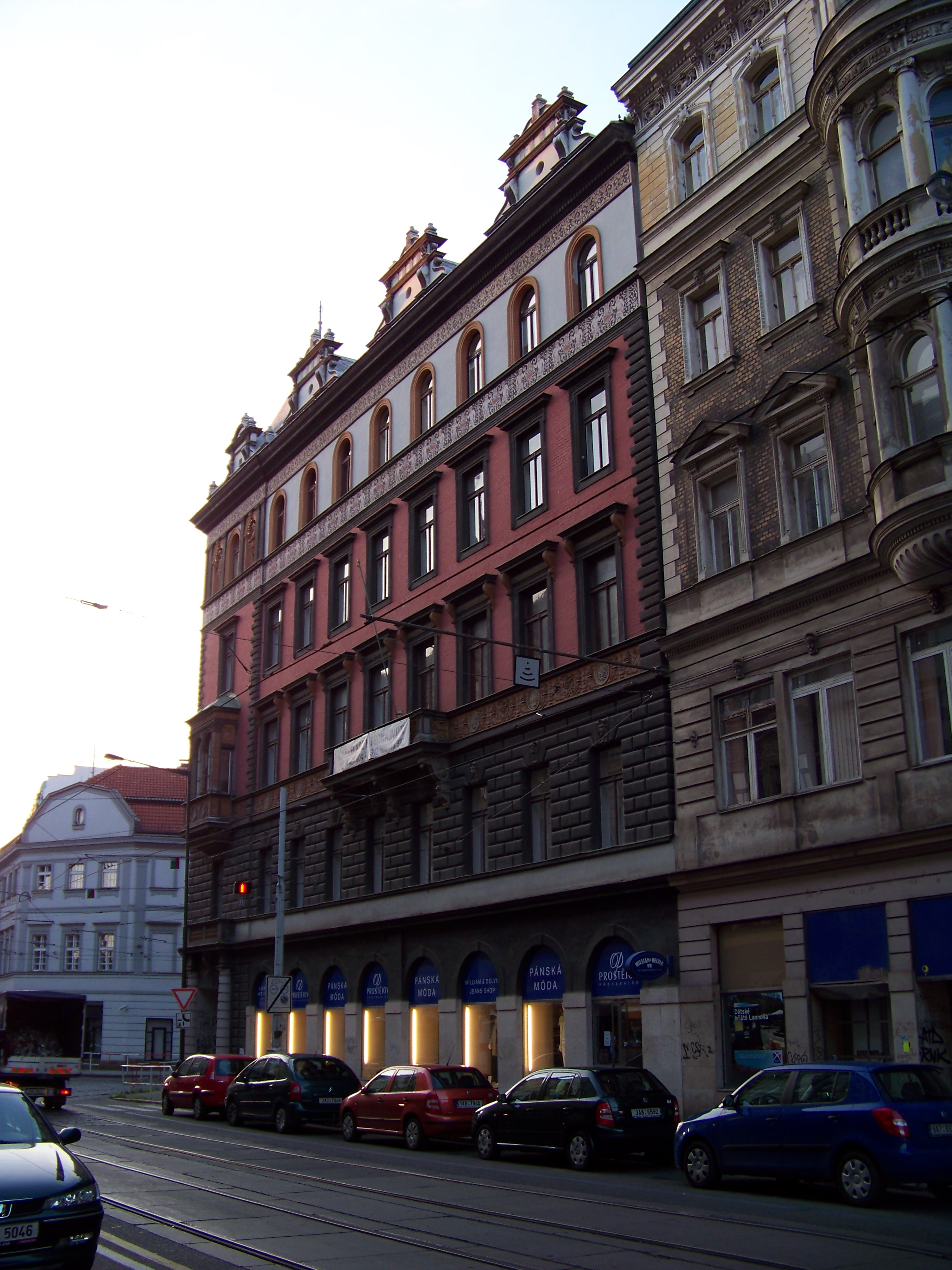
Nájemní dům Na poříčí 1682/18
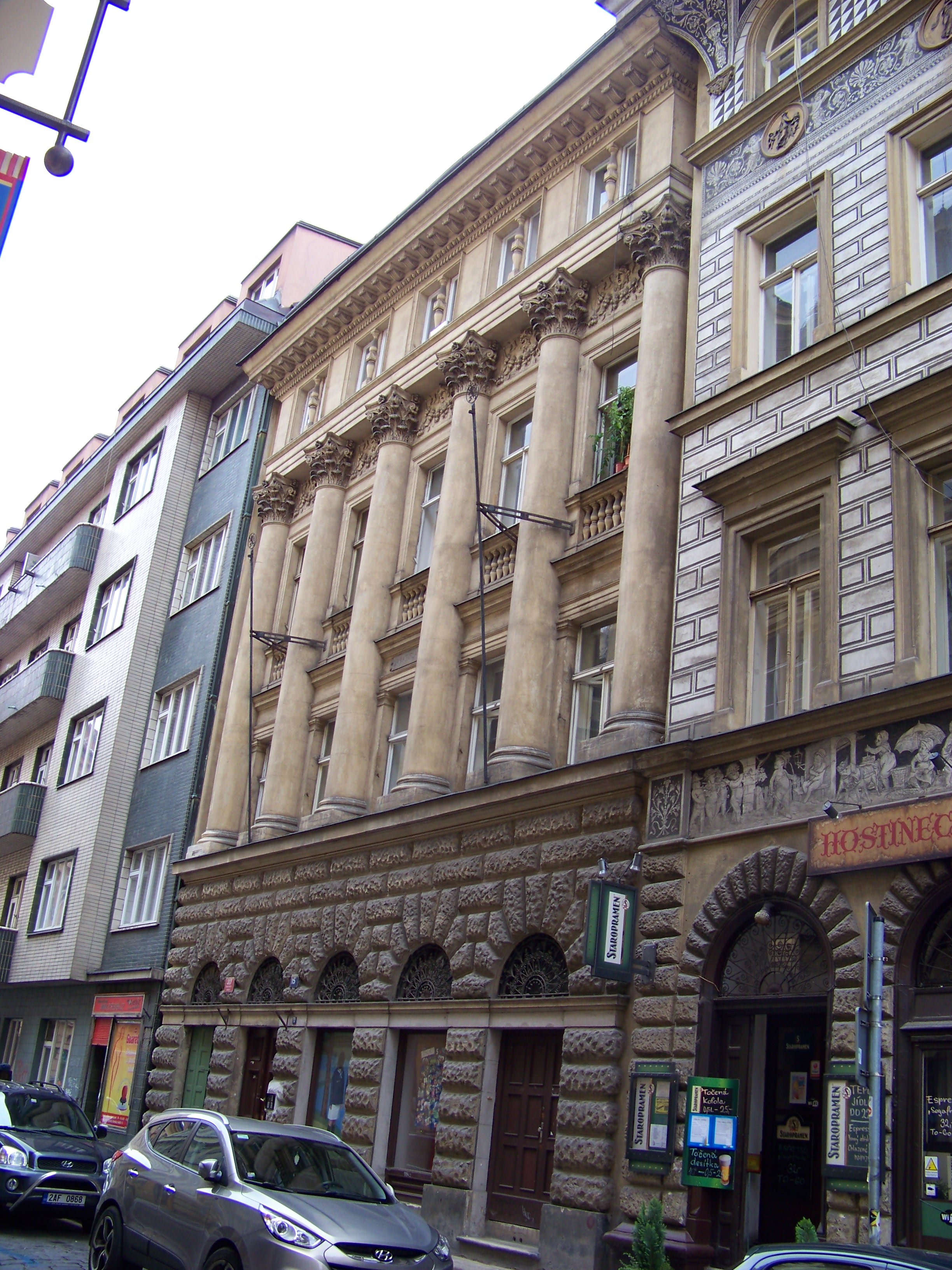
Činžovní dům (Staré Město), Praha 1, Karoliny Světlé 317/15
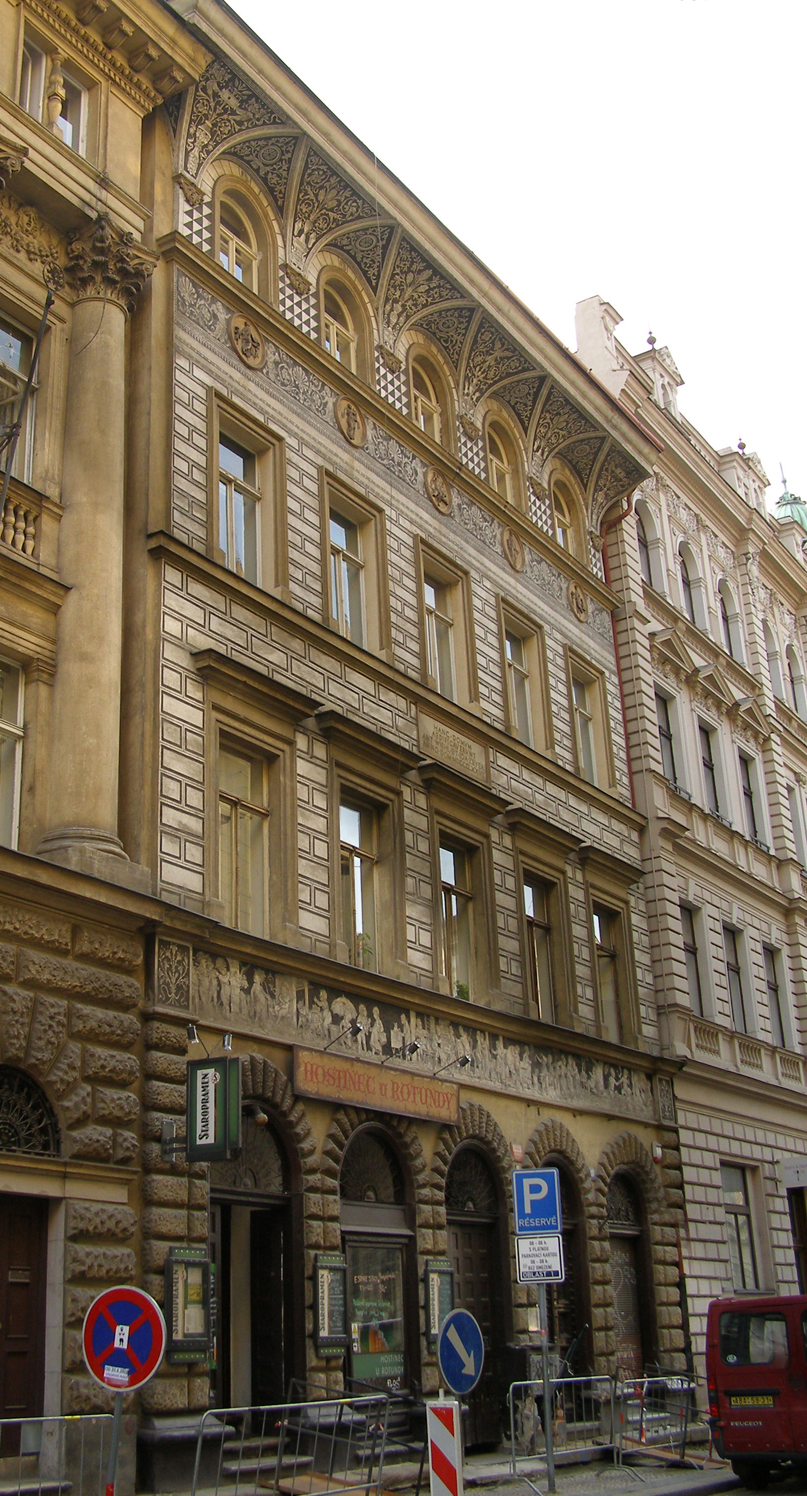
Činžovní dům (Staré Město), Praha 1, Karoliny Světlé čp. 1037/17, Staré Město
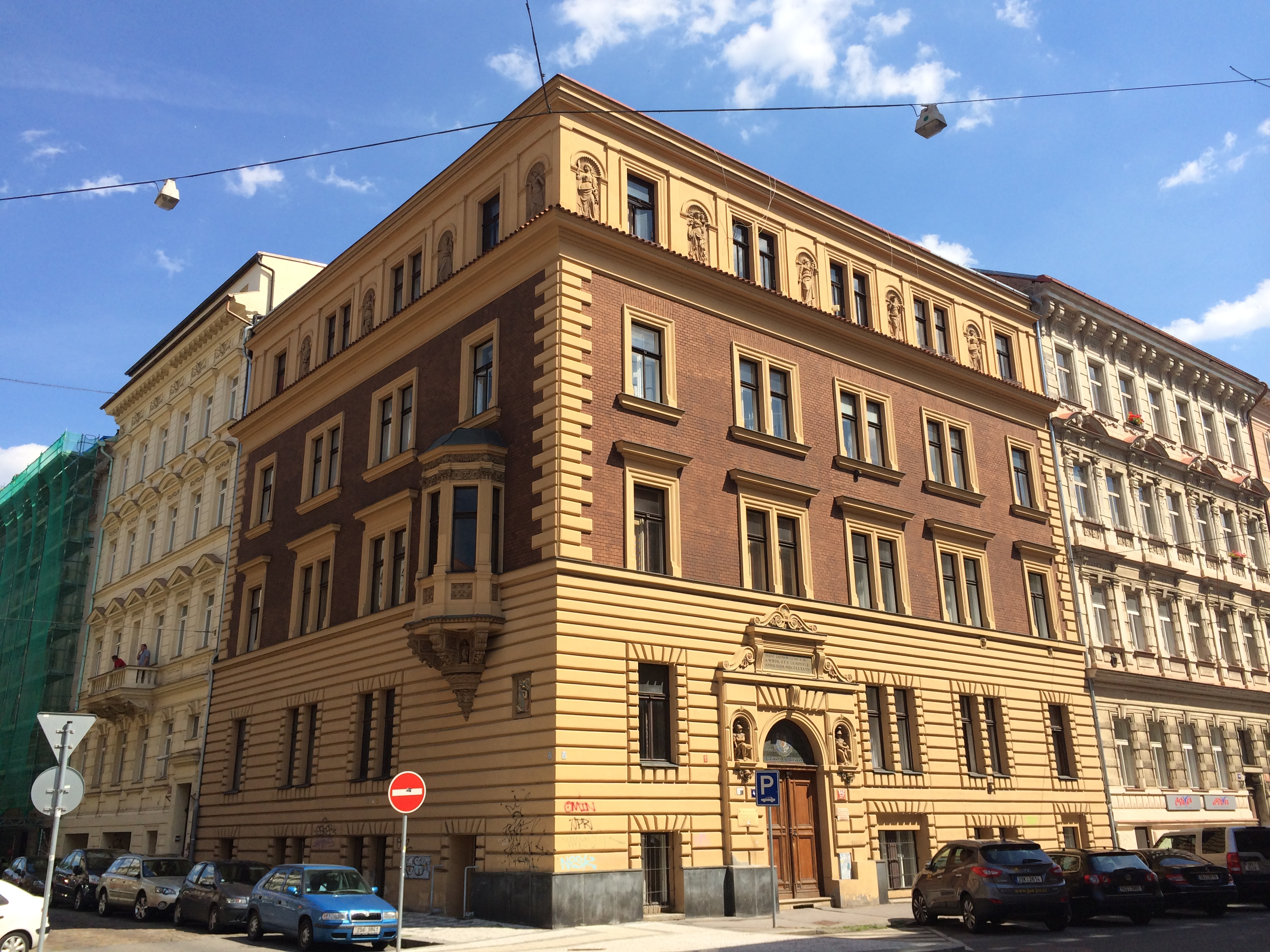
Nájemní dům Zborovská – Vodní, čp. 542
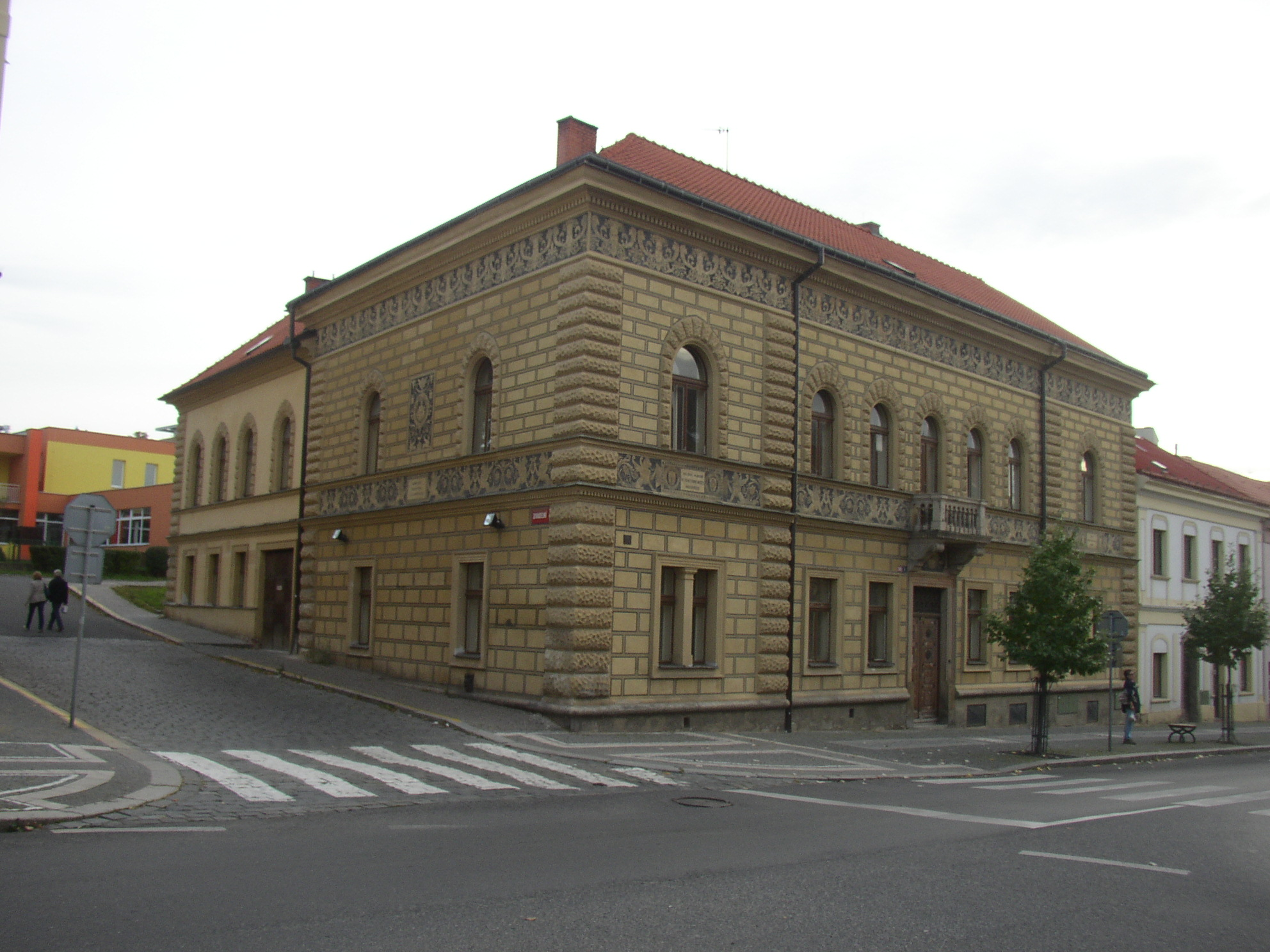
Měšťanský dům čp. 560 na Wilsonově ulici ve Slaném
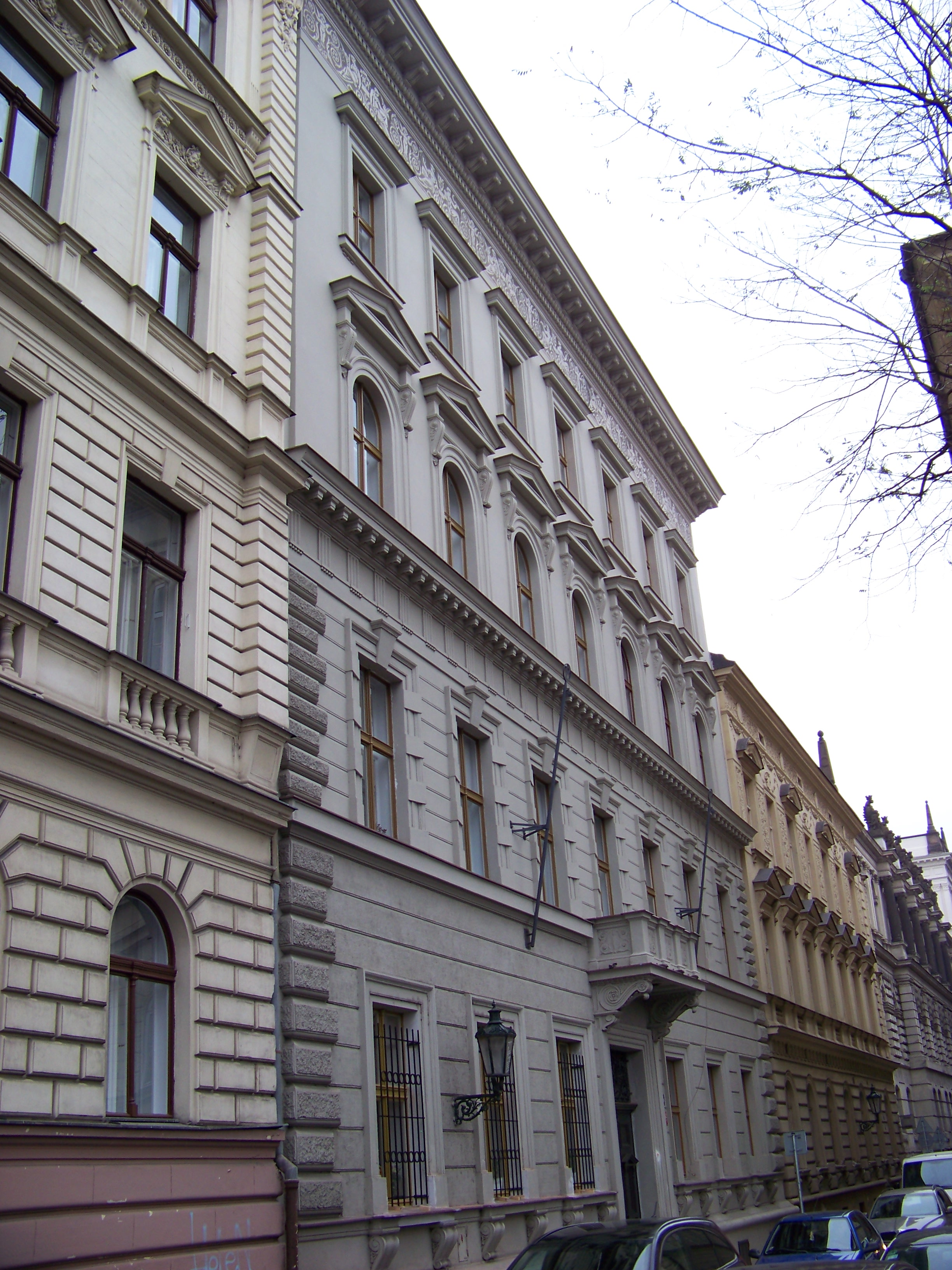
Praha–Staré Město, Divadelní 14
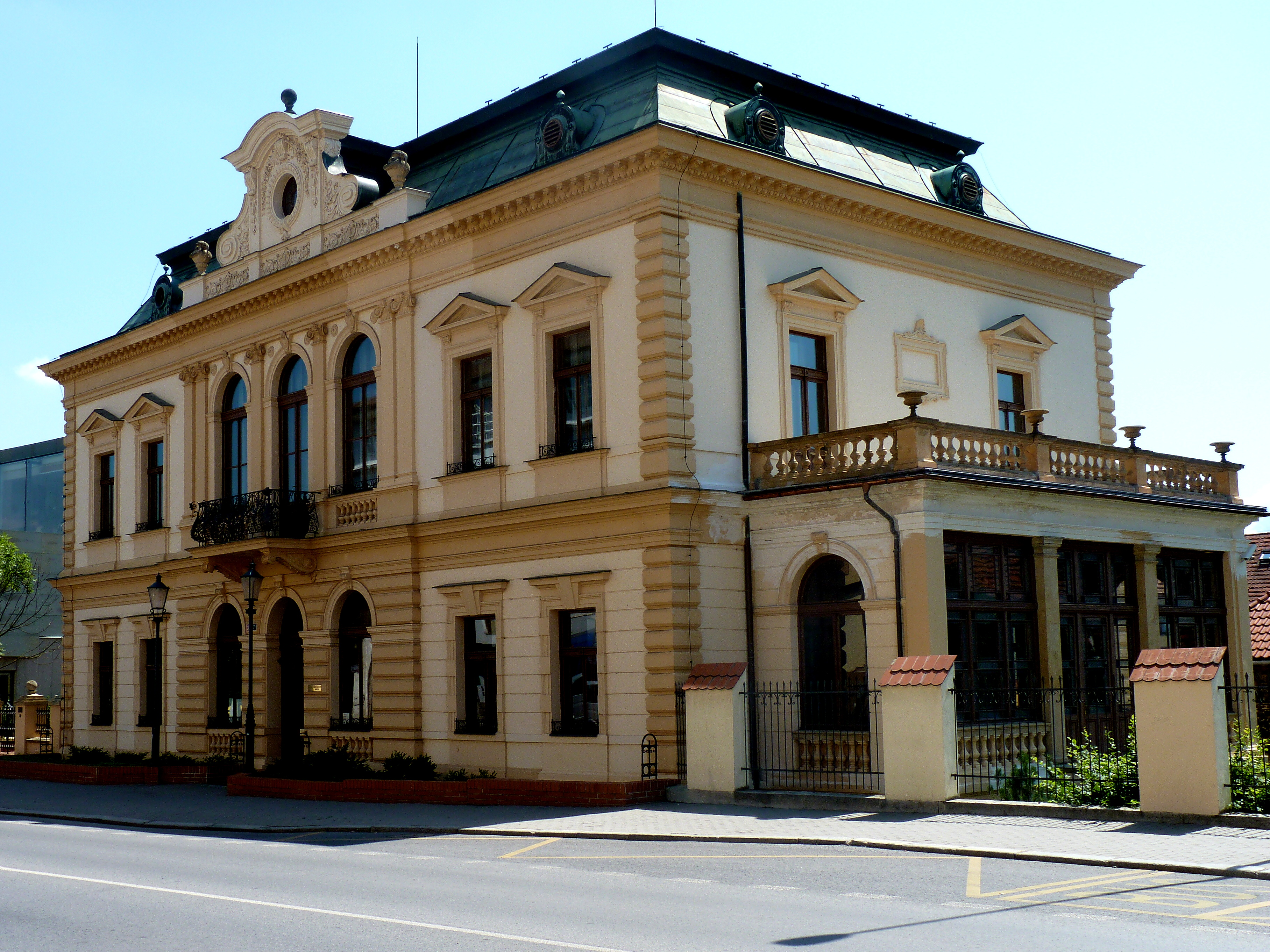
Duslova vila v Berouně

### Detaily fasád staveb Antonína Wiehla

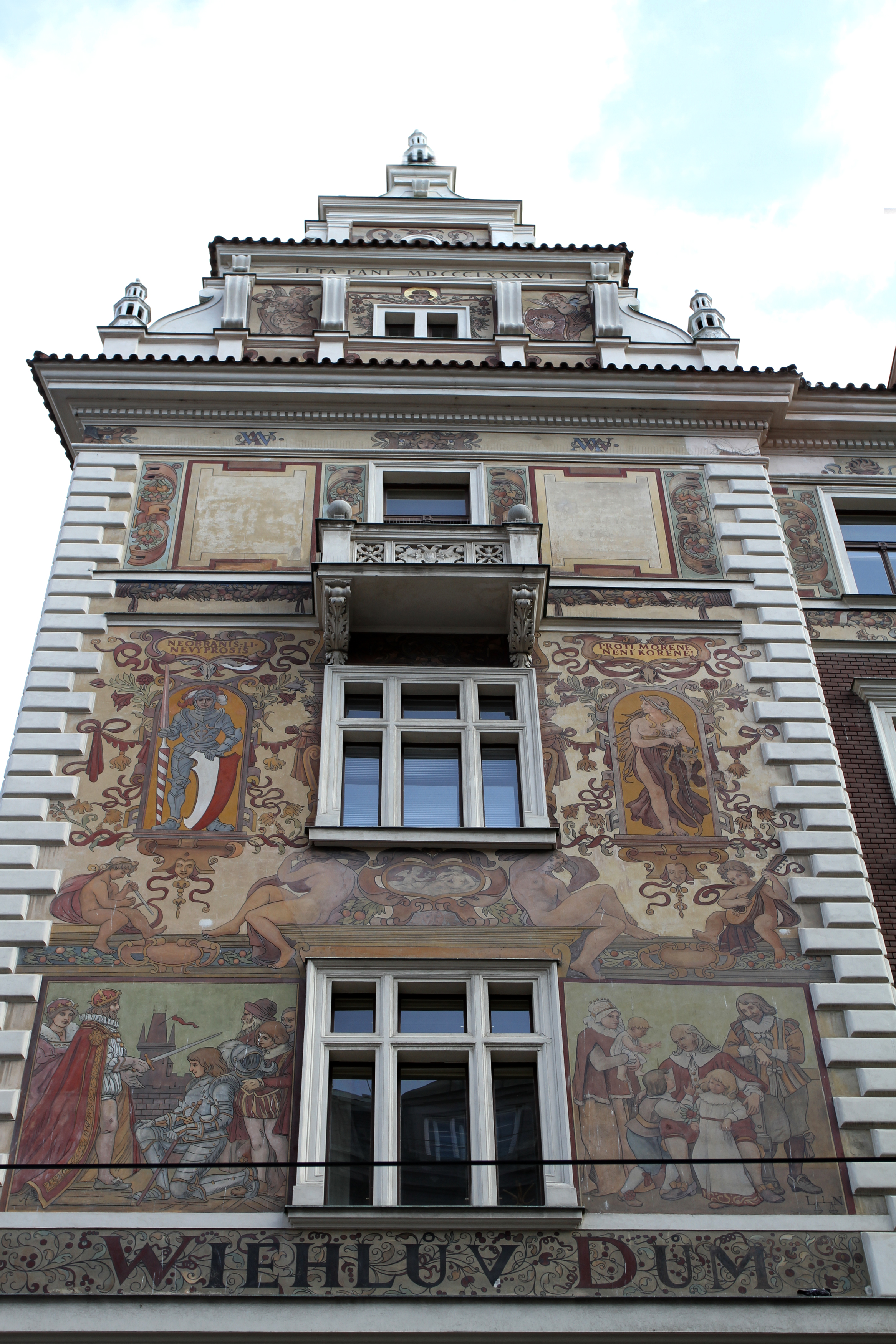
Detail fasády Wiehlova domu
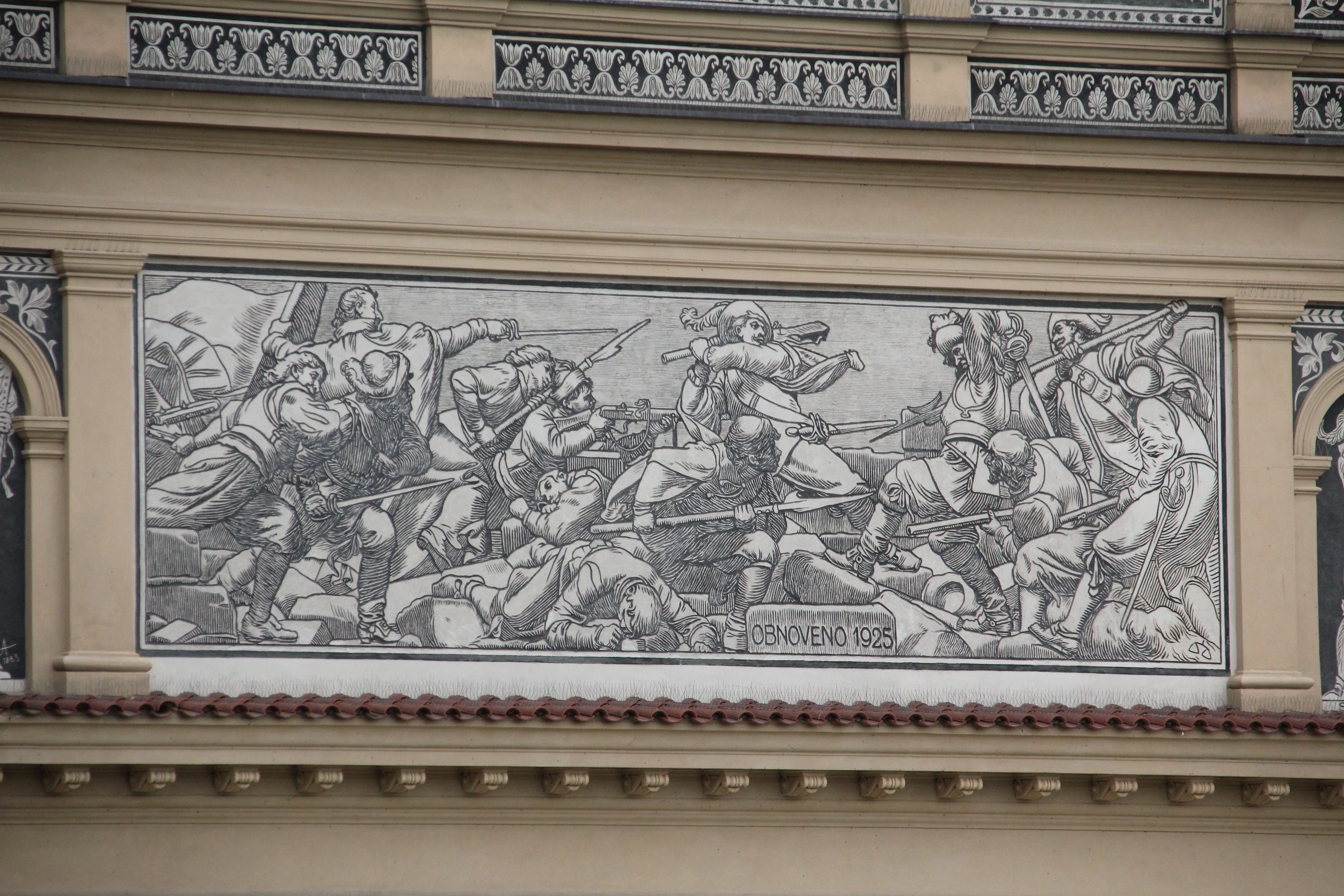
Detail fasády Smetanova muzea
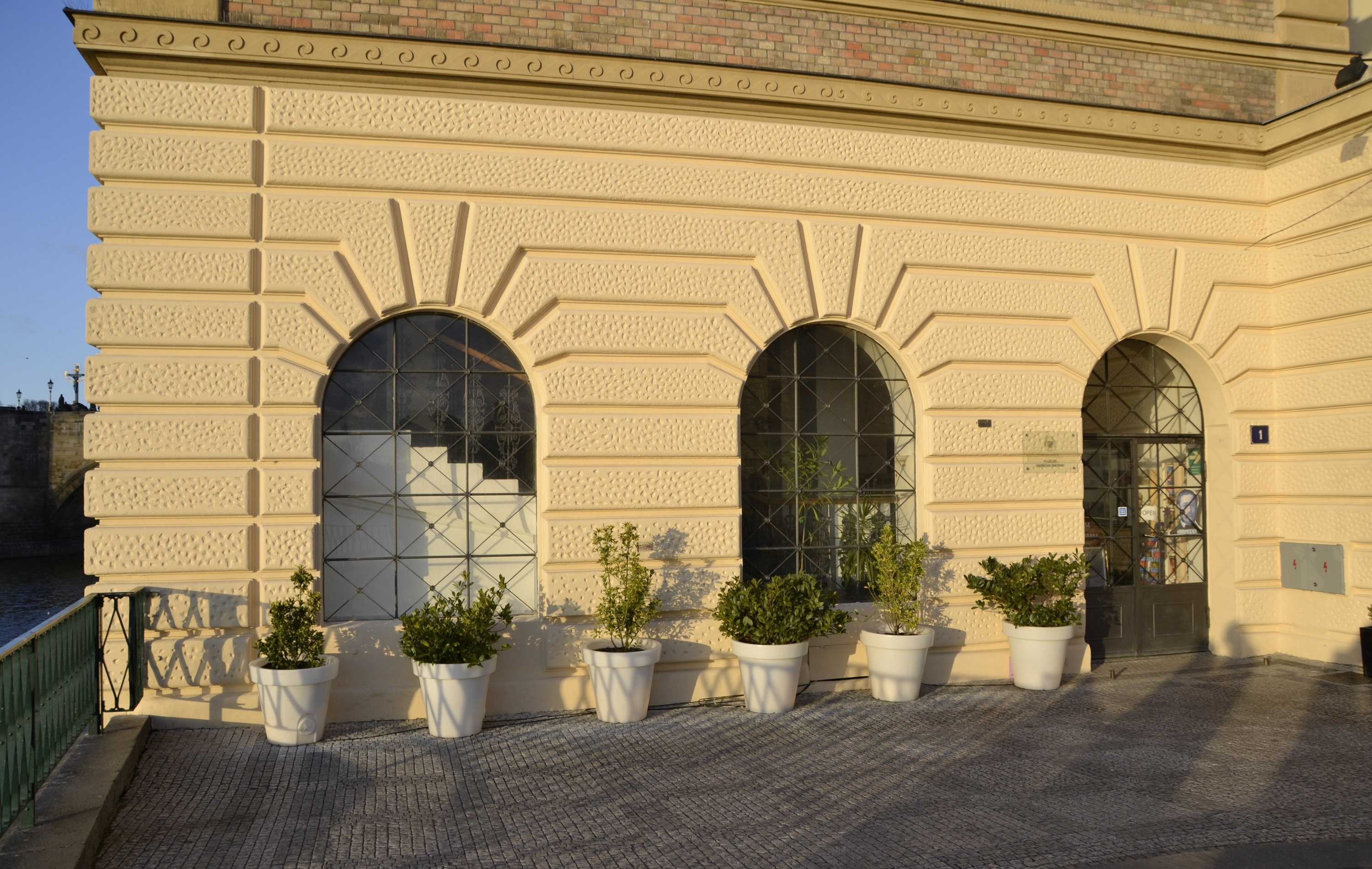
Přízemí Smetanova muzea z Novotného lávky
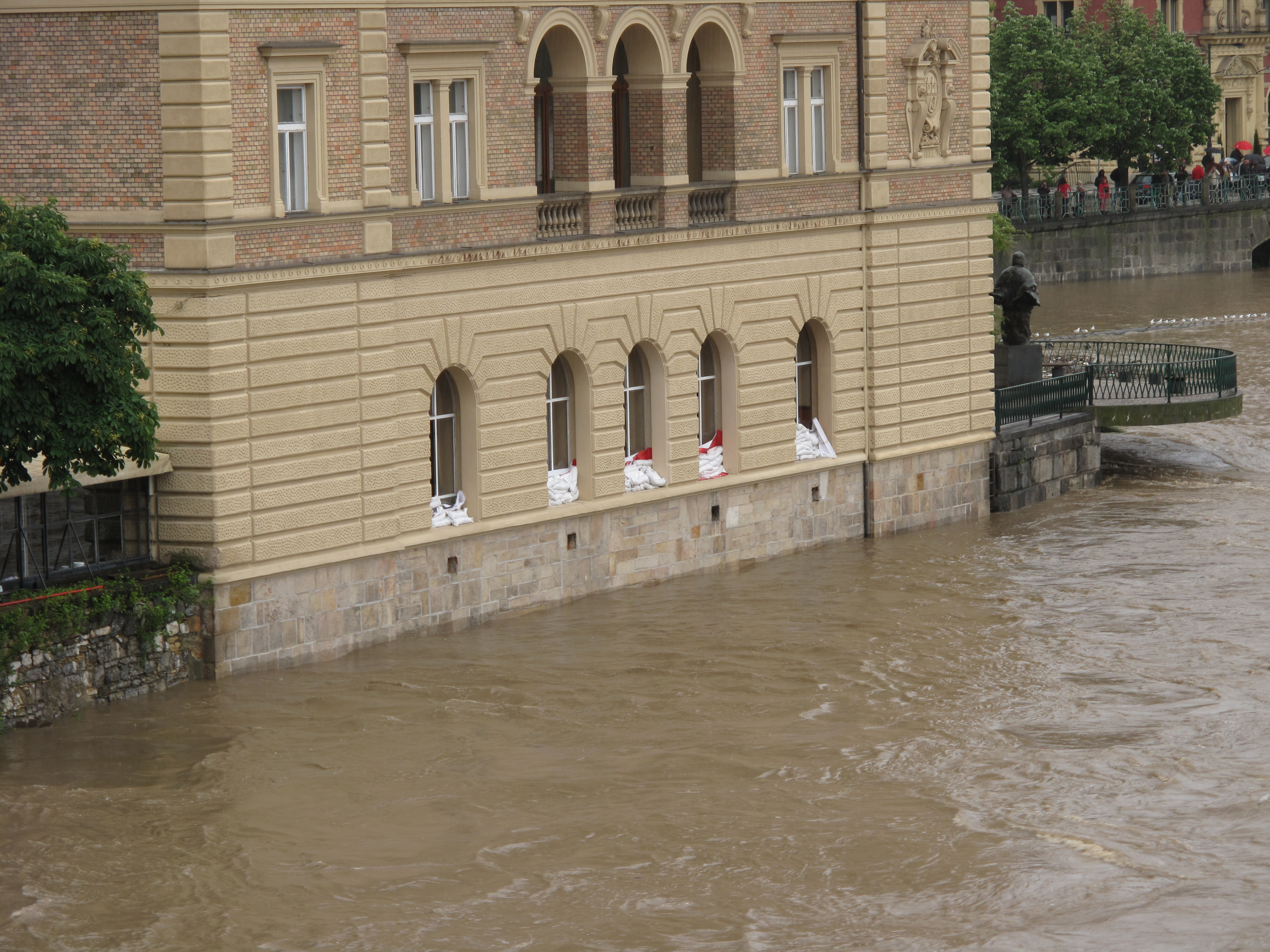
Pohled na přízemí Smetanova muzea z Karlovy mostu – povodně 2013
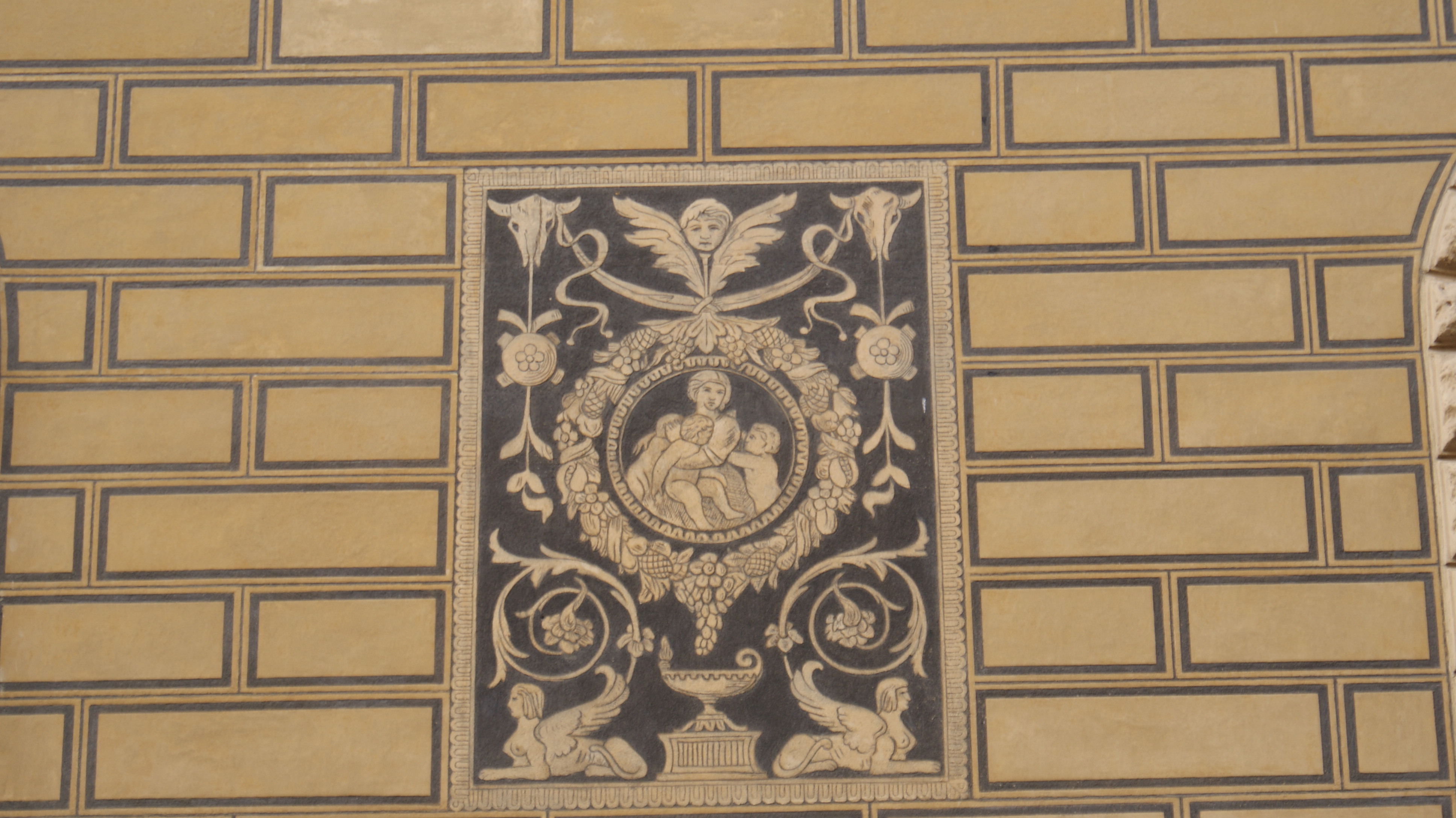
Sgrafita na Wiehlově domě ve Slaném z Divadelní ulice
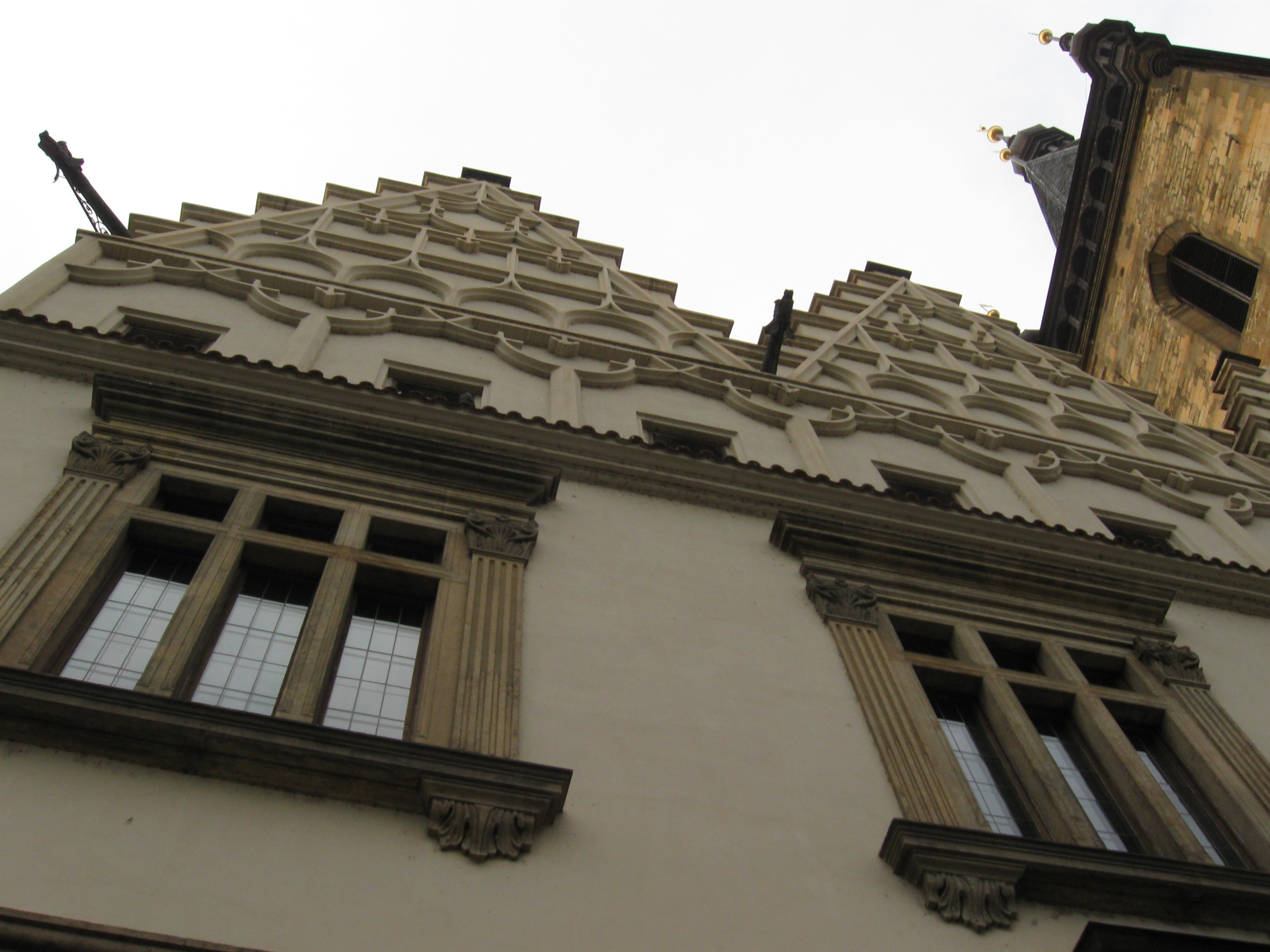
Novoměstská radnice – detail štítu z podhledu
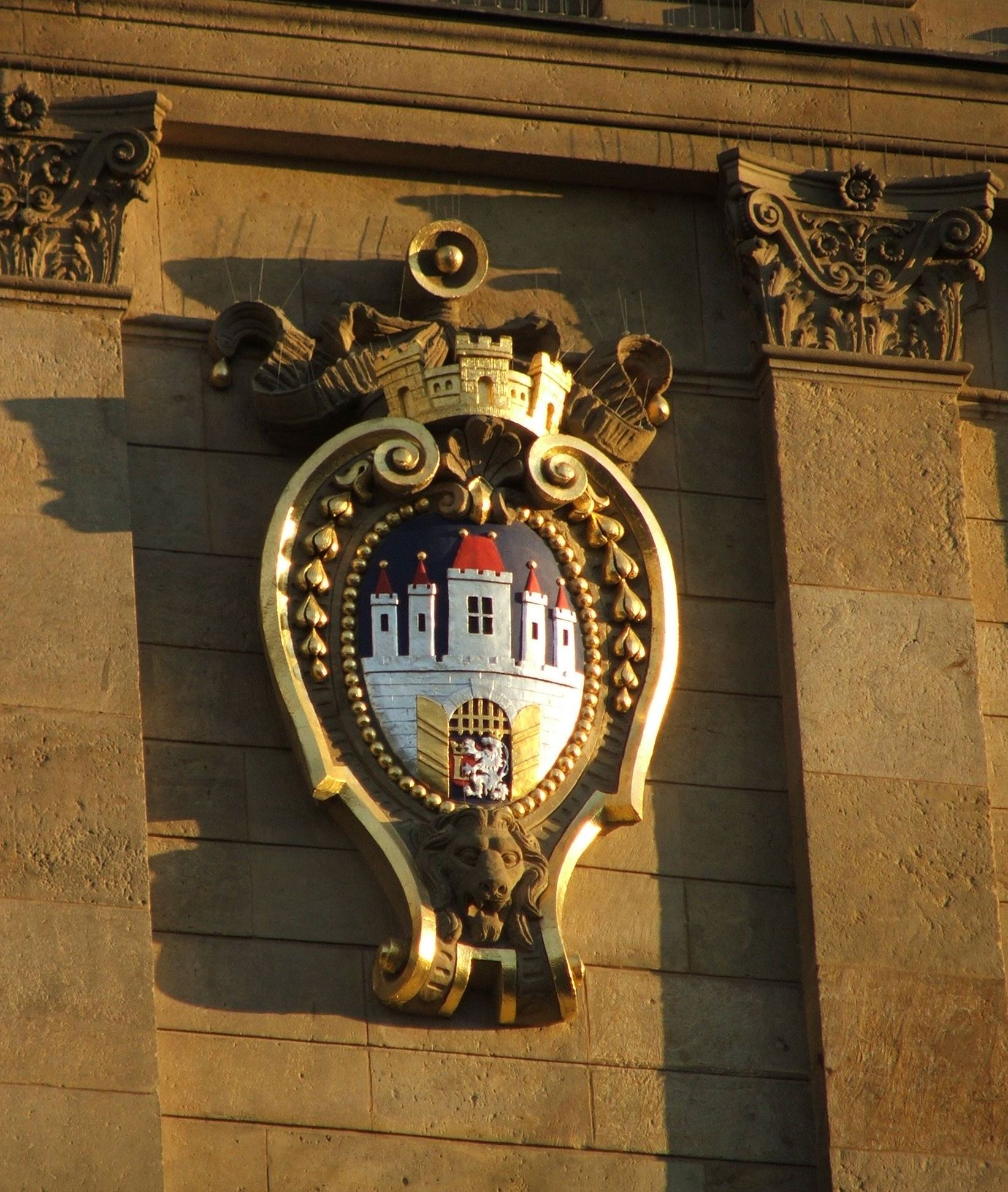
Znak Malé Strany na budově Městské spořitelny
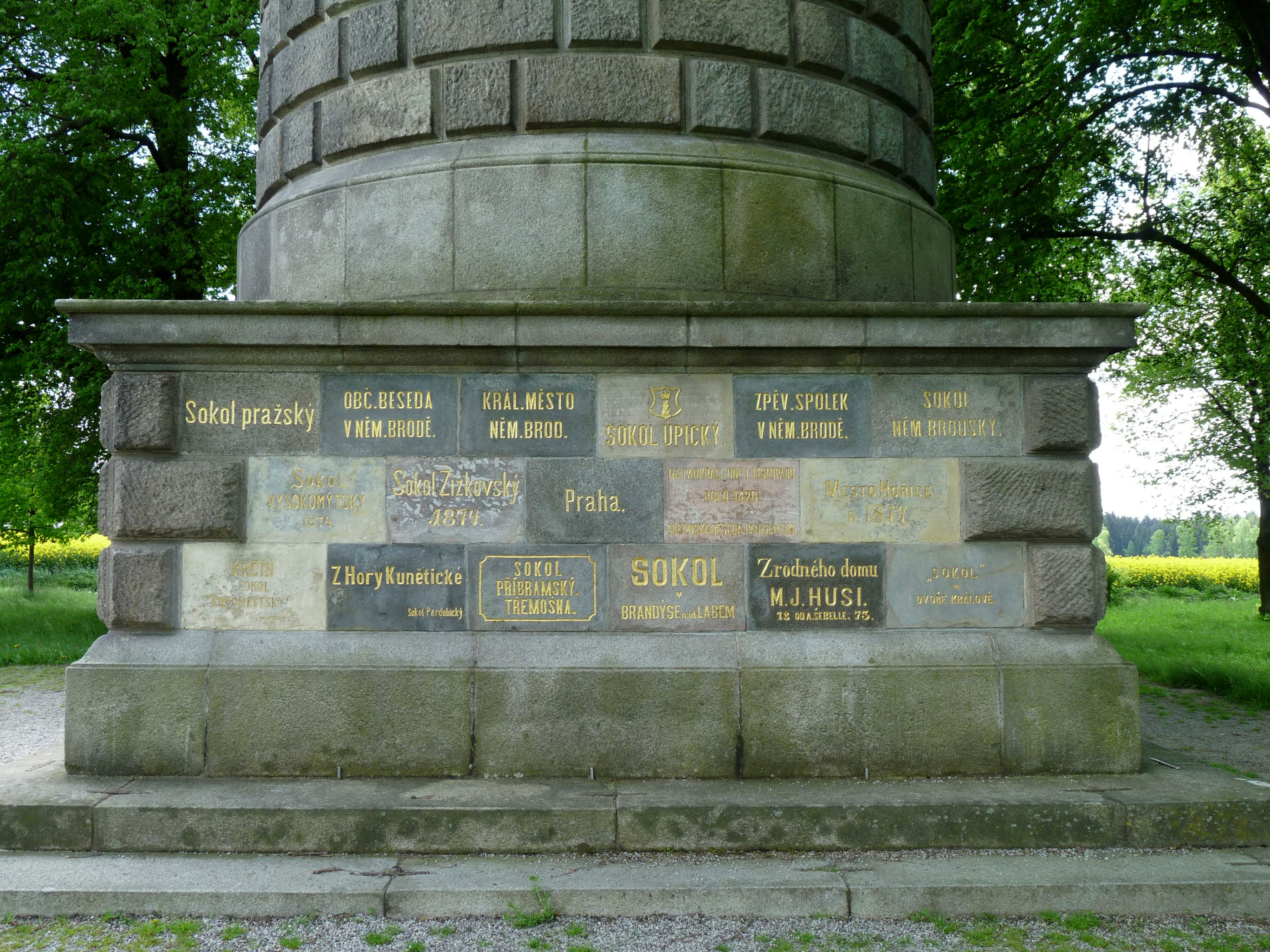
Žižkova mohyla – detail podstavce s nápisy
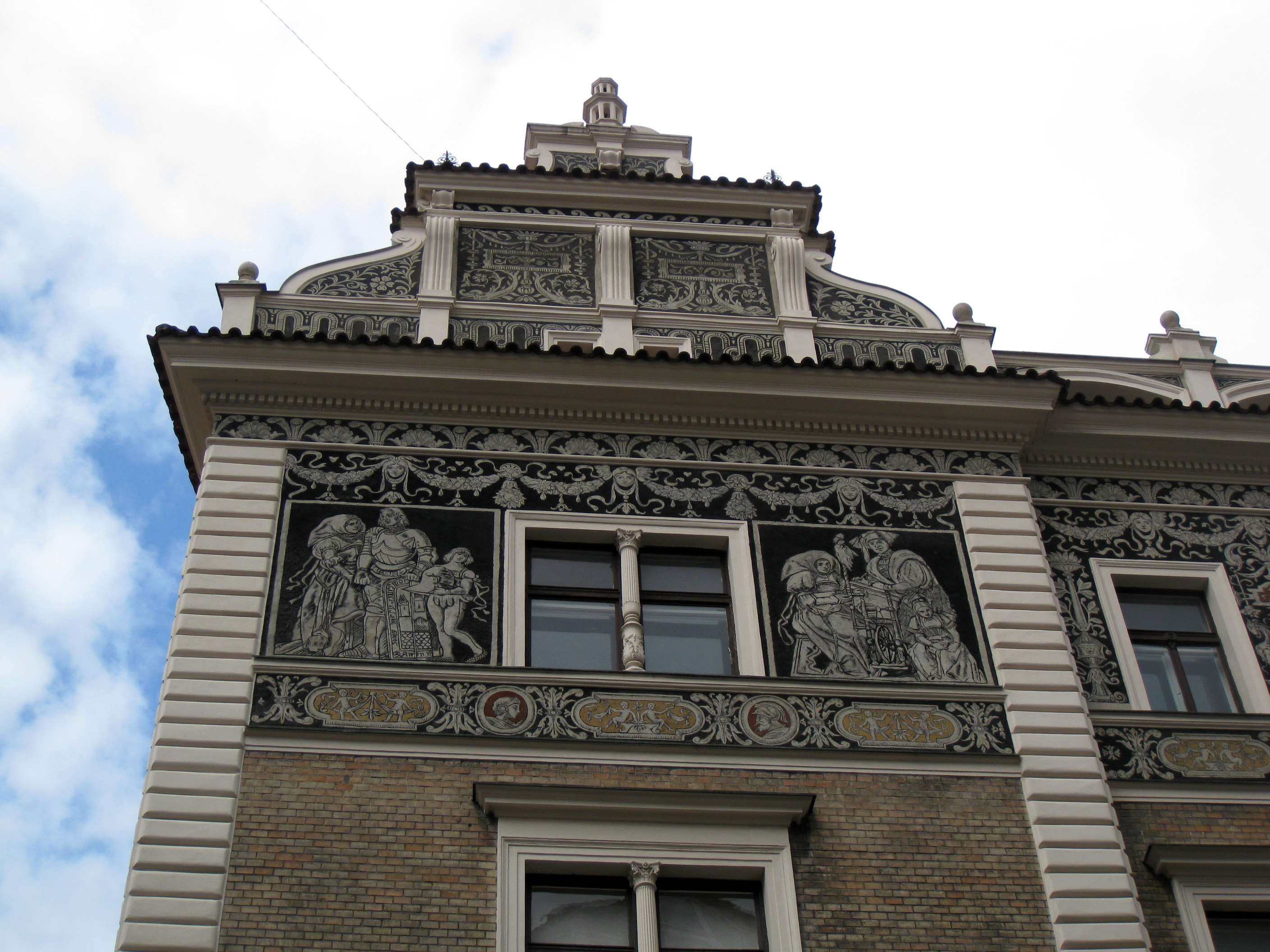
Dům U Bechyňů – detail fasády
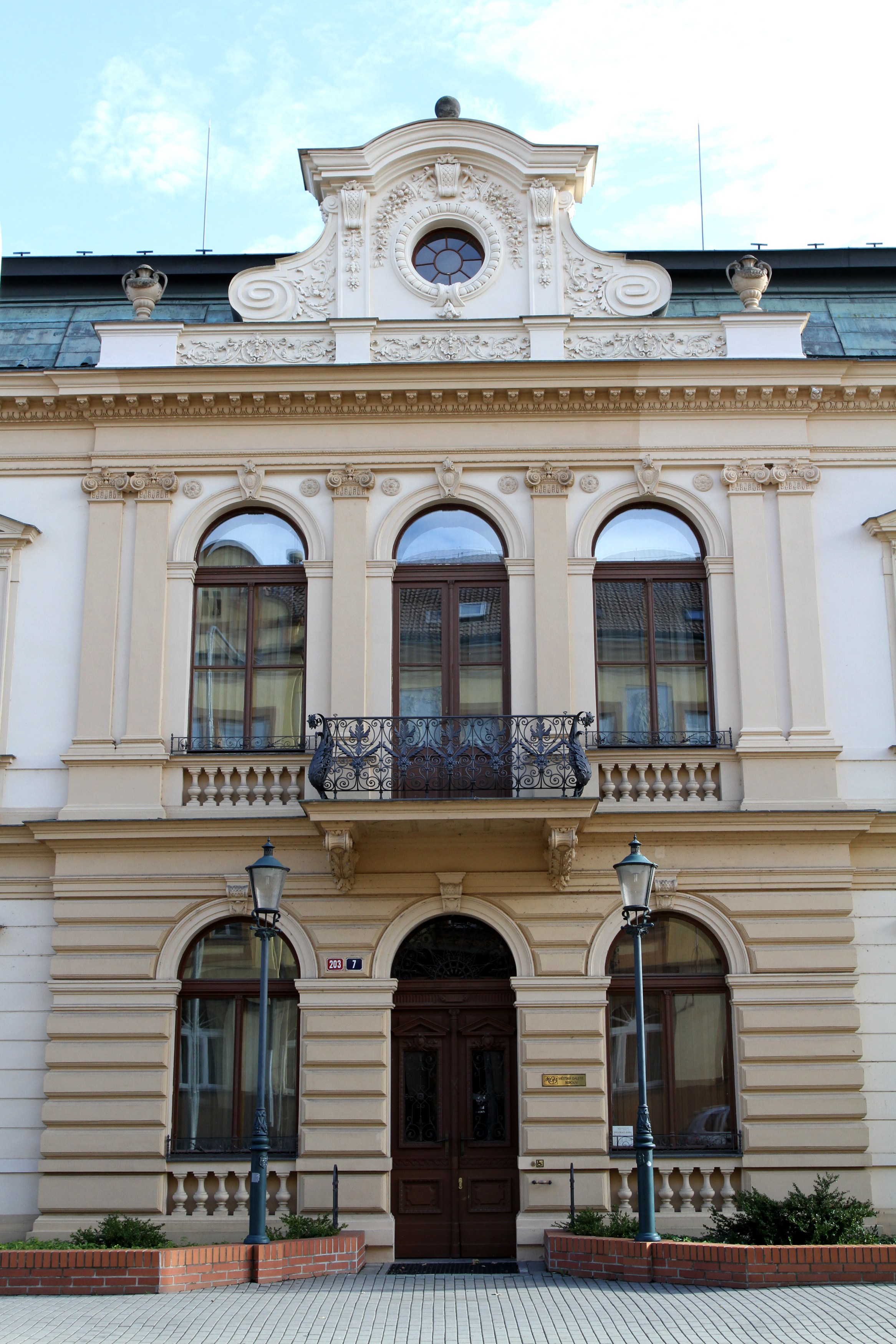
Duslova vila (Beroun) – detail průčelí
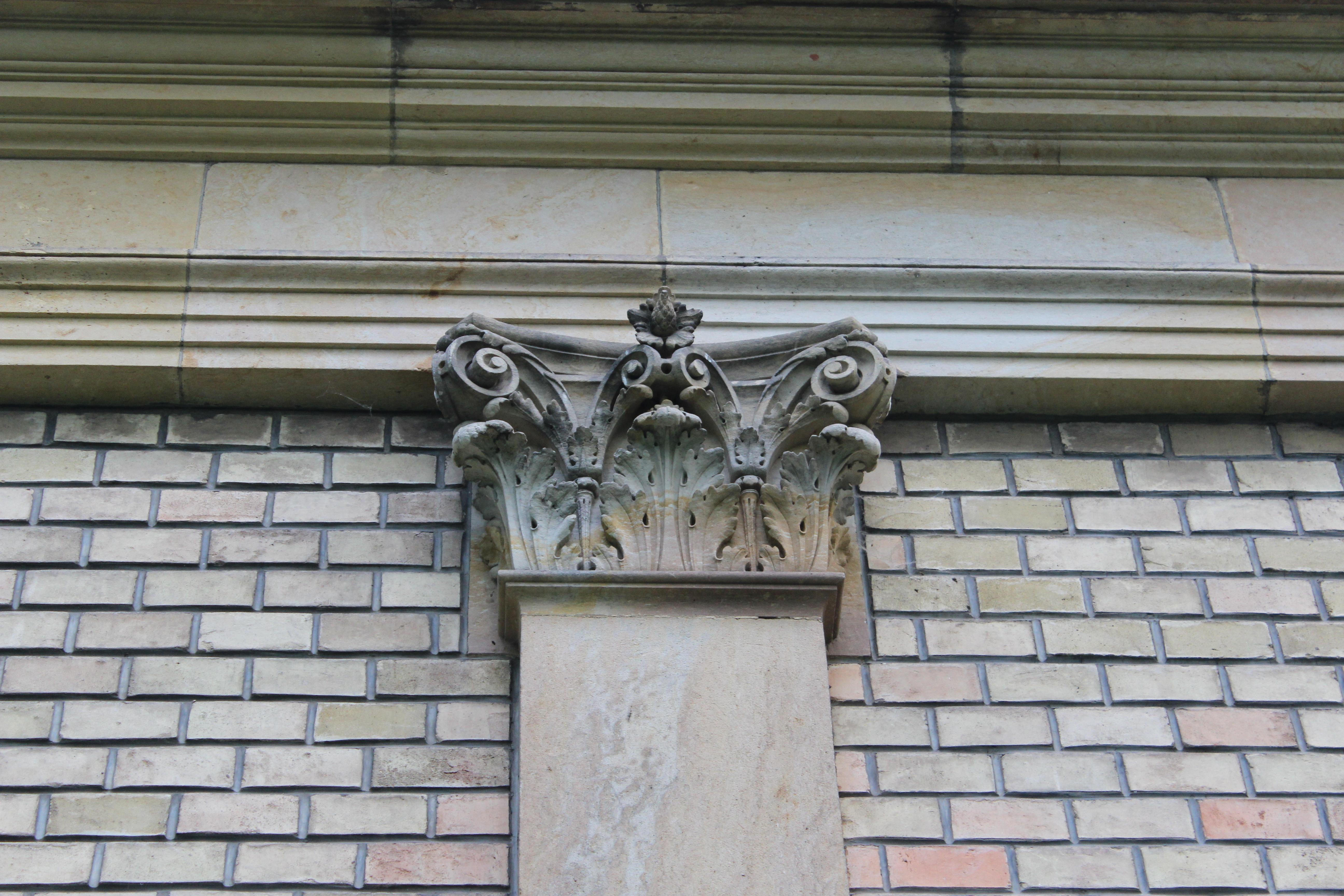
Hrobka Daubků detail režného zdiva a hlavice sloupu
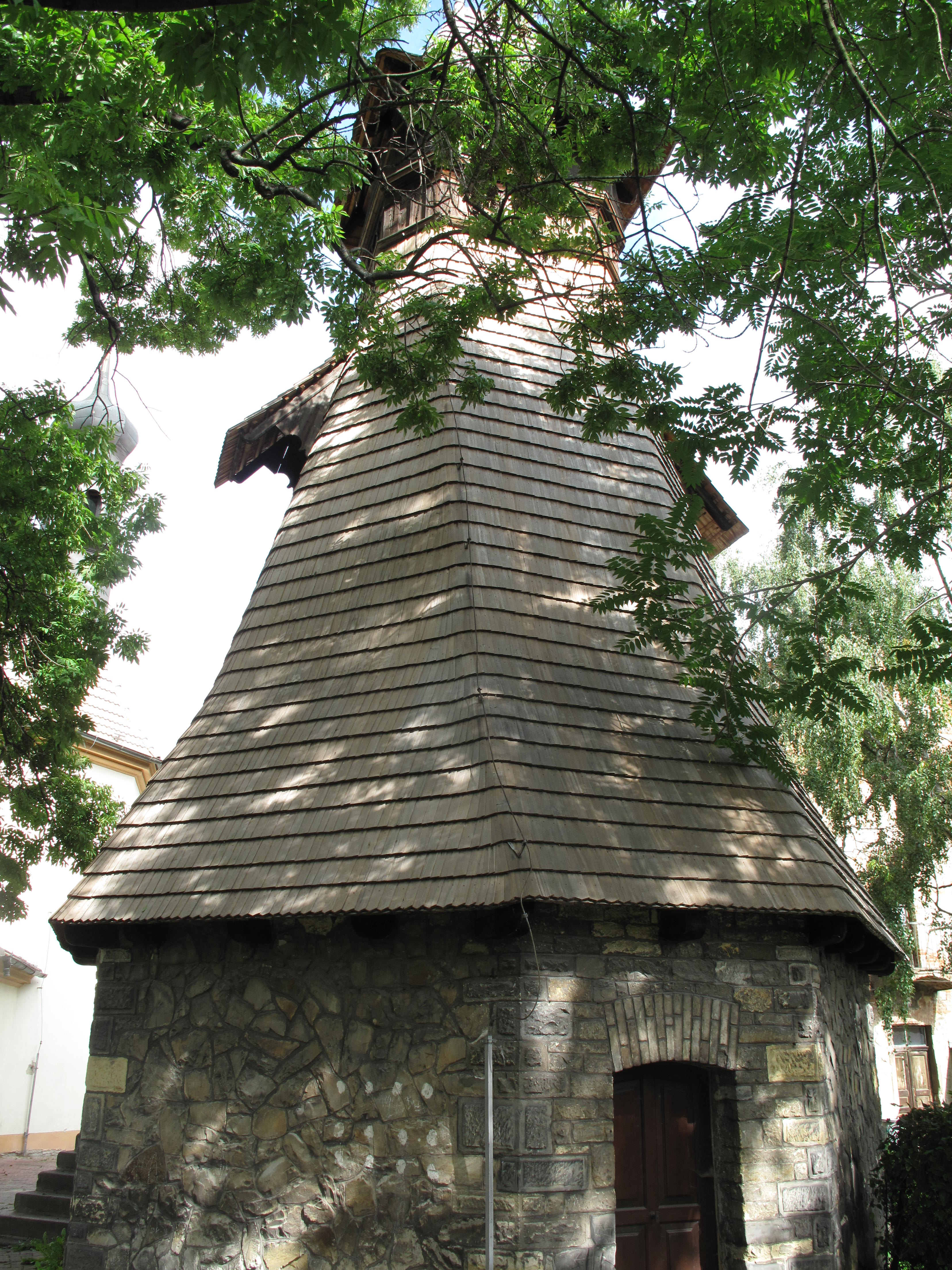
Zvonice u sv. Ludmily Mělník
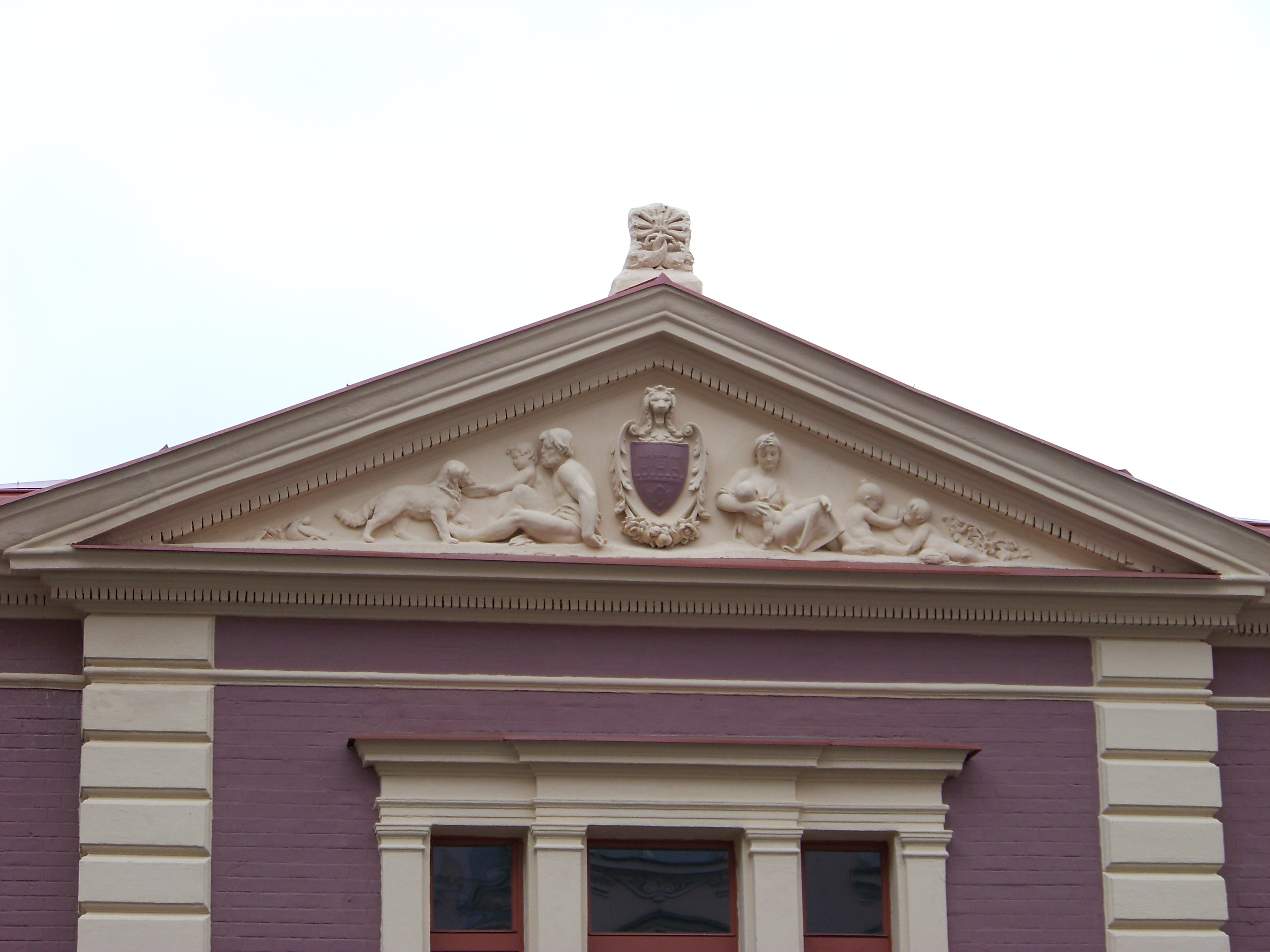
Městská přečerpávací stanice. Štít budovy
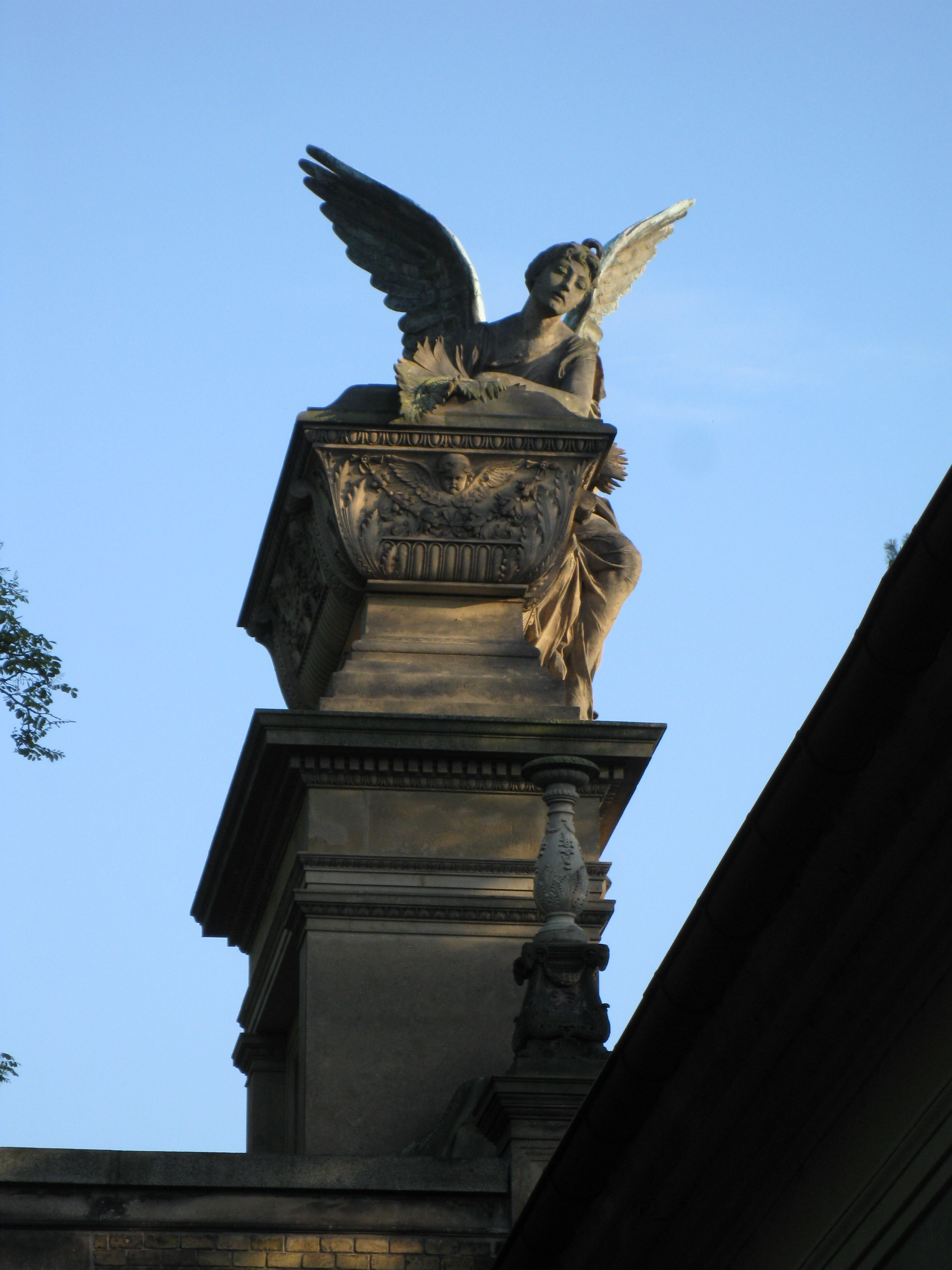
Detail Slavína
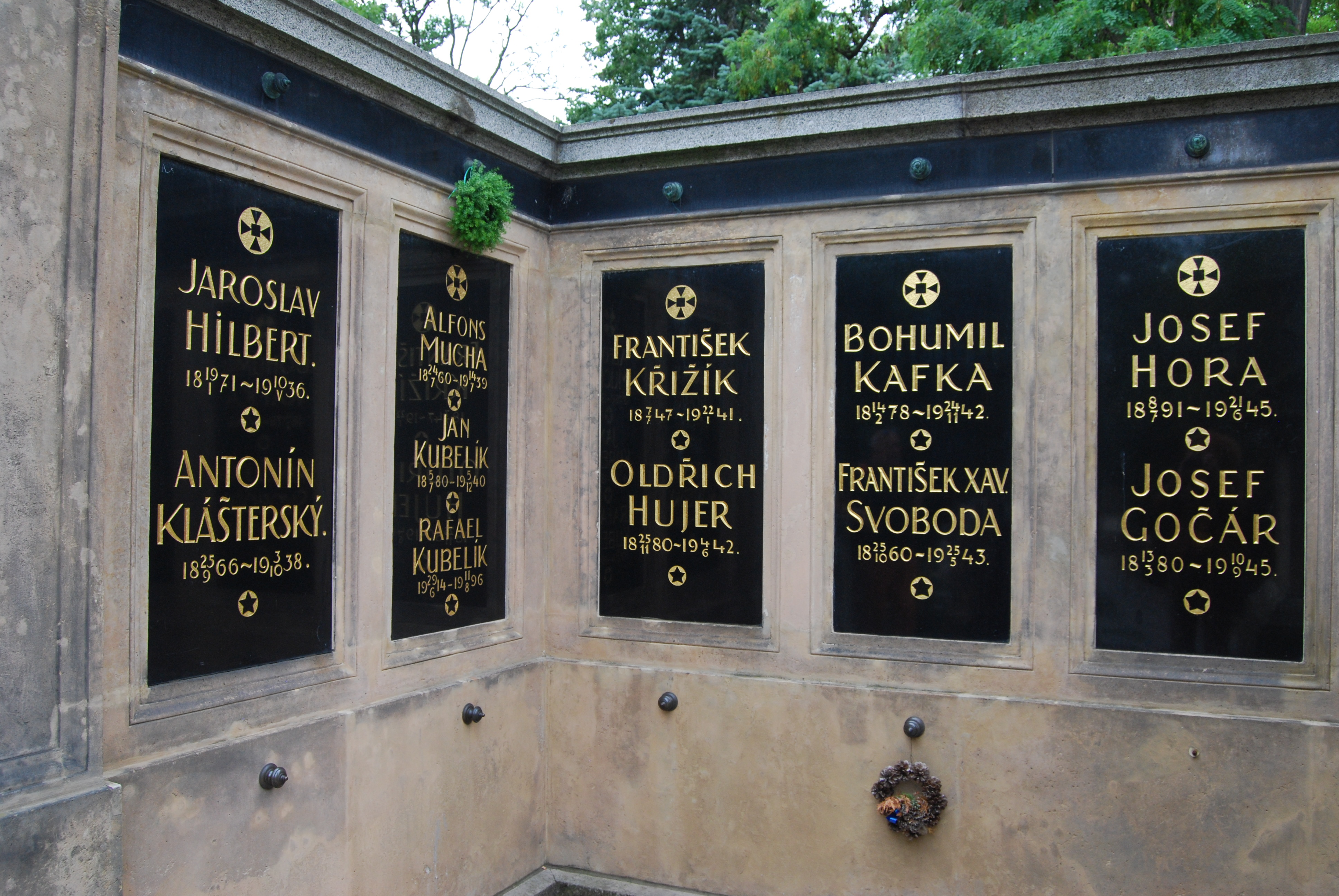
Slavín – detail desek se jmény pohřbených
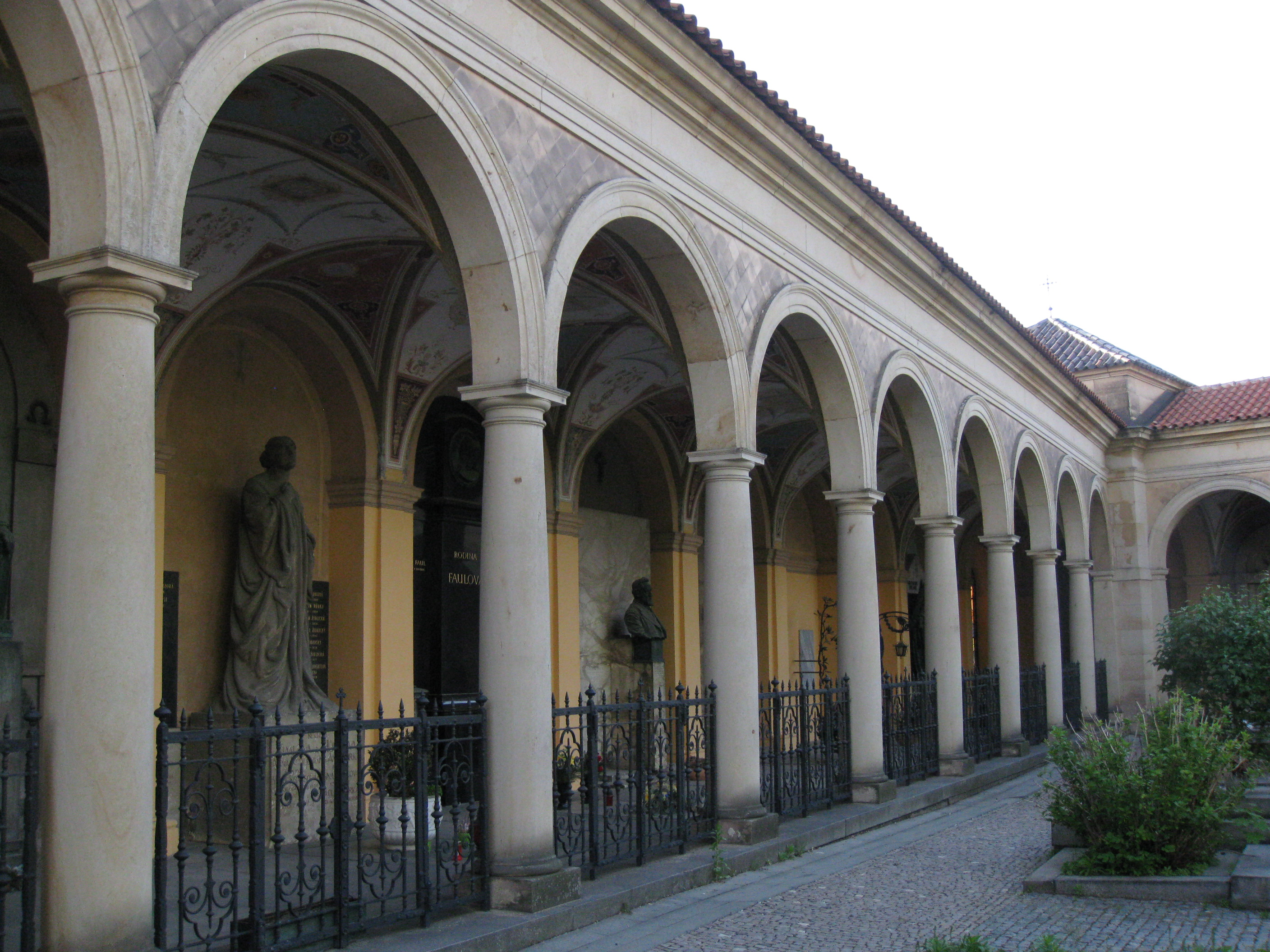
Arkády Vyšehradského hřbitova
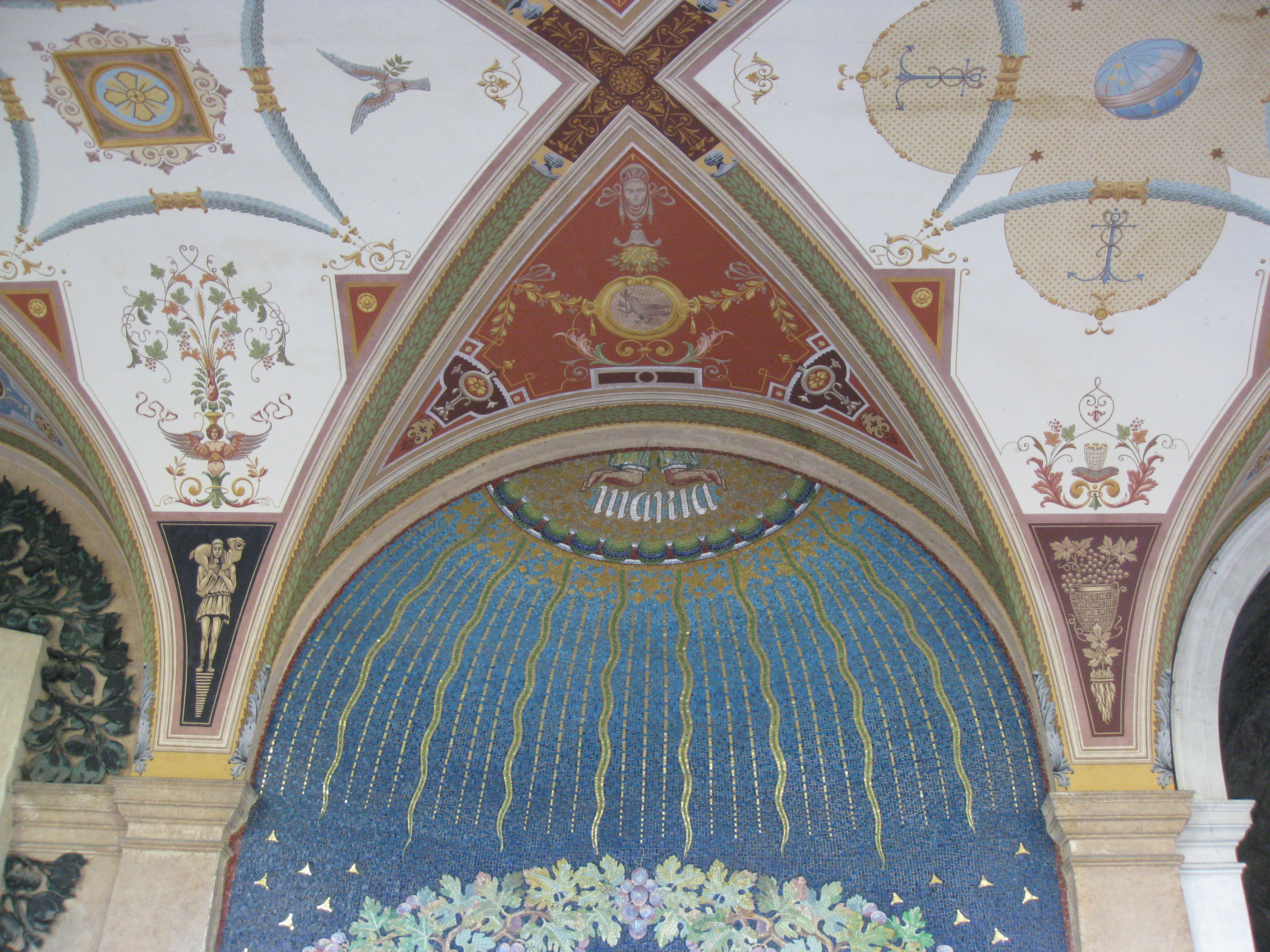
Detail klenby arkád Vyšehradského hřbitova

## Pozůstalost
Sochařské modely a skici přešly s odkazem vdovy Marie Wiehlové – Ullmannové do sbírek Národního muzea v Praze.